# Hyde
hyde（ハイド、本名：寶井 秀人（たからい ひでと）、1969年（昭和44年）1月29日 - ）は、日本のミュージシャン、ボーカリスト、シンガーソングライター、音楽プロデューサー。
ロックバンド・L'Arc〜en〜Ciel、VAMPS、THE LAST ROCKSTARSのボーカリスト。元HALLOWEEN JUNKY ORCHESTRAのボーカリスト。元D'ARK〜EN〜CIEL、元P'UNK〜EN〜CIELのギタリスト。

## 概要
学生時代から様々なバンド活動を行っているが、本格的な活動は1991年にL'Arc〜en〜Cielを結成した頃から始まる。hydeがメインボーカルとして歌唱したスタジオ音源が発表されたのは、同バンドのオリジナルビデオ『L'Arc-en-Ciel』が初となる。L'Arc〜en〜Cielではメインコンポーザーの一人として、現在までにミリオンセラーを記録した「HONEY」や「HEAVEN'S DRIVE」の他、「flower」「I'm so happy」「いばらの涙」「ROUTE 666」「Killing Me」「Ophelia」「SEVENTH HEAVEN」「Hurry Xmas」「BLESS」「X X X」「ミライ」などの楽曲を作曲している。なお、hydeは、L'Arc〜en〜Cielとして発表したほとんどの楽曲で作詞を担当している。
2001年からは、新たなレーベル「HAUNTED RECORDS」（読み：ホーンテッド レコーズ）を立ち上げ、HYDE名義でソロアーティストとしても活動している。ソロ名義の活動においてhydeは、バンド在籍時と同様にボーカルを務めており、楽曲によってはギターも担当している。なお、このソロワークスでは当初、＜静＞をコンセプトにした世界観でアルバム制作が行われていた。1stアルバム『ROENTGEN』では、学生時代・バンド活動初期の頃に好んで聴いていたデヴィッド・シルヴィアンやスティングなどを意識し、ソフトロックに寄った音源が制作されている。そして2003年以降は＜動＞をコンセプトに、hydeが嗜好するハード・ロックやオルタナティヴ・ロック、オルタナティヴ・メタルに傾倒した楽曲制作へと180度転換。＜動＞をコンセプトに活動している時期は、バンドスタイルでレコーディング及びライヴを行うことが多く、K.A.Z（Oblivion Dust）やクレイグ・アダムス（ex.ザ・ミッション、ex.ザ・カルト）、スコット・ギャレット（ex.ザ・ミッション、ex.ザ・カルト）、PABLO（Pay money To my Pain）、SHOW-HATE（SiM）、Sho（MY FIRST STORY）、マット・ブランディベリー（フロム・アッシュズ・トゥ・ニュー）など、様々なロック・ミュージシャンが共同作曲者あるいはゲストとして招かれている。現在の活動では、前記の＜静＞と＜動＞の2つのコンセプトを時期によって使い分けており、これまでに「evergreen」「Angel's tale」「A DROP OF COLOUR」「SECRET LETTERS」「NOSTALGIC」のようなソフト・ロックな楽曲や、「MIDNIGHT CELEBRATION」「SEASON'S CALL」「MAD QUALIA」「SET IN STONE」「ON MY OWN」「6or9」のようなハードでメロディアスな楽曲を発表している。また、多彩な音楽性にアプローチしながら活動を進めていることもあり、オールスタンディング形式のライヴから着席型のディナーショーまで、幅広いスタイルで公演を行っている。なお、HYDEは現在までに、アルバム6作品、シングル・単曲配信23作品、映像作品8作品を発表している。ちなみにHAUNTED RECORDSでは、自身のソロ名義作品以外にオルタナティヴ・ロックバンド、MONORALの作品も発表されていた。なお、hydeは2018年から前記の自主レーベルでなく、ユニバーサルミュージック内のレーベル、Virgin Musicに移籍している。
そして2008年には、K.A.Z（Oblivion Dust）とロックユニット、VAMPSを結成。VAMPSでは、ソロ名義の活動で行ってきた＜動＞のスタイルを、よりバンドに近いかたちで行うようになっている。VAMPSは2016年に、アメリカの大手マネジメント、10th Street Entertainmentと契約を結び、音楽制作のメインを海外へ移しており、これ以降、海外のアーティストやプロデューサーとのコラボ制作を展開するようになっている。また、VAMPSでは全国のライヴハウスで連続公演を行う"籠城型ツアー"をはじめ、アリーナ公演、夏季の野外ライヴ、ハロウィンイベントなど、多彩なスタイルの公演を実施。海外においても精力的にライヴを開催しており、日本以外のアジア各国、ヨーロッパ、アメリカでもツアーを行っている。2014年にはイギリスの野外ロック・フェスティバル「ダウンロード・フェスティバル」に初出演。また、2015年2月には日本武道館で自主企画ライヴイベント「VAMPARK FEST」を行い、シックス:エイ・エムやジェラルド・ウェイ、SADS、［Alexandros］などの国内外のアーティストと共演している。なお、VAMPSは現在までに、アルバム5作品、シングル・単曲配信15作品、映像作品12作品を発表している。そしてHYDEは2022年に、YOSHIKI（X JAPAN）の主導により結成された、エッジなEDMと耽美なロックサウンドを融合したロックバンド、THE LAST ROCKSTARSに参加している。
他には、中島美嘉やジェジュン、Cö shu Nieなどに自身が作曲した楽曲を提供している。また、音楽活動以外には、2017年にアパレルブランド「SWITCHBLADE」（読み：スイッチブレード）を設立している。そして2023年には、SWITCHBLADEのセカンドラインとして、"和"をコンセプトにした「WaRLOCK」（読み：ワーロック）というブランドを新たに立ち上げている。
マネジメントは、2012年2月に自身が設立したVAMPROSE。現在の所属レーベルは、ユニバーサルミュージック内のVirgin Music。ソロ名義の公式ファンクラブは、2001年に設立した「HYDEIST」。公式モバイルサイトは、2008年に開設した「HYDERoom」。

## 来歴

### 生い立ち - 少年時代
1969年1月29日に和歌山県和歌山市にて生まれる。小学生の頃は内向的な性格で、友達が少なかったという。hydeは自叙伝『THE HYDE』で、この頃を振り返り「比較的内向的で、そんなに友達も居なかった。居ないというか、家の近所には何人か同い年の子が居たから遊んではいたんだけど、結構、その子達にいじめられて泣いて家に帰るような弱い感じだったね」と述懐している。また、hydeは幼いころから絵に興味があり、この頃から黙々と一人で絵を描いていたといい、小学生の頃には特に高橋留美子の漫画『うる星やつら』に夢中になっていたという。他には、宮崎駿監督作のアニメ『ルパン三世 カリオストロの城』なども好きだったといい、hydeはこの頃から「将来は漫画家かアニメーターになりたい」と漠然と思うようになる。
上記のように、小学校時代のほとんどを「泣き虫のいじめられっ子」として過ごしてきたhydeだったが、小学6年生の頃に友人ができたことで救われたと後年述懐している。また、当時の担任教師との出会いも自身にとって大きかったと語っている。後年hydeは、恩師である当時の担任の教師について「（小学6年生の頃の）先生とは、今でも交流があって。担任だったんだけど、とにかく一生懸命で一緒に泣いたり笑ったり、怒ってくれたりする素敵な先生だった」と語っている。また、hyde曰く、この頃から音楽を意識的に聴くようになったといい、中学生の頃まではオフコースやデヴィッド・シルヴィアンの他、デペッシュ・モードやデュラン・デュラン、カルチャー・クラブといったニューウェイヴ／ニューロマンティックのアーティストの楽曲を愛聴していたという。

### 学生時代 - 絵から音楽の道への転身
中学生に上がった頃には、絵に関する仕事に興味を持ち始め、自分で描いた漫画を週刊少年サンデーなどの漫画雑誌に投稿するようになる。また、中学生の頃は、当時公開された映画『ランボー』の影響から、軍服を着て、よく山や海で友人達とキャンプをしていたという。ちなみに映画『ランボー』以外では、当時流行していたデュラン・デュランのジョン・テイラーに代表されるような、ニューロマンティックのアーティストが着こなすファッションも好きで、この頃から映画の登場人物やミュージシャンの服装を真似して着るようになったという。
中学卒業後、「将来、絵を仕事にしよう」と思い至ったhydeは、デザイナー・画家になるため、一般の高校ではなく、デザインの授業もある学校へと進学する。後年hydeは、デザインの授業がある学校に進学した理由について「このまま普通に高校に行くのが、もう自分の中ではあり得なかったから。ラジオで"絵の授業がある高校がある"って聞いて、"ここに入りたい"って両親に言ったら、許してくれて。多分、入学金とか高かったと思うんだけど。その高校って普通の授業は半分くらいで、あと半分は絵の授業だったんだよね」と述べている。こうして専門学校に進学したhydeだったが、自身が先天性の色弱で中間色の判別が難しいことから、絵を描くことに自信はあったものの彩色に対する不安が徐々に募っていったという。hydeはこの頃について「彩色になるとね…俺、色弱だから、どうにもならなくて。水彩画とかになってくると、ちょっと弱いというか。小学校の頃は、さっき言った（6年生の頃の）担任の先生が"気にしないで、思うように着色しなさい"って言ってくれてたから、人に違ってるって言われても自信をもって絵の具を走らせてたんだけど。でも、世間には通用しなくて、専門学校の頃には、彩色の自信がまるでなくなってたんだ」「当然いきなり画家になれるわけでもないから、何かの職業につかなければならないじゃないですか？だから"これで就職出来るのかな"って。（中略）当時から僕はもう、そういう濃淡で表現することしか頭になかったから。いざ現実的な職業についた時の不安っていうのはすごく持ってた」と述べている。
やがてhydeは、色弱による彩色に対する不安、さらにヘヴィ・メタルのギタリストからの影響でギターに目覚めたことをきっかけに、徐々に興味の対象が移りはじめ、音楽の道へ転身することを模索し始める。なお、hydeは音楽に惹かれた当時の心境について「音楽に色彩のチェックはなくて、僕が赤だと表現したものは、歌詞や演奏によって赤になる」「音楽を始めたときには悩みがなくなった」と述懐している。その後、hydeは専門学校を卒業し、大阪に出るための貯金を作ることを考え、アルバイトをしながらバンドメンバーを探すことにする。
こうして地元で音楽活動とアルバイトに明け暮れる中、hydeは20歳になった頃に、母親から「将来、本当にミュージシャンになりたいんだったら、今すぐやれ。お金を貯めてとか、そうやってどんどん時期を逃すな」と言われたという。この言葉を受け、hydeは母親からお金を借り、音楽の道に進むため大阪に出ることを決意する。

### Jelsarem's Rod結成 - tetsuyaからの勧誘
大阪に出てきたhydeは、ライヴハウスに顔を出すようになり、徐々に交友関係を広げていった。ただ、この当時のhydeは、GASTUNKやディスチャージといったハードコアに傾倒していたこともあり、なかなか音楽性の合う仲間に出会うことができなかったという。後年hydeは、バンドメンバーを探していた当時を振り返り「暗ーい音楽がやりたいんだけど、いないかなあと思って、いろいろ探したんだけど、全然いなくって」と述懐している。こうしてhydeはしばらくの間、どのバンドの固定メンバーにもならず、様々なバンドにセッションメンバーとして参加する。
なお、hydeはセッションを重ねていたこの時期に、ギターだけでなくボーカルもやるようになったという。当時hydeは「ハードロックを通ってきた人間だから、ヴォーカルってダサいイメージしかなかった」といい、当初ギタリストとしてセッションに参加していた。ただ、ある時GASTUNKのコピーバンドをやるにあたり、hydeはボーカルを担当することになった。これをきっかけにボーカリストとして活動することを決意する。後年hydeは、ボーカルに転身したころを振り返り「歌ってみるとすごい自分に合っているのがわかって、フィットした感じがした」「それからはギターはもう、作曲のためにしか使わなくなった」と述べている。
上記のように音楽性が合わないバンドが多く居た中で、仲良くなれたバンドが、のちにL'Arc〜en〜Cielの結成メンバーとなるperoが在籍していたKiddy Bombsであり、hyde曰く「peroとすぐに意気投合した」という。後年hydeは、peroの人物像について「彼は気さくで社交的で面白い人だったからすぐに仲良くなれた」と述懐している。なお、Kiddy Bombsはしばらくしてギタリストが脱退し、3人体制となっているが、このときhydeは助っ人のギタリストとして参加し、ともにライヴを開催している。ただし、hyde曰く、新加入したわけではなかったという。その後、Kiddy Bombsが解散することになり、hydeはperoと残りのKiddy Bombsのメンバー2人とともに、新たなバンド、Jelsarem's Rod（読み：ジェルサレムズ・ロット）を結成する。ちなみにJelsarem's Rodというバンド名は、hydeが好きだったスティーヴン・キング作の小説『呪われた町』に由来している。hydeは2002年に発表された音楽雑誌『ROCKIN' ON JAPAN』の中で、このバンド名について「そのころスティーヴン・キングが好きだったもんで。ジェルサレムズ・ロットの存在感が好きだったの。架空の町、みたいな。何かが起こる恐怖の町みたいな」と述べている。
新たにJelsarem's Rodを結成した直後、hydeとperoはとあるギタリストからセッションに誘われることになる。何の気なしにセッションに赴いたhydeとperoは、そこでL'Arc〜en〜Cielの結成メンバーとなるtetsuyaと出会い、セッションを行う。そしてhydeとperoは、tetsuyaから「自分とバンドを組まないか」と打診されることになる。ただ、前記のようにhydeとperoはJelsarem's Rodを結成したばかりだったため、その申し出を断ることにしている。後年hydeはこのセッションを振り返り「当時はJelsarem's Rodを作ったばかりだったから、他のバンドには興味が持てなくて。peroが"行こうよ"って言うから行ったけど、ひと通り演奏して帰ったっていう感じだったね。まあ、"上手だな〜""うちのバンドとは全然違うな〜"とは思ったけど」と述べている。
こうしてJelsarem's Rodとしての活動をスタートしたhydeは、大阪の至る所で対バン形式のライヴを始める。そうした中で、ライヴに毎回足を運んでいたのが、先のセッションで顔を合わせていたtetsuyaであった。というのも、tetsuya曰く、hydeとperoに出会った際、"hyde、pero、hiro、自分で全部がつながった"、"すごいバンドになる"と直感的に感じていたという。そしてtetsuyaは、Jelsarem's Rodのライヴ終わりに行われる打ち上げにまで顔を出し、熱心に2人を口説き続けたという。hydeは、この当時のtetsuyaの熱烈な勧誘を振り返り「その時（セッションの時）にtetsuyaは俺らに目をつけてたみたいで。それから、毎回、俺らのバンドのライヴに来てくれるようになって、打ち上げにも来たし電話もあったんだけど、"どう？バンド、調子ええ？"って聞くから"うん、調子ええよ"って言うと、"そっか"って残念そうにしてたな（笑）」と語っている。
止めどないラヴ・コールを受け続けたhydeは、徐々にJelsarem's Rodの先行きが見えなくなってきたこともあり、tetsuyaと一度セッションすることを決断する。そして、1991年2月頃、hyde、tetsuya、peroに、tetsuyaと共にバンドメンバーを探していたhiroを加えた4人は、兵庫県西宮北口駅のスタジオでセッションを行う。このセッションでhydeは「やっぱり自分達のバンドとは全然クオリティーが違う」と感じ、tetsuyaからの誘いに「一緒にやろう」と返答し、Jelsarem's Rodを解散させることにする。こうして、hydeとhiro、tetsuya、peroの4人による新たなバンド、L'Arc〜en〜Cielが結成されることになった。なお、後年hydeは2012年に発表した自叙伝で、Jelsarem's Rodの解散を決めたときを振り返り「そうこうしてるうちに、俺らのバンド（Jelsarem's Rod）もすごく行き詰ってきて。毎回、ギターソロは、スケールが外れてるし（笑）。友達としては大好きだったんだけど、バンドとしてこれでは無理だと気がついて来たんだ。その後、Jelsarem's Rodの解散を切り出す事になるんだけど、とてもつらかったのを覚えてる」と綴っている。

### L'Arc〜en〜Ciel結成、様々なプロジェクトでの活動 - 現在

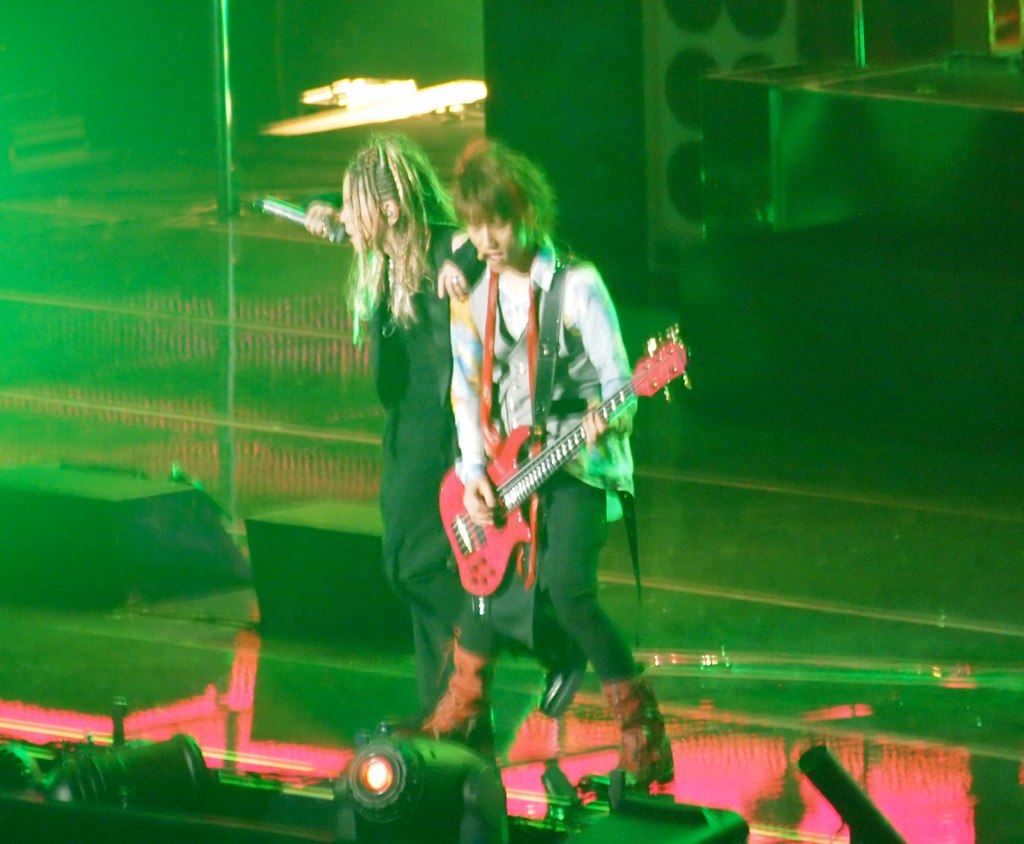
L'Arc〜en〜Cielの結成メンバーであるhyde(左)とtetsuya(右)。2012年3月25日開催のニューヨーク・マディソン・スクエア・ガーデン公演の写真

新たなバンドを結成したhydeは、1991年5月30日に難波ロケッツでL'Arc〜en〜Cielのファーストライヴを開催する。このライヴはいわゆる対バン形式だったが、100人以上の動員を記録。そして、1991年9月27日に同所でL'Arc〜en〜Cielとして初のワンマンライヴを行い、300人以上の観客を集めている。こうしてL'Arc〜en〜Cielは、結成して間もなく軌道に乗り始め、大阪を中心に様々な活動を展開していくことになる。なお、L'Arc〜en〜Cielが結成当初から一定の人気を獲得できていたのは、hyde曰く、hiroが以前組んでいたバンドで名を知られていたことや、tetsuyaの考えたプロモーション・イメージ戦略によるところが大きいという。
この当時のアマチュアバンドの多くは、手作りのデモテープを販売することで活動資金を集め、それをもとに様々な地域でツアーと称し、長期的なライヴ活動を行うことが定番になっていた。こういったバンドが溢れる中、活動最初期の頃のL'Arc〜en〜Cielはデモテープの販売を避け、あえて大阪からあまり動かず、先々のライヴ予定も発表しないスタンスをとっていた。ライヴの開催数を減らし、長期のライヴスケジュールを発表しない戦略をとったことによって、口コミが喚起され、動員数が増加していったとtetsuyaは当時を述懐している。なお、ライヴを行った際は、メンバー主導で音楽雑誌編集者に対し、公演の模様や動員数などの情報を送り、より外に話題を広げていくためのプロモーション施策を行っていたという。後年hydeは、こういったバンドを広める戦略について「バンドがたくさん居る東京に行くよりも、大阪で一番になった方が目立つだろうっていう、tetsuyaの考え方もすごく賢いと思ったし。実際その通りになった」と述懐している。
また、観客との距離を詰め、ライヴの打ち上げに客を参加させるアマチュアバンドがこの当時多く存在していたが、L'Arc〜en〜Cielはこういったファンとの過度なコミュニケーションを一切行わないようにしていた。さらに、tetsuya曰く、ブランディングの観点から、メンバーが自作したライヴのチラシやフライヤーを直接配布する行為をしないようにしたり、会場に出入りする観客の前でメンバーが演奏機材を運搬するといった行動を避けるため、結成当初からローディーやスタッフを雇っていたという。こういったイメージ作りについて、後年tetsuyaは「ブランディングとして人気があるように見せた、最初から」「ラルクとして機材を自分達で（会場に）運んだなんてことは歴史上ない」「売れる前から徹底してやってたんですよ。"勘違いしてる"と言われようと」と述べている。また、hydeは2012年に発表した自叙伝で、結成当時のL'Arc〜en〜Cielの活動を振り返り「面白かったのは、L'Arc〜en〜Cielって最初から戦略的だった事。俺なんかは、いいライヴさえやっていれば、いつかそれが人目に付いて、動員が増えてプロになれるんじゃないかな？くらいに考えてたんだけど、L'Arc〜en〜Cielはとても戦略的で、tetsuyaはもう既に大勢の人の名簿を持っていて、それを元にダイレクトメールを送ったり、ギターのhiroは、元々ちょっと名前の知れた子だったから、その子が復活するってだけでも話題になったり、最初のライヴは150人だったかな？ちょっと普通ではありえないような動員があったね」と綴っている。
なお、hydeはL'Arc〜en〜Cielの活動初期の頃、デザインが得意であることを活かし、ライヴ告知のチラシやバンドロゴの制作を担当していた。後年hydeは、L'Arc〜en〜Ciel結成当時を振り返り「俺が出来る事と言えば、バイト先のカラーコピー機を無断使用してライヴのチラシを作る事だった。ベルトと手袋の会社で梱包のバイトをしてたんだけど、俺の経歴のデザイナー学院卒を見てくれて、企画を手伝うことになったんだ。ファッションデザイナーが描いてくるベルトの絵を、商品化しやすいような絵に変えるような仕事がメインだったかな。ほとんどは一人で作業してたから、当時は1枚100円くらいしたカラーコピーを何十枚も刷ってたね（笑）。見つかったら怒られるだろうからヒヤヒヤしながらやってたよ（笑）。CDをリリースしてた訳じゃないからバンドのアートセンスはチラシで決まる所もあって、結構時間をかけた。それこそまさにアナログでカラーコピーを駆使した「self portrait」（音楽雑誌『R&R NewsMaker』で連載していたhydeによるアート企画）の原型だね。L'Arc〜en〜Cielの質を上げるのに貢献したと思うよ。そこのデスクで初代のロゴも作った。カッターとのりで切り貼りしたヤツを何度もコピーしたから少し歪んでるけどね（笑）」と述懐している。ちなみにhydeは、L'Arc〜en〜Cielとしてメジャーデビューしてからも、作詞をする際に、音源を聴いて浮かんできたイメージを絵を描き、それを基に歌詞を綴っていたことがあった。また、hydeはソロ名義で発表する楽曲のミュージック・ビデオを制作する際に、自ら絵コンテを描いていたこともある。

このように頭を使った戦略をとったことで、L'Arc〜en〜Cielは結成してすぐにワンマンライヴで客席を埋めることができ、当時のバンドの滑り出しとしては稀に見る順風満帆なスタートとなった。そしてL'Arc〜en〜Cielは、紆余曲折がありながら、結成から約2年後の1993年5月に1stアルバム『DUNE』を発表。1994年7月にはメジャーデビューシングル「眠りによせて」、2ndアルバム『Tierra』をリリースし、メジャーレーベルでの活動を開始する。メジャーデビューしてからもL'Arc〜en〜Cielは、メンバーチェンジを挟みながら活動を進め、30年以上のキャリアを積んでいくことになる。
L'Arc〜en〜Cielとしての活動が約10年ほど続いたころ、2001年半ばあたりからhydeの要望もあり、メンバーそれぞれがソロワークスを始めるようになる。hydeは2001年に受けたインタビューで、ソロ活動を始めた経緯について「バンド4人でやるのはそれはそれで凄い想像もしなかった結果になったりして良い方向に転んだりするんですけど、自分が予想したところに向かう創作っていうのを一度やってみたいなと思いました」と述べている。このソロワークスでは当初、＜静＞をコンセプトにした世界観でアルバム制作が行われており、ギター・ベース・ドラムといったバンドサウンドの基本フォーマットに従属しない音源制作が行われていた。こういった楽曲制作が行われた背景には、hydeがデヴィッド・シルヴィアンやスティーナ・ノルデンスタム、スザンヌ・ヴェガ、スティングといったアート・ロックやソフトロック寄りの音源を制作したいという想いをかねてより持っていたことがあげられる。そして2003年以降は＜動＞をコンセプトに、hydeが嗜好するハード・ロックやオルタナティヴ・ロック、オルタナティヴ・メタルに傾倒した楽曲制作へと180度転換。＜動＞をコンセプトに活動している時期は、バンドスタイルでレコーディング及びライヴを行うことが多く、hydeが敬愛するバンド、ザ・ミッションやザ・カルトの元メンバーなど、様々なロック・ミュージシャンがゲストとして招かれている。hydeはこの＜静＞と＜動＞の2つのコンセプトを時期によって使い分けており、ソフト・ロックな楽曲からハードでメロディアスな楽曲まで、様々な方向性で楽曲制作が行われている。また、多彩な音楽性にアプローチしながら活動を進めていることもあり、オールスタンディング形式のライヴから着席型のディナーショーまで、幅広いスタイルで公演を行っている。

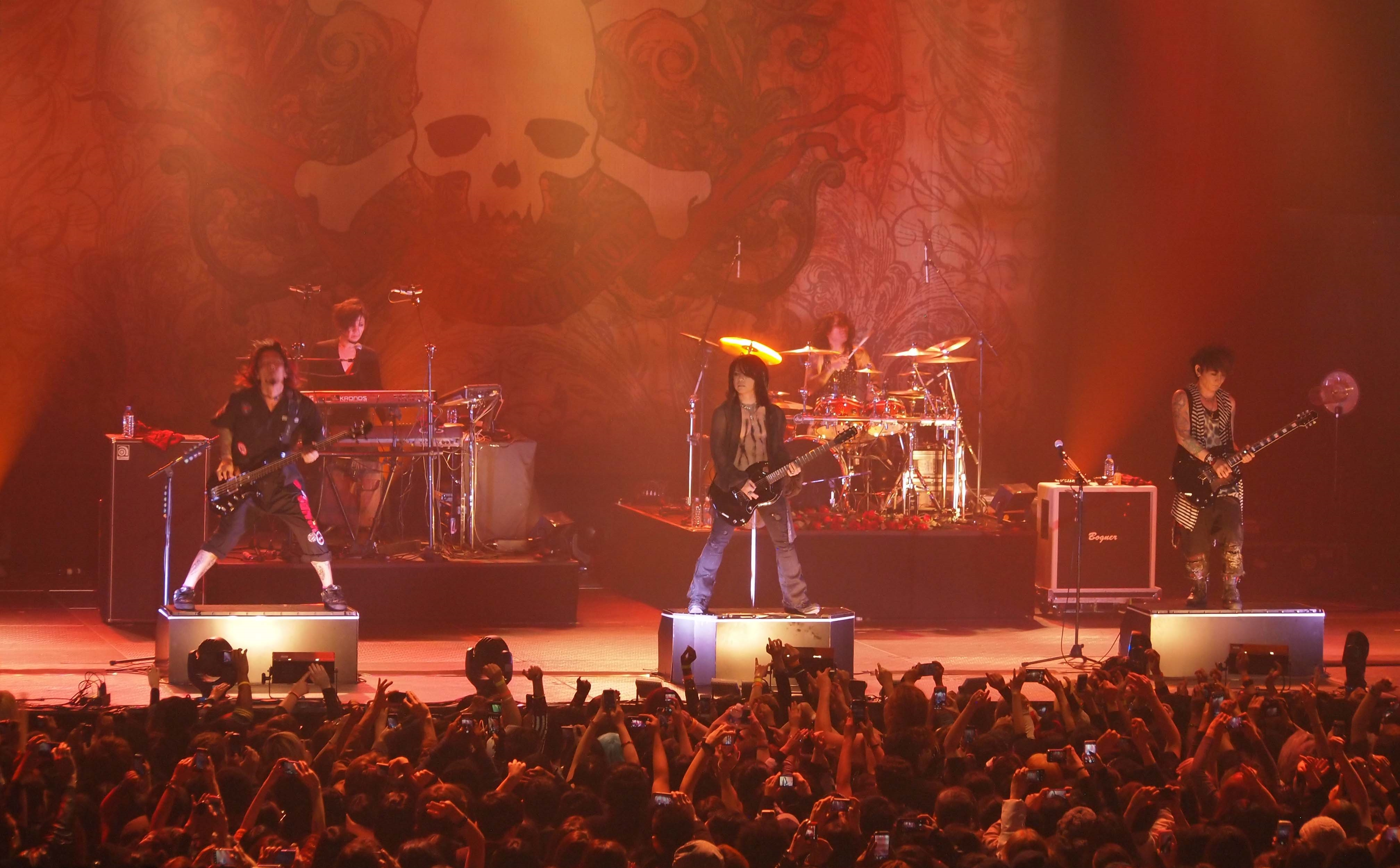
VAMPSのメンバーであるHYDE(左から3番目)とK.A.Z(左から5番目)。2013年12月8日開催のニューヨーク・ローズランド・ボールルーム公演の写真

そして2008年にhydeは、2003年からのソロワークスにおける楽曲制作で、共同プロデューサーを務めていたK.A.Z（Oblivion Dust）と共にロックユニット、VAMPSを結成している。VAMPSでは、ソロ名義の活動で行ってきた＜動＞のスタイルを、よりバンドに近いかたちで行うようになっている。また、VAMPSでは全国のライヴハウスで連続公演を行う"籠城型ツアー"をはじめ、アリーナ公演、夏季の野外ライヴ、アンプラグドライヴイベントなど、多彩なスタイルの公演を実施している。海外においても精力的にライヴを開催しており、日本以外のアジア各国、ヨーロッパ、アメリカでもツアーを行っている。なお、VAMPSは自身が設立したレーベルでアルバム2作を発表した後、2013年にユニバーサルミュージック内のレーベル、Delicious Deli Recordsに移籍している。この移籍のタイミングで世界最大のイベントプロモーターのひとつである「ライヴ・ネイション」と提携し、より本格的に海外ツアーを行うことも発表された。また、2016年にはアメリカの大手マネジメント、10th Street Entertainmentと契約を結び、音楽制作のメインを海外へ移している。これ以降、海外のアーティストやプロデューサーとのコラボ制作を展開するようになっている。また、2015年2月には日本武道館で自主企画ライヴイベント「VAMPARK FEST」を行い、シックス:エイ・エムやジェラルド・ウェイ、バックチェリー、ナッシング・モア、SADS、［Alexandros］といった国内外のアーティストと共演している。そして同年11月には、「VAMPARK FEST」に招いたミュージシャンに加え、MONORALやROTTENGRAFFTY、Nothing's Carved In Stone、KNOCK OUT MONKEY、MY FIRST STORY、ASH DA HERO、アポカリプティカ、ヒムらを招き対バン形式のツアーを開催している。
VAMPSは結成年の2008年から休止を発表した2017年まで、毎年10月に恒例イベントとしてハロウィンライヴを開催していた。このイベントは、hydeが2005年に行ったイベント「HALLOWEEN OF THE LIVING DEAD」が発端となっており、2018年までにhydeのソロ名義主催もしくはVAMPS主催で全12回開催された。また、2010年からはイベント名を「HALLOWEEN PARTY」に固定し、基本的に東京・大阪の2都市にあるアリーナ規模の会場で実施するようになった。なお、このイベントには、様々な国内アーティストが招聘されており、hydeと親交の深いDAIGOが在籍するバンドや、yasu（ex.Janne Da Arc）のソロプロジェクトであるAcid Black Cherry、清春（黒夢、SADS）の他、Tommy heavenly6、MONGOL800、中島美嘉、MUCC、MIYAVI、氣志團、UVERworld、MAN WITH A MISSION、ジェジュン、ゲスの極み乙女。、ねごと、Silent Sirenらがイベントに参加している。また、ももいろクローバーZやでんぱ組.inc、渡り廊下走り隊、スマイレージなどのアイドルグループもイベントに招かれている。なお、2012年にはイベント参加者を集め、HALLOWEEN JUNKY ORCHESTRA名義でハロウィンソング「HALLOWEEN PARTY」を発表している。
2017年にVAMPSの活動を休止した後、hydeは再びソロ名義での活動を本格的に開始しており、2019年にVirgin Musicから約10年ぶりとなるアルバム『ANTI』を発表している。このアルバムのレコーディングでは、ドリュー・フルクやニコラス・ファーロンといった海外のプロデューサーらを招き、オルタナティヴ・メタル／メタルコア寄りのアプローチで楽曲制作が行われている。また、hydeはソロ単独名義の活動を再開してから、国内ロック・フェスティバルへ積極的に参加したり、GASTUNKやDragon Ash、TOTALFAT、Crossfaith、coldrain、THE ORAL CIGARETTESらと対バンを行ったり、MY FIRST STORYとのコラボレーションソングを発表するなど、ライヴ・音源制作の場で国内バンドと関わる機会を増やしている。さらにhydeは、2019年に自身が愛聴しているバンド、ブリング・ミー・ザ・ホライズンのライヴにゲストアクトとして参加。2023年には同バンドがキュレートしたロック・フェスティバル「NEX_FEST 2023」に出演している。

L'Arc〜en〜Cielとしての活動と、ソロ名義での活動を並行して進めていた中、2022年にhydeはYOSHIKI（X JAPAN）の主導により結成された、エッジなEDMと耽美なロックサウンドを融合したロックバンド、THE LAST ROCKSTARSへ参加することを発表した。
こうしてhydeは現在、"ソロ名義での活動"、"L'Arc〜en〜Cielとしての活動"、"THE LAST ROCKSTARSとしての活動"の3つを並行して展開するようになっている。

### バンド・ユニット・ソロワークス遍歴
(※) 太字はバンドもしくはユニット。正式メンバーとして参加していないKiddy Bombsなどのバンドに関しては除外。
- Jelsarem's Rod（1990年 - 1991年）
- L'Arc〜en〜Ciel（1991年 - 現在）
  - D'ARK〜EN〜CIEL（1995年 - 1996年）
  - P'UNK〜EN〜CIEL（2004年 - 2012年）
- HYDE（2001年 - 現在）
- VAMPS（2008年 - 2017年）
- HALLOWEEN JUNKY ORCHESTRA（2012年 - 2018年）
- THE LAST ROCKSTARS（2022年 - 現在）

## 音楽性

### パート
L'Arc〜en〜Cielでは、本職のボーカルだけでなく、楽曲によってはギターやキーボード、プログラミング、ハーモニカ、アルトサックスをレコーディングで担当している。ちなみに、L'Arc〜en〜Cielのパートチェンジバンド、D'ARK〜EN〜CIELではHYDE DARK名義で、P'UNK〜EN〜CIELではHYDE P'UNK名義でギターを担当している。
L'Arc〜en〜Cielのライヴでは、早い時期から「I'm so happy」や「"good-morning Hide"」「HONEY」「死の灰」「いばらの涙」などを演奏するときにギターを担当していたが、レコーディングでは一切弾いていなかった。hydeの弾いたギターがスタジオ音源に収録され、クレジットにその旨が記載されたのは、2000年に発表された8thアルバム『REAL』に収められた楽曲「THE NEPENTHES」が初となる。また、hydeは2001年に発表されたL'Arc〜en〜Cielの楽曲「Spirit dreams inside」の制作で、kenからのリクエストでアコースティック・ギターを弾いている。なお、hydeはL'Arc〜en〜Cielのライヴにおいて、タンバリンやコンガ、ホイッスルを担当することもある。
2001年から開始した、ソロ名義での活動では、バンドの頃から引き続きボーカルを務めており、2003年までに発表されたほぼ全ての楽曲の作詞・作曲・編曲・プロデュースを自らの手で行っている。なお、2003年に発表した2ndソロアルバム『666』では、全収録曲の制作においてギターを担当している。その後は、ギタリストのK.A.Z（Oblivion Dust）の他、日本国内外のプロデューサー、コンポーザーと共作を行うようになっている。
2008年に結成したVAMPS及び、2022年に結成したTHE LAST ROCKSTARSでもボーカルを務めている。ちなみにVAMPSとして開催したライヴでは、「LOVE ADDICT」や「EUPHORIA」「THE PAST」「ZERO」といった楽曲を披露する際に、HYDEが時折ギターを担当していた。

### 楽曲制作

#### 作詞
L'Arc〜en〜Ciel、VAMPSならびにソロ単独名義でリリースした楽曲のほとんどの作詞は、hydeが担当している。L'Arc〜en〜Cielとして作詞作業をするようになってしばらくは、今いる世界からの逃避を望んだような歌詞や、遠くを見つめた願望のような歌詞を多く綴っていた。そのため、音楽評論家の市川哲史は、1998年に発表されたアルバム『HEART』に関するレビューの中で、hydeが綴る歌詞について「hyde独特の逃避願望である＜空に浮かんでたい＞癖」と表現していたことがある。なお、hyde自身は1993年に受けた音楽雑誌のインタビューの中で「俺は身の回りのことしか歌わないから、ありえないような話は全部"例え話"だと思ってもらえればいいですね」と述べており、現実離れした世界について書いているつもりはなかったことを示唆している。ただ、hydeは2021年に受けたインタビューにおいて、過去に綴ったリリックについて「（架空の物語の中に）自分にとってのリアリティがあったんです」「書いていたのは想像の世界だけど、自分としてはリアルを求めてそうなった」「（昔の歌詞は）今にして思うと”もうちょっと現実に気が付けばいいんじゃない？”とも思うけど。当時はものすごい出来事を求めてたんでしょうね」と述懐している。また、L'Arc〜en〜Cielがヒットを重ね続けた1998年から1999年頃の作詞作業について、hydeはその当時「何か解放されたい意思っていうのが強い感じ。もう歌詞書いてて"どっか行こうどっか行こう"ばっかり」と述べていたことがある。
hydeは、多感な学生時代に洋楽あるいはハードコアな音楽をよく聴いていたため、バンドを始めた最初の頃は日本語の歌詞を書くことに不慣れだったと述べている。そしてL'Arc〜en〜Cielで作詞を行うにあたり、hydeが参考にしたものは、幼いころから好きだった小田和正（オフコース）が綴る歌詞だったという。hydeは、2016年に発行された音楽雑誌『Rolling Stone Japan』の取材において「音楽を作り始めた頃は僕はハードコアや、ゴシックロックにハマってたから、ラルクを始めて、すごくキャッチーな曲がメンバーから出てきた時に、どういう詩を書いていいかさっぱりわからなかったんです。"何を言ってええんやろうな？"ってすごい迷って試行錯誤して詩を書いた時に、開いた引き出しがオフコースで。オフコースの曲って、実は都会的なクールな感じで、歌詞もすごく抽象的だと思います。言葉もかなり選んでいるし。そういうところで、"あ、こういう表現の仕方があるな"って。歌詞もその時の影響が出てる。例えば「Blurry Eyes」は、小田和正さんが使うような言葉がいくつかあると思います」と述べている。このように、尊敬する小田和正が書く歌詞の言葉選びや、抽象的な比喩表現を取り入れていき、"比喩に比喩を重ねた表現"と言われるようなリリックを綴るようになった。hydeは2012年に受けたインタビューの中で、誰にでも分かるような直接的な表現を避けてきた理由について「悲しいことを"悲しい、悲しい"って言ってるのはあまり悲しくないんですよ。むしろちょっと引くんですよね。抽象的だったり間接的な表現のほうが伝わるというか」と述べている。また、hyde曰く、昔は真っ直ぐな恋愛をテーマに歌詞を書くことに対し、抵抗感があったという。hydeは2012年に発表した自叙伝において、「今でこそ、そんな事はどうでもいいんだけど、元々は男が恋愛を口にするのって、俺としてはカッコ悪い事だと思ってた所があって。激しい、ちょっとイカれちゃったような恋愛を詞にするのは良かったけど、普通の、あったかい感じの恋愛の詞は苦手だったんだよね」と述べている。
さらにhydeはL'Arc〜en〜Cielの活動当初、視覚的に楽曲をイメージするため、歌詞を書く前に絵を描くようにしていたという。このことについて、hydeは1994年発表のアルバム『Tierra』のインタビューで「これはずっと続けてきていることなんですが、詞を書くうえでのガイドとして、カンタンな絵を1曲ごとに描いて、自分がその世界にいるという気持ちで詞を書いていくんです。そうすると、具体的なものが見えてくる」と述べていた。文芸評論家の町口哲生は2007年に発行された『別冊宝島』にて、この頃にhydeが綴った詞世界に関し「触覚的な世界（手触り感や肌理をもっているという意味）」と表現している。
ただ、2000年頃から、hydeの綴る歌詞に、現実を見据えたようなフレーズが増えている。2000年に発表されたアルバム『REAL』に関するインタビューの中で、hydeは「"なんだ、2000年になっても街は何も変わらないじゃん"って。ささやかな望みはあるけど。そういうことを書いてる。『REAL』というアルバムは。諦めてるけど、"ひょっとしたらいいことあるかもね"っていう」「現実的に、深い夢のような未来はあり得ないっていうのが、見えてきてるんだろうね。だから、冷めた詞が多い」と心境の変化を述べている。
アルバム『REAL』をリリースした後、2001年半ばあたりから、hydeを含めたL'Arc〜en〜Cielのメンバー4人は、ソロ活動や別バンドでの活動を始動し、L'Arc〜en〜Cielとしての活動が事実上の休止状態となった。その後L'Arc〜en〜Cielは、バンドを解散させることも考えたが、2003年6月に久々のライヴを行い、本格的に活動を再開することになった。そして2004年に、約3年7ヶ月ぶりのアルバム『SMILE』を発表している。このアルバムでは、hydeがこれまでに書いたリリックのテーマとは異なり、ストレートな前向きさを綴った歌詞が多くなっている。この当時に受けたインタビューの中で、hydeは「もう、普通に悲しいだけのCDじゃ、僕、心が動かされないんですよ。今の僕のテンションがそうなのかもしれないけど、悲しい詞を今僕がやると、逆にすごく嘘っぽく書いちゃうような気がするんですよね。あんまり興味がない。そういう悲しい部分を表現した曲もあると思うけど、でもどっかに、ちょっと今の気持ち的には悲しいとか、暗い部分を音源にしたくないなって気持ちがあるのは確かですね」と心境の変化を述べている。また、2005年発表のアルバム『AWAKE』では反戦・平和をテーマとした歌詞、2007年発表のアルバム『KISS』では人と人のミニマムな関係性を身近な表現でつづったものが多く手掛けられている。
hyde曰く、2006年・2007年頃から、"ありふれた日常"をテーマにした歌詞も書くようになったという。以前にもhydeは「C'est La Vie」や「TIME SLIP」「ALL YEAR AROUND FALLING IN LOVE」など、いくつかの楽曲の制作で、身近に起きた出来事をもとに歌詞を書いたことがあったが、2007年に発表したアルバム『KISS』には、人に近い表現を用いた歌詞をのせた楽曲が数多く収められることになった。hydeは2012年に発表した自叙伝において、この当時の心境の変化について「普段の生活の中で、ふと愛に満たされた時、"このまま、死んでもいいや"って思った瞬間に宇宙と繋がった気がした事があったんだよ。なんか、死を迎え入れられた瞬間に"あ、なんだ、宇宙ってこんな物だったのか"って。ちなみに、俺、薬はやってないよ（笑）。そして、宇宙の摂理というか、なんか全てがスッと理解出来た気がして。それが大きかったのかもしれない。その時に、多分、生への執着がなくなったんだろうな。それからというもの、周りのいつもの風景がとても愛おしく感じられるようになってきた。その感覚は、L'Arc〜en〜Cielの「ALONE EN LA VIDA」の歌詞に書いたり、HYDEソロの「I CAN FEEL」とか、その頃の作詞の核になってるんだけど。（中略）"いつ死んでもかまわない"と共に、"いつ死んでもいいように生きよう"って思う自分が加わった感じかな」と綴っている。また、hydeはこの頃から、リスナーが歌詞の意味を大きく誤解しないよう、比喩だけではなく、直接的な表現を使ったフレーズも意識的に増やし始めている。
なお、hyde曰く、歌詞を書く際は作曲者から楽曲のイメージを聞き、それを基に作業を行うことも多いという。そして、映画やアニメーション作品に楽曲を提供する場合は、監督などの製作陣と話し合いを行ったうえで、そのタイアップ作品を意識した歌詞を書くこともある。L'Arc〜en〜Cielは2000年に映画主題歌として「finale」という楽曲を提供しているが、この時の作詞作業についてhydeは「映画と、まったく違うアプローチをしても夢からさめた感じがするし、かと言ってまったく同じだと逆に映画との相乗効果がない気がしたんです。で、自分の感性で、映画の中で流れるなら、こういう感じがいいかなと思ったんです」と当時述べている。
また、2001年にソロ名義での活動を開始し、2008年から新たなプロジェクトとしてVAMPSを展開するようになって以降、HYDEは歌詞のほとんどを英語で綴るようになっていった。これに伴い、L'Arc〜en〜Cielで歌詞を綴るときとは異なる作詞手法が採られるようになった。ソロ名義およびVAMPSとしてリリックを書くときは、まず英語で歌詞を書いたうえで、一部のフレーズを日本語詞と差し替えていくようなやり方を採用している。また、HYDEは英語詞の中にあえて一節だけ日本語を混ぜることも多いが、これは一種のフックとして綴っているという。なお、英語詞はリン・ホブデイやAnis（MONORAL）、近年ではAli（MONORAL）とともに手掛けていくことが多い。
hydeは歌詞を書く行為について、「詞を書くのってホントに面倒くさいけど、人として書いてて良かったなとは思うよ。詞とか文章を書くって、すごくいい事だと思う」「頭で考えてるだけだと、なかなか一つの形にまとまらないんだよね。でも、文章にしていくと"あ、そっか、そう思ってたんだ"って文章って形で見えるからわかりやすいんだ。そうすると突き詰めやすくて、物事の本質が見える」「ヴォーカリストがちゃんと詞を書いて歌を歌うっていう行為は、一番リアルだと思うんですよ。人が書いた詞を歌うっていうのは、やっぱりその人の感性を代弁してるっていう感じだから。それが悪いって意味じゃないけど」と語っている。また、hydeは、音楽における歌詞について「結構ね、中途半端に理解されるべきもんだとは思うんですよ。歌詞なんて、いちいち説明してたらカッコイイわけない」「ちゃんと理解してほしいからといって、いいことばかり書いてもカッコイイものができるとは思わない」と語っており、インタビューなどにおいて歌詞の意図を明言することを避け、解釈をリスナーに委ねることが多い。
総合音楽家の和久井光司は、hydeが綴る歌詞について「あるストーリーの断片を散りばめたような雰囲気重視のもの」と表現しており、「パンク以後の精神性としての”ロックンロール”からは遠く、文学・映画・演劇の要素まで取り込んで”ロック”とする表現の発展性とみれば大いにありだと思う」と批評している。また、音楽ライターの小杉俊介は、2004年に発行された音楽雑誌『ROCKIN'ON JAPAN』の中で「浪花節的メンタリティーに依然支配されたままのこの国のヒットチャートの中で、＜泣き＞にも＜共感＞にも一切頼らないラルクが勝ち続けている事実は、賞賛してすぎることはないと思う」と批評している。
音楽雑誌『MUSICA』の創刊者で音楽ジャーナリストの鹿野淳は、hydeが綴る歌詞の特徴について「バラッドではかなり文学的な言葉世界を展開するものの、ドライヴ・ナンバーになると途端にわかりやすい言葉しか歌わなくなる。だからこそラルクの楽曲はどんな曲でも必ず"聴きとれる"。これは実は凄いことだ」と評している。さらにシンガーソングライターの松任谷由実は、1999年に行われた近田春夫との対談において、"同じつぶつぶを持っている人"として、hydeの他、2人の作詞家の名前をあげている。松任谷は、hydeを含む3人の作詞家が書く歌詞について「詞とメロディは連動してるけど、詞に心地よい空白を感じました」と評している。
hydeは好きな日本の作詞家として、前記の小田和正の他、aikoやCHARAの名前をあげている。hydeは2015年に受けた音楽雑誌のインタビューの中で、aikoが綴る歌詞について「aikoさんの書く詞は素敵だなって曲が流れるたびによく思います」と述べたことがある。また、CHARAとはVAMPS名義で開催したアンプラグドライヴ「MTV Unplugged: VAMPS」において共演し、同氏の楽曲「ミルク」をデュエットしたことがある。

#### 作曲
hydeが在籍するL'Arc〜en〜Cielは、"メンバー全員がソングライター"というバンドスタイルを採っている。なお、結成初期のL'Arc〜en〜Cielではkenとtetsuyaが中心的なコンポーザーであったため、hydeが作曲した楽曲はCDシングルのカップリングとして収録されることが多かった。ただし、L'Arc〜en〜Cielが1995年までに発表したほぼすべての楽曲の歌メロは、hydeが制作している。これは当時のL'Arc〜en〜Cielではボーカリストがメロディを制作し、コード進行やオケを作った者を作曲者としてクレジットするという、いわゆる「昔のヘヴィメタルバンドにありがちな作り方」が慣例になっていたことが背景にある。そしてL'Arc〜en〜Cielは、1996年に発表したシングル「風にきえないで」（作曲：tetsuya）以降に、作曲者がオケに加え歌メロも制作するようになった。
ちなみにhyde曰く、自身が初めて作曲した楽曲は、L'Arc〜en〜Cielを結成する遥か前に作った「NIGHT OF THE LIVING DEAD」というタイトルの楽曲だったというが、現在に至るまで音源化されていない。また、hydeはL'Arc〜en〜Cielを結成する前に組んでいたバンド、Jelsarem's Rodでも多くの楽曲の作曲を担当しており、「Moon Seduction」や「With Silence」といった楽曲を制作していた。なお、「With Silence」は1994年4月に、L'Arc〜en〜Cielとして開催したライヴツアー「ノスタルジーの予感」の渋谷公会堂公演で久々に演奏されている。
前述のとおり、L'Arc〜en〜Cielが活動初期の頃に発表したシングルのカップリングにはhyde作曲の楽曲が多く収録されており、これまでに「I'm so happy」のようなポップなメロディと憂いがかったサウンドが印象的なブリットポップの雰囲気を感じる楽曲であったり、「THE GHOST IN MY ROOM」のようなホワイト・ファンクテイストのダンサンブルな楽曲、「Peeping Tom」のような掴みどころのないギターとアコーディオンのサウンドが印象的な楽曲などが発表されている。
hydeが作曲したL'Arc〜en〜Cielの代表的な楽曲として、ミリオンセラーを記録した「HONEY」や「HEAVEN'S DRIVE」があげられる。また、自身が好むニュー・ウェイヴからの影響が反映された「In the Air」や、ビートルズを意識し"気怠さ"と"サイケデリック"な雰囲気で制作された「and She Said」、1990年代初頭に流行していたネオアコの雰囲気を内包した「flower」、フィードバック・ノイズと情緒あるピアノのイントロからアルト・サックスとバンドサウンドの絡みに展開していく「LORELEY」、クリーンギターのアルペジオからサビに向けてヘヴィなロック調に変化していく「いばらの涙」、軽快なアコースティック・ギターのサウンドが前面に押し出されたロックナンバー「Spirit dreams inside」も作曲している。他には、スウィング・ビートならではのハネたリズムが印象的な楽曲「Singin' in the Rain」や、美しく荘厳なサウンドスケープが印象的なバラード「Anemone」、キーボードの音色やサンプリングした音を大々的に取り入れたアダルトなロックナンバー「My Dear」、富樫春生のピアノと三宅純のフリューゲルホルンをフィーチャーしたジャズテイストの楽曲「Ophelia」といったソフト・ロックの方向性で制作された楽曲を発表している。ちなみにhydeは、学生時代からニュー・ウェイヴやヘヴィ・メタル以外に、ソフト・ロック寄りの音楽も好んで聴いていた背景があり、後述の1stソロアルバム『ROENTGEN』の制作において、デヴィッド・シルヴィアンやスティングなどの楽曲を意識した音源制作を志向していたことがある。なお、前記の「My Dear」及び「Ophelia」の2曲は、1stソロアルバムで目指した方向性で次回作を制作するにあたって、hydeが制作していたデモが基になっている。
また、hydeは2000年代後半頃から、L'Arc〜en〜Cielとして行う楽曲制作に対する考え方を変化させている。hydeは当初、「ロックバンドのL'Arc〜en〜Cielとしてどういう楽曲を作るか」に焦点を当てることが多かったが、ソロワークスでハードロックやオルタナティヴ・メタルに傾倒した楽曲制作を進めるようになって以降、その思いが昇華されていき、「ロックに従属しない音源制作」に舵を切り始めたという。hydeは2007年にL'Arc〜en〜Cielとしてアルバム『KISS』を発表した際に受けたインタビューの中で「今までは、ラルクに対してこだわりがあった。"もっとロック・バンドでありたい"みたいな。だけど自分のソロでそれが昇華されたところがあって。逆に音楽的にもっと挑戦するのがラルク アン シエルじゃないのかなって気がしたんです」「ソロでは"ハード・ロック"っていうしばりの中で作ってたんですけど、今回はせっかくラルクでやるんだからしばりのない、なんでもできるバンドだったよなってことを改めて再確認して。じゃ、こういう曲ああいう曲もって、極端に振り幅をつけて曲を作っていった感じですね」と語っている。また、2011年・2012年に受けたインタビューでは「L'Arc〜en〜Cielはロックバンドというより、音楽集団。音楽を作るアーティストの集まりだと思ってる。それぞれが音楽として楽しめるかが重要であって、それがロックかどうかっていうのは全然違う。ロックの楽しいところも、ポップスの気持ちいいところも持ってる。すごくいいとこどりですよ」「L'Arc〜en〜Cielは、楽しい以上のことを追求してる。エンジョイしてOKじゃなくて、もっと音楽的にレベルの高いところを挑戦しないと、やる意味がないってところにきてるバンドだと思うんです」と述べている。
こういったL'Arc〜en〜Cielに対する意識の変化もあり、2000年代後半以降は様々な方向性で楽曲制作を行うようになっている。例えば、「SEVENTH HEAVEN」では"デッド・オア・アライヴの現代版"を意識した制作が行われており、「Hurry Xmas」ではジャジーでポップなクリスマスソングをイメージしたサウンドを手掛けている。また、2010年代以降には、弦楽器の他、金管楽器、木管楽器、鍵盤打楽器を大々的に取り入れたバラードソング「BLESS」であったり、エレクトリック・ヴァイオリンの音を取り込んだエレクトロでファンタジックな楽曲「ミライ」を発表している。ちなみに、2011年に発表した楽曲「X X X」は、「R&Bとメタルをくっつける」というコンセプトで制作が開始されている。なお、hydeは当時、「X X X」の制作に関して「ロックと言われているものよりも、実はポップスやR&Bのほうがヘヴィだったりロックだったりするなって思うことが多くて。だからそこをあえてミックスしてロックとポップスの両立を目指した」と述べている。
2001年から開始したソロ名義での活動では、大まかに＜静＞と＜動＞の2つのコンセプトを使い分けており、楽曲もそれぞれに合わせた音源が制作されている。2002年に発表された1stソロアルバム『ROENTGEN』には、デヴィッド・シルヴィアンやスティーナ・ノルデンスタム、スザンヌ・ヴェガ、スティングといったソフトロックやアンビエントなどからの影響をかたちにしたいというhydeの思いが反映された楽曲が収録されている。なお、このアルバムには「evergreen」「Angel's tale」「A DROP OF COLOUR」「THE CAPE OF STORMS」「SECRET LETTERS」のようなムーディな楽曲が収録されている。hydeはこのアルバムを制作したことが、コンポーザーとして一つの転機になったと述べていたことがある。hydeは2012年に発表した自叙伝にて「『ROENTGEN』を作る事によって、自分のポップセンスがグイッと磨かれた気がする。あれがなければ、多分、その成長はなかったんじゃないかなと思えるくらい」「それまでは作曲っていっても、ギターを弾いてメロディを歌って、バンドに持っていって、みんなで合わせてっていう流れだったから、アレンジはバンドに頼る部分が多かったんだろうな。それが『ROENTGEN』では、デモを作って、さらにそれをどんどん自分でアレンジしていくっていうやり方を始めたんだ」と自身の作曲法の変化を綴っている。一方で、2003年以降は、＜動＞をコンセプトに「HELLO」「MIDNIGHT CELEBRATION」「COUNTDOWN」「JESUS CHRIST」のようなハードロックサウンドで彩られたメロディアスな楽曲を発表している。
2008年に始動したロックユニット、VAMPSでは、ソロ単独名義の活動で共同プロデューサー兼サポートギタリストを務めていたK.A.Z（Oblivion Dust）をメンバーとして迎え、ハードロックやオルタナティヴ・メタルにアプローチした音源制作を行っている。VAMPSでは、HYDEとK.A.Zそれぞれが制作した楽曲が発表されており、HYDEは「LOVE ADDICT」や「DEVIL SIDE」「AHEAD」「SEX BLOOD ROCK N' ROLL」「BLOODSUCKERS」「INSIDE OF ME feat. Chris Motionless of Motionless In White」「UNDERWORLD」「IN THIS HELL」などを作曲している。ちなみにHYDEは、VAMPSとして2016年にリヒャルト・Z・クルスペ（ラムシュタイン）と「RISE OR DIE」を共作したときに、自分と異なる制作手法に触れ、今まで抱いていた固定観念が崩れたと述べており、これが2018年以降のソロワークスにおける楽曲制作方法の転換につながったことを示唆している。
2018年から再開したソロ名義での活動では、ドリュー・フルクやニコラス・ファーロンといった海外のプロデューサーの他、様々な国内外のミュージシャンとコライト体制で楽曲制作を行うようになっており、オルタナティヴ・メタルやメタルコア寄りの音源が増えている。これはHYDE曰く、前述の「RISE OR DIE」のレコーディングの経験から採り入れた手法だという。これまでにHYDEは、Sho（MY FIRST STORY）と共作した「MAD QUALIA」や、PABLO（Pay money To my Pain）と共作した「SET IN STONE」、SHOW-HATE（SiM）と共作した「DEFEAT」、Kuboty（ex.TOTALFAT）と共作した「LET IT OUT」、ケビン・スラッシャー・ガルフト（エスケイプ・ザ・フェイト）と共作した「ON MY OWN」、YD（CRYSTAL LAKE）と共作した「SOCIAL VIRUS」などのコライト音源を発表している。また、「ZIPANG」の制作でYOSHIKI（X JAPAN）、「SICK (feat. Matt B of From Ashes to New)」の制作でマット・ブランディベリー（フロム・アッシュズ・トゥ・ニュー）を客演として迎えている。
hydeは近年における自身の楽曲制作について、プロデューサーに近い感覚で取り組むことが多いと述べており、「次僕が作るならどういう曲が良いか」というイメージをもとに、完成形を想像しながら制作しているという。また、hydeは自身のことを「大量にデモを制作して1曲だけ使うようなタイプではない」と語っており、「自分の曲を、何かと何かをくっつけて、変化させたり、最初はつまらない曲でも、自分の好きな曲にどんどんアレンジしていく。いきなりバンって良い曲が出来る事って、俺にはあまりないから、その曲をずっとアレンジしていく事によって、いい物にしていく感じ」と述べている。そのため、1曲の制作に時間がかかる反面、ボツ曲が比較的少ないと語っている。
なお、hydeは音楽作りや作品制作の心構えについて「アーティストは、少し強気で、自分のアートを信じて突き進んでいかなければならないんだよ。そうしないと自分が楽しめないし、楽しんでないアーティストをファンも求めてない」と述べている。また、hydeは変化し続けることを是としており、2012年に発表した自叙伝の中で「初めて変化した時は、離れていく人もたくさん居るけど、その変化が良い物であれば、必ず新たなファンがつくと思うから。その新陳代謝が、色褪せない物にすると思うんだよね。変化しても、それが良い物であれば、嫌でも認めてしまう。だから、またその次に変化した時も愛してくれる。それが積み重なって、どんどん信頼へと繋がっていくんだ。そしていつか"このバンドはどう変化してもカッコいいんだ"ってなる。それって表面上ではなく、その人の本質が好きになったって事だと思うんだよね。だから、俺が言うのもなんだけど"L'Arc〜en〜Cielのアルバムは、次も絶対に買うよ"って言ってくれる人は、多分、信頼してくれてると思うんだ」と綴っている。
さらに、hydeは固定観念や特定の音楽シーンに縛られた音楽活動を嫌っており、「とにかく自分が楽しいと思うことを自由にやって、ジャンルやシーンのボーダーを壊したい。"こうじゃないといけない"とかそういう固い考えって邪魔だと思ってて。いいところは全部吸収して、自分なりに昇華していったほうが面白いしエンタテインメントとして見たとき、もっとジャンルやシーンがぐちゃぐちゃになったほうがいいと思うんだ」と述べている。hydeはライヴ・コンサートにおける観客の振舞いに関しても、より自由であることを望んでおり、2014年に受けたインタビューの中で「僕、コンサートやライヴってみんなが好き勝手に楽しめばいいと思ってるんですよ。よく見るような全員が同じ動きをしたりするのは僕的にはあんまりカッコいいものではなくて」と述べている。

### 音楽ルーツ・音楽的嗜好
主に1970年代後半から1980年代に隆盛だったニューウェイヴやニューロマンティック、シンセポップ、HR/HM、ハードコア、他には1990年代以降のオルタナティヴ・ロックやオルタナティヴ・メタルを好んで聴いている。
自身の音楽の原体験のひとつとして、小学生のころに出会ったオフコースやビリー・ジョエルといったアーティストをあげている。hydeの実家は当時喫茶店を営んでおり、そこにあったレコードを多数収めたジュークボックスで、なじみのある楽曲を探しながらいろいろな曲を聴いていたという。hydeは2002年に受けた音楽雑誌『ROCKIN'ON JAPAN』のインタビューで、小学生の頃を振り返り「喫茶店時代に、ジュークボックスで聴いてた音楽が、音楽の目覚めとともに、"ああ、この曲聴いたことある"とか、そういうレベルで好きになったんだと思う」と述懐している。
その後hydeは、中学生になる前後くらいから、イギリス・ロンドンを中心にブームとなったニュー・ウェイヴ／ニューロマンティックをよく聴くようになった。後年hydeは、当時について「この頃ぐらい音楽聴いたのは、僕はこの後無かった。それぐらい感性の礎を築いた重要な時期だった」「基本的に僕は、ブリティッシュのニューウェイヴが10代の頃に流行してたのが致命的で。誰でもそうで、10代の頃に聴いた音楽は一生離れられないって思っているんだけど、やっぱり自分の根本が形成されている音楽が80年代のニューウェイヴなんですよね。その後、いろんな音楽を聴いてきたけど、当時の影響は強い」と語っている。このジャンルによく該当されるアーティストでは、デペッシュ・モードやデヴィッド・シルヴィアン、デュラン・デュラン、カルチャー・クラブ、カジャグーグー、スパンダー・バレエ、フィクス、デッド・オア・アライヴ、ネイキッド・アイズなどを愛聴していた。なお、hyde曰く、初めて自ら購入したレコードはデュラン・デュランの『ユニオン・オブ・ザ・スネイク』だったという。そして、この頃のhydeはMTVや『ベストヒットUSA』といった番組だったり、地元の音楽喫茶を通じて新しい音楽を探していたといい、発見した音楽は友人らとよくシェアしていたという。ちなみにhydeは、自身が中学生の頃に隆盛を迎えたアーティストでは前述のバンド以外に、ビリー・アイドルやメン・アット・ワーク、ユーリズミックスなども聴いている。
なお、hydeはこの頃によく聴いていたニュー・ウェイヴというジャンルの中で、特にフェイバリットなアーティストとして、デペッシュ・モードの名前をよく出している。hydeは2016年に発行された音楽雑誌『Rolling Stone Japan』のインタビューにおいて「デペッシュ・モードはすごい音楽的衝撃を受けて、それからずっとフェイバリットですね。ここまで好きになってしまうと、駄作でもOKっていうくらい（笑）。新しい作品が出るだけでも十分みたいな、そういう域にいっちゃってます」「未だに音楽的なネタの宝庫。（中略）ここもうちょっとこうしたほうがいいなっていう時に、デペッシュ・モードを思い出したりします。そうすると自分好みになるんですよ。歌い方を真似してたこともありましたね」と語っている。ちなみにhydeは、この当時に大きな衝撃を受けたデペッシュ・モードの楽曲として「ピープル・アー・ピープル」をあげている。また、hydeはデヴィッド・シルヴィアンについて「すべてが美意識の塊みたいで。当時の僕にとってデカダンスの始まりでした」「デヴィッド・シルヴィアンはソロになってからの方が僕は大好き」と語っている。さらにhydeは、同氏が参加した坂本龍一の楽曲「禁じられた色彩」に関して「『戦場のメリークリスマス』って映画があって、で、もちろんめちゃめちゃ有名で「禁じられた色彩」は、日本でもたぶん誰でも知ってる曲だと思うんですけど。この曲をデヴィッド・シルヴィアンが歌ってるのは案外知らないですよねぇ。僕はデヴィッド・シルヴィアン大好きだったから、しかも坂本龍一が作った曲をデヴィッド・シルヴィアンが歌うっていうねぇ、自分からすると"神と神がぶつかって、なんになったんやろう？"みたいな（笑）」と述べている。ちなみにhydeは、ロックユニット、VAMPSとして2016年にデペッシュ・モードの楽曲「エンジョイ・ザ・サイレンス」のカバー音源を発表している他、2017年にソロ単独名義で開催したアコースティックコンサートで前記の楽曲「禁じられた色彩」をカバーしたことがある。
中学の終わりごろからは、ジューダス・プリーストやマイケル・シェンカー・グループ、メタリカ、モトリー・クルー、ラットといったハードロックやヘヴィ・メタルを聴き始めたという。その後、GASTUNKやミスフィッツ、ジー・ビー・エイチ、ディスチャージ、ストームトゥルーパーズ・オブ・デスといったバンドが手掛けるハードコア寄りの音楽に強く惹かれていくことになる。この中でもGASTUNKとミスフィッツは、ホラー要素を取り入れたハード・コアバンドとしてあげられることが多く、hyde曰く、この頃に多大な影響を受けたという。また、hydeはこの頃から、DEAD ENDのようなゴスの要素を内包したロックバンドも愛聴している。hydeは、GASTUNKとミスフィッツについて「当時ハードコアとメタルが少しずつかみ合ってきてスラッシュメタルが現れ始めていたんですが、GASTUNKがその当時いちばん斬新だと思ってました。しかも、僕が初めてライヴハウスに行ったのもGASTUNKのライヴじゃないかな。その時の衝撃は永遠ですね。この世のものじゃないと思ったし、そこにいる観客が全員ヴァンパイアのように見えた。ライヴハウスのノリも初めてだったから、本当にものすごい衝撃でしたね。まさにVAMPSでやりたいことって、それなんですよ。その時の体感を今現代でやったらどうなのかっていうのを焼き直しているだけかもしれない」「（アルバム『レガシー・オブ・ブルータリティ』は）ほかのミスフィッツのアルバムと違ってハードコアっぽくない曲が多いんだけど雰囲気がホラーパンクって感じ。僕は『バタリアン』っていう映画で流れているハードコアが理想で"ああいう曲、何かないかな"って探していたんですけど、ミスフィッツがまさにそれでした。かなり影響を受けましたね」と語っている。なお、hydeは2017年にミスフィッツのボーカリスト、グレン・ダンジグが結成したバンド、ダンジグとアメリカのライヴで共演している他、2022年にはソロ単独名義で開催したツアーでGASTUNKと対バンしている。また、hydeは2015年に、モトリー・クルーのベーシストであるニッキー・シックスが主導するプロジェクト、シックス:エイ:エムとVAMPS主催のライヴイベントで共演を果たしている。余談だが、hyde曰く、初めてギターで弾けるようになった曲は、モトリー・クルーの楽曲「ルックス・ザット・キル」だったという。
なお、hydeは上記のようなハードな音楽以外に、前述のデヴィッド・シルヴィアンの他、スティングやジョージ・マイケル、スティーナ・ノルデンスタム、スザンヌ・ヴェガといったソフトロックあるいはアダルトなロックも好んで聴いている。hydeは「誰しもそうだと思うんですけど、僕にも二面性があって、ハードロックやスラッシュメタルを聴いてる時期もずっと、その陰では静かな音楽も聴いていたんですよ。スティングやデヴィッド・シルヴィアン、スティーナ・ノルデンスタム、スザンヌ・ヴェガとかも好きで。常にそのふたつが自分の中にはあったんです。L'Arc〜en〜Cielというのはその中間で、どちらにも行ける存在。でも、逆に言うと、どちらかひとつだけのパッケージにはできない」と述べている。なお、hydeがソロ名義で初めて発表したアルバム『ROENTGEN』は、これらのアーティストからの影響が色濃く反映されている。余談だが、hydeは1998年に、L'Arc〜en〜Cielとして出演した音楽バラエティ番組『LOVE LOVE あいしてる』において、ジョージ・マイケルがボーカルを務めたポップ・デュオ、ワム!の楽曲「ケアレス・ウィスパー」をカバーセッションしている。
また、hydeは他にザ・キュアーやザ・スミス、ポリス、レッド・ツェッペリン、ドアーズ、デヴィッド・ボウイ、U2、INXS、フェアーグラウンド・アトラクション、ティアーズ・フォー・フィアーズ、ザ・カルト、ザ・ミッション、D'ERLANGERといったアーティストを好んで聴いていた。なお、ザ・キュアーやジョニー・マー（ザ・スミス）は、L'Arc〜en〜Cielのメンバーであるkenとtetsuyaも敬愛しているアーティストである。こういった背景もあってか、L'Arc〜en〜Cielが活動初期の頃に発表した作品の中には、これらから受けた影響を反映した楽曲が存在する。後年kenは、バンド活動初期の頃に目指していた楽曲制作の方向性について「ザ・キュアーみたいな雰囲気でバッキングトラックを作ったらどうかとかがあった」と述べている。また、L'Arc〜en〜Cielの所属事務所の代表を務める大石征裕は、L'Arc〜en〜Cielと出会った頃を振り返り「（メンバー）4人ともザ・キュアーのようなUKロックをよく聞いていたと記憶しています」と述懐している。ちなみにhyde曰く、かつてkenから「ザ・キュアーのロバート・スミスみたいに歌ってほしい」とリクエストされたことがあったという。余談だが、hydeは2009年にVAMPSとして、デヴィッド・ボウイのアルバム『ハンキー・ドリー』に収録された楽曲「ライフ・オン・マーズ？」のカバー音源を発表している。
1991年にL'Arc〜en〜Cielを結成した後は、ニルヴァーナやレディオヘッド、ダイナソーJr.、ストーン・テンプル・パイロッツ、アトミック・スウィング、クランベリーズといったオルタナティヴ・ロックあるいはグランジを好んで聴いていた。他には、SOFT BALLETやカーディガンズ、ビョーク、スリップノット、ア・パーフェクト・サークル、マリリン・マンソン、セヴンダスト、リンキン・パークなども好んで聴いている。ちなみに、メジャーデビューから少し経った頃のL'Arc〜en〜Cielは、ほとんどのメンバーがアトミック・スウィングを愛聴しており、hyde曰く「よく車の中で聴いていた」という。また、hydeは2010年代以降のソロ単独名義で開催したライヴにおいて、スリップノットの楽曲「デュアリティ」やリンキン・パークの「ギヴィン・アップ」をカバーしたことがある。
2000年代・2010年代に登場したアーティストでは、サーティー・セカンズ・トゥ・マーズやセルドウェラー、レッド、パリセーズ、ブリング・ミー・ザ・ホライズン、イン・ディス・モーメント、パレイ・ロイヤル、サイラー、フロム・アッシュズ・トゥ・ニュー、フィーバー333といったアーティストの楽曲をよく聴いている。ちなみにhydeは、2019年にブリング・ミー・ザ・ホライズンのライヴにゲストアクトとして招かれており、2023年には同バンドがキュレートしたロック・フェスティバル「NEX_FEST 2023」にソロ名義で出演している。なお、hydeは、前記のアーティストの楽曲を自身のプレイリストに入れ、音楽ストリーミングサービス上にアップしている。
邦楽では、幼少期の頃に愛聴していたオフコース（小田和正）の他、GASTUNKやDEAD ENDから多大な影響を受けている。一方で、hyde曰く、かつては「日本ですごい売れてるバンドとか、好きじゃなかった」といい、1980年代に日本で流行したビートロックに関して「好みではなかった」と2002年に受けた音楽雑誌『ROCKIN'ON JAPAN』のインタビューの中で明かしている。また、ソロ名義もしくは、2008年に結成したVAMPSとして開催したライヴ・イベントでは、オフコースの「心 はなれて」や井上陽水の楽曲「少年時代」、矢沢永吉の楽曲「時間よ止まれ」、aikoの楽曲「カブトムシ」をカバーしたり、hydeからのオファーでCHARAと共演しデュエットを行っている。ちなみにhydeは、1996年に発表されたインタビュー本『L'Arc〜en〜Ciel is』の中で、「好きな曲は？」という質問に対し、カヒミ・カリィの楽曲「ハミングがきこえる」をあげたことがある。また、hydeは2020年に、Billboard JAPANにて公開した「普段飲む時とか落ち着いた時に聴いてるプレイリスト」において、illionの楽曲「BRAIN DRAIN」を選曲している。
なお、L'Arc〜en〜Cielは2020年以降に開催したライヴにおいて、開演前に様々なアーティストの楽曲で構成されたプレイリストを会場内で流している。このプレイリストはメンバー4人それぞれが選曲したもので、公演終了後に音楽ストリーミングサービス上で公開されている（詳細は下記リンクを参照）。ちなみに、hydeが作るプレイリストには、自身が影響を受けたアーティストの楽曲の他、ソロ名義の活動で対バンしたアーティストの楽曲も組み入れられることが多い。
- L'Arc〜en〜Cielのライヴ開演前に流されたhyde選曲のオープニングBGMのプレイリスト一覧

2020年 - 『ARENA TOUR MMXX OPENING BGM』
2021年 - 『L'APPY BIRTHDAY! OPENING BGM』
2021年 - 『30th L'Anniversary TOUR OPENING BGM』
2022年 - 『30th L'Anniversary LIVE OPENING BGM』
- ソロ名義のライヴ開演前に流されたhyde選曲のオープニングBGMのプレイリスト一覧

2020年-2021年 - 『HYDE LIVE 2020-2021 ANTI WIRE』

## ソロアーティストとしての活動

### アーティスト名義
L'Arc〜en〜Cielとして活動しているときはhydeという小文字表記を使っているが、その他の活動時はHYDEという大文字表記にすることが多い。
ただし、HYDE自身は表記の区別に一切こだわりを持っておらず、2012年に発表した自叙伝で「L'Arc〜en〜Cielでは小文字で、ソロは大文字みたいになってるけど、本人はこだわってないんだ。だって俺のサインは"hyde"だしね。なんか気がついたらそうなってたって所だけど、今でもどうでも良くて、デザイン次第で変えていいと思ってる」と綴っている。

### 2001年 - 2002年：『ROENTGEN』

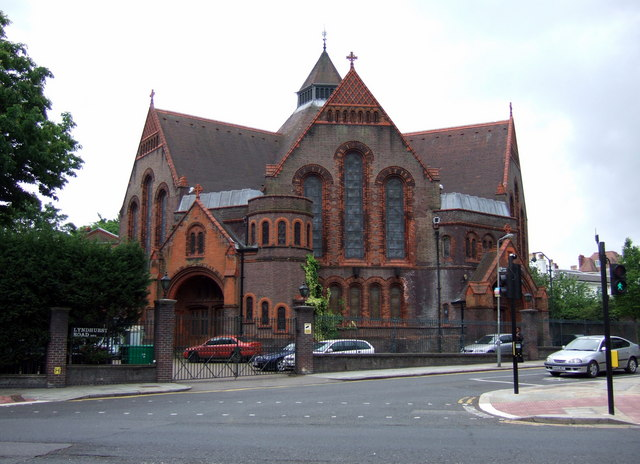
1stアルバム『ROENTGEN』のレコーディングが行われたイギリス・ロンドンにあるエアー・スタジオ

2001年にHYDEの希望もあり、L'Arc〜en〜Cielのメンバーそれぞれがソロ活動期間に移行。そしてHYDEはソロ名義で、これまで自身がバンドで手掛けてきた楽曲の方向性とは異なる、＜静＞をテーマとした音楽活動を始める。2001年10月17日に、自身が出演した「ユニクロ」のCMソングに使用された「evergreen」をソロ名義のファーストシングルとして発売し、本格的に活動を開始する。HYDEはソロ活動を始めた経緯について「子どもが大きくなって自分の部屋が欲しくなったような感じで、自分ひとりで音楽を作ってみたいっていう欲求が出てきた」と述べている。なお、前述の「evergreen」、2002年発売の「Angel's tale」および「SHALLOW SLEEP」のシングル3作の初回生産限定盤CDには、HYDEの「CDケースやジャケットからなにから、本当に自分の好みのものを作りたい」という強い希望により、棺型のCDケースが使用されている。さらに、ソロワークスを展開するにあたりレーベルが新たに設立されており、2001年にL'Arc〜en〜Cielが在籍するKi/oon Music（ソニー・ミュージックエンタテインメント）内に「HAUNTED RECORDS」（読み：ホーンテッド レコーズ）が発足している。
2002年3月27日には、前記3作のシングル表題曲を収録した1stアルバム『ROENTGEN』を発表。このアルバムに収録されたすべての曲は、イギリス・ロンドンにあるエアー・スタジオでレコーディングが行われている。制作にはイギリスの音楽プロデューサーチームであるストック・エイトキン&ウォーターマンが主宰する音楽レーベル、PWLに在籍していたイアン・カーナウと、デイヴ・フォードの2名が共同編曲者として参加している。さらに、フリーダやテレンス・トレント・ダービーのアルバム制作に参加していたピート・グレニスター、デヴィッド・シルヴィアンのアルバム『ブリリアント・トゥリーズ』の制作に参加していたフィル・パーマーの他、クリス・ローレンスやピップ・ウィリアムズなどが招聘されている。なお、『ROENTGEN』ではアルバム全編にわたって弦楽器や生楽器を効果的にフィーチャーした楽曲制作が行われており、アンビエント色の強いムーディな世界観で仕上げられている。こういった背景から、この作品は自身初となるコンセプト・アルバムとして発表されることになった。バンドの頃に志向していた音楽性とは異なる方向で制作が進められたのは、HYDEが学生時代からL'Arc〜en〜Ciel活動初期の頃に好んで聴いていたデヴィッド・シルヴィアンやスティングであったり、スティーナ・ノルデンスタム、スザンヌ・ヴェガなどのソフトロックからの影響をかたちにしたいと考えていたことが一つの背景にある。なお、L'Arc〜en〜Cielとして2005年に発表したアルバム『AWAKE』に収録された「My Dear」と「Ophelia」は、この当時の＜静＞というコンセプトをもとに制作されたデモ音源が基になっている。
HYDEはアルバム発売当時に受けたインタビューの中で、制作を振り返り「色んなものが入った音楽にしたくなかった。ソロならではというか、最初から最後まで曲順もそうだし、歌詞もそうだし、このアルバムに入るべき曲しか入れたくないっていうのがあった」と述べている。また、HYDEは「この時期に出せないとこの先の自分の感性がどうなっているかっていう自信がないし、今のうちにこのアルバムを作れて凄いラッキーだった」「これまでの鬱憤があったから出来たけど、精神的にも肉体的にも消耗が凄かった。もう一枚同じようなアルバムを作るにはパワーがいるから、また何年かかかるなぁと思った」とも述べており、この作品に対する思い入れの強さを語っている。2002年・2004年には、HYDEの「すべて英語詞で出したい」という希望もあり、全収録曲を英語詞にしたバージョンを収めたアルバムが、日本とアジア各国でリリースされている。また、2004年11月3日にはアルバムの世界観を映像に落とし込んだミュージック・ビデオ集『ROENTGEN STORIES』が発表され、2021年には『ROENTGEN STORIES EHON PAMPHLET』として絵本化されている。
HYDEがこのアルバムを「家で聴いて楽しめる音楽」として完成させたかったこともあり、発売年の2002年にはほとんどライヴを行っていなかった。ただ、2002年4月7日にNHK総合テレビで放送された特別番組『ミッドナイトチャンネル - HYDEアンプラグド』では、同年3月19日に収録したグローリアチャペル品川教会の礼拝堂でのコンサートの模様が放送されている。このコンサートには富樫春生（ピアノ）と徳澤青弦（チェロ）がサポートとして参加しており、3人編成のアンプラグドスタイルで公演が行われている。なお、この公演はプロモーション企画的なものであり、同年3月29日・4月2日に行われたコンサートも同様に企画性の強い公演となっていた。このように、アルバム発売から長らくアルバムタイトルを冠したコンサートツアーが開催されていなかったが、ソロ活動10周年を迎えた2011年に「10TH ANNIVERSARY PREMIUM LIVE -ROENTGEN NIGHT-」、ソロ活動20周年の2021年に「20th Orchestra Tour HYDE ROENTGEN 2021」と題したコンサートが開催されており、現在は定期的に＜静＞をテーマとした公演が行われるようになっている。

### 2003年 - 2004年：『666』
2003年からは、アルバム制作主体の活動からライヴ活動を主体とした＜動＞に活動方針を180度転換。そして音楽性もハード・ロックやオルタナティヴ・ロックに寄った方向に傾倒していくことになる。HYDEは、2003年から活動方針を転換した理由について「前作が出てから半年以上ステージに立ってないなと思って。だったら考え方を変えてライヴができる様なアルバムを作って、みんなに会いに行きたいなあって気持ちになった」と述べており、HYDE曰く「ここからがソロとしての本格的なスタート」と捉えているという。
＜動＞に方針を切り替えた後、HYDEはKen（L'Arc〜en〜Ciel）が在籍するロックバンド、SONS OF ALL PUSSYSが2003年4月27日から同年5月15日にかけて主宰したライヴツアー「BUBBLE FESTiVAL」に参加。このツアーでは、同年6月4日にリリースされるシングル「HELLO」を含めた、メロディアスなハード・ロックを意識し制作された未発表楽曲を初披露して各地をまわっている。そして同年11月6日には、映画『スカイハイ 劇場版』の主題歌に使用されたシングル「HORIZON」を、同年12月3日には2ndアルバム『666』を発表した。アルバム制作には、ロックバンド、Oblivion DustのギタリストであるK.A.Zが共同プロデューサー兼ギターアドバイザーとして招聘されている。また、HYDEはこの作品で初めて本格的にギタリストとしてレコーディングを行っており、前作で見せた音楽性から一転し、ヘヴィなリフを多用したハードな路線に舵を切っている。なお、HYDE曰く、シンプルなフォーマットのバンドでライヴ演奏することを踏まえて楽曲制作を行っていたこともあり、この作品では一度録音した音の上に更に音を重ねるダビング作業を極力避けていたという。
この頃に開催したライヴは、HYDEがボーカルとギターを担当し、サポートメンバーとしてベーシストのHIROKI（ex.media youth、ex.KILLERS）と、ドラマーのFURUTON（ex.SPACE COWBOY、ex.Oblivion Dust、ex.BUG）の2名を招き、スリーピースバンドのスタイルで行われていた。なお、HYDEがライヴ全編を通してギターを担当することはL'Arc〜en〜Ciel結成以降初のことで、HYDEはライヴ終了後に受けたインタビューで「ギターを弾くので手一杯だった。多分凄い下手くそだったと思うんですけど、最初って。でもなんかすごい懐かしい感じがしましたね、高校生みたいな」「本当に高校生以下の演奏だったけどね、多分（笑）。俺以外の2人は上手なのかもしれないけどそれすらも分からないというか、自分のことで手一杯で。でも面白かったですね。今でもそういう気持ちで出来るんだなあって改めて思いますね」と、バンドを始めた頃の初期衝動を思い出した旨を語っている。
そしてHYDEは、2003年8月1日に野外ロック・フェスティバル「ROCK IN JAPAN FESTIVAL 2003」にシークレットゲストとして初出演している。また、翌2004年にはソロ名義で初のライヴツアー「2004 FIRST TOUR 666」を国内11都市で全21公演を開催。同年3月14日に行われた前記ツアーのZepp Sendai公演では、L'Arc〜en〜Cielの元ドラマーであるsakuraをゲストドラマーとして招き、L'Arc〜en〜Cielの楽曲「I'm so happy」を披露している。なお、このライヴツアーでは、前作『ROENTGEN』の収録曲のバンドアレンジバージョンの他、ビートルズの楽曲「ルーシー・イン・ザ・スカイ・ウィズ・ダイアモンズ」や、ニルヴァーナの楽曲「スメルズ・ライク・ティーン・スピリット」のカバーも披露されている。

### 2005年 - 2006年：『FAITH』
2004年5月からは活動を再開したL'Arc〜en〜Cielのツアーが始まり、以後1年間ほどバンド活動が続いたため、表立ったソロ活動は休止していた。L'Arc〜en〜Cielとしての活動が中心となっていた中、2005年8月31日に歌手の中島美嘉へ自身初の楽曲提供を行っている。提供した楽曲「GLAMOROUS SKY」（作詞：矢沢あい／作曲：HYDE）は映画『NANA』の主題歌に使用され、映画の大ヒットとともに大きな話題を呼んだ。なお、HYDEは同年8月26日に放送されたテレビ朝日系音楽番組『ミュージックステーション』に中島美嘉のバックバンドメンバーの一人として出演しているが、HYDEにとってこれがギタリストとして初の同番組への出演となった。
2005年10月5日に映画『ステルス』の日本語版主題歌に使用された「COUNTDOWN」をシングルとして発表することを皮切りに、ソロワークスを再開。このシングルの制作では、前作『666』で共同プロデューサーを務めたK.A.Z（Oblivion Dust）と引き続き共同で楽曲制作を行っているが、この作品からギタリストとしてもK.A.Zがレコーディングに参加するようになっている。
また、2005年10月29日から10月31日にかけて自身主宰によるハロウィンイベント「HALLOWEEN OF THE LIVING DEAD」を開催。このイベントには、主宰者であるHYDEの他にMONORAL、UVERworld、OLIVIA、HIGH and MIGHTY COLOR、中島美嘉、yasu（ex.Janne Da Arc）が出演している。なお、ハロウィンイベントは2008年に自身が結成したロックユニット、VAMPSの活動に引き継がれており、2017年までVAMPS主宰で毎年行われた。
2006年2月22日には、約4ヶ月ぶりにシングル「SEASON'S CALL」をリリース。このシングルまでにHYDEがソロ名義でリリースしたカバー音源以外の楽曲は、全てHYDEが作詞・作曲を行っていたが、今回初めて共同プロデューサー兼サポートギタリストのK.A.Zが作曲を担当している。そして同年4月26日に発表された3rdアルバム『FAITH』では、収録曲の半数の作曲をK.A.Zが手掛けることとなり、楽曲制作の体制が大きく変わっている。このような制作スタイルは、のちに結成するロックユニット、VAMPSの原型になっている。HYDEは、VAMPS結成直後に受けたインタビューで「いろいろなタイミング、要素が重なっているんですけど、実は前回のアルバム（アルバム『FAITH』）から、今やっているようなスタイルは出来上がっていたんですよ。ただ、今後もこれまでと同じように“HYDE”っていう名前でやるのは無理があった」と結成の経緯を語っている。
なお、アルバム『FAITH』は、L'Arc〜en〜Cielとして2005年に発表したアルバム『AWAKE』の世界観を引き継ぎ、反戦・平和といったテーマに加え、自身の宗教観を盛り込んだ作品に仕上げられている。また、アルバムレコーディングはほぼ全ての作業がアメリカで行われており、HYDEが好んで聴いていたザ・ミッション、ザ・カルトに在籍していたクレイグ・アダムスとスコット・ギャレットに加え、ナイン・インチ・ネイルズのツアーサポートをしていたダニー・ローナーが参加している他、エンジニアも現地で選定されている。
そしてHYDEは、アルバム発売直前の2006年4月1日から同年9月2日までの約5ヶ月間にわたって、2度目のライヴツアー「HYDE TOUR 2006 FAITH」を開催。このツアーでは、ソロ名義として初のアメリカ公演を含め、日米40都市をまわり全51公演を実施する。

### 2007年 - 2017年：ベストアルバム発表、VAMPS始動、黒ミサ開催
2006年開催のライヴツアー「HYDE TOUR 2006 FAITH」を完走して以降は、同年にバンド結成15周年を迎えたL'Arc〜en〜Cielの活動が主軸となっていったため、2007年はソロとしての活動や新譜のリリースは行われていなかった。L'Arc〜en〜Cielとしての活動が展開される中、HYDEは2008年6月27日に、これまでのソロワークスで撮り貯めていたものをまとめた写真集『HYDE IS DEAD 2002-2008』を発表。そして2008年7月には、共同プロデューサーのK.A.Zと新プロジェクトとして、ロックユニット、VAMPSを結成することが発表された。
VAMPSとしての活動が本格化しだした2009年3月18日に、ソロワークスの一つの集大成として初のベストアルバム『HYDE』を発表。このベストアルバムには、これまでにリリースしたシングル7作品・アルバム3作品からセレクトした楽曲の他、キャリアを総括する意図から、2005年に中島美嘉へ提供した楽曲「GLAMOROUS SKY」を全英語詞でセルフカバーした音源が収録されている。前述の写真集のタイトル「DEAD（＝死）」とも相まって、このベストアルバムリリースをひとつの区切りとして、ソロワークスが事実上の休止状態となった。そして約9年の間、ソロ単独名義の新譜リリースが行われなくなり、以降は"L'Arc〜en〜Cielとしての活動"と、"VAMPSとしての活動"の2つを並行して展開していくようになる。
ソロ単独名義の新譜のリリースは止まったものの、他アーティストの作品には時折参加している。2013年9月4日には、自身が敬愛するバンド、DEAD ENDのトリビュート・アルバム『DEAD END Tribute -SONG OF LUNATICS-』に参加しており、同バンドの楽曲「Embyro Burning」をカバーしている。また、2015年には小室哲哉からの「（globeの）象徴的な曲だからこそ、お願いしたい」というオファーを受け、globeのトリビュートに参加。2016年には中島美嘉のトリビュートに参加する。他にもD'ERLANGERのトリビュート・アルバムや、MIYAVIのアルバムにゲストボーカルとして参加している。
2014年以降は、毎年冬季に北海道・富良野でディナーショー形式のコンサート「黒ミサ」をHYDE名義で定期開催している。このコンサートでは、ソロ名義で発表した楽曲の他、自身が在籍するL'Arc〜en〜CielあるいはVAMPSの楽曲、他アーティストのカバーをアコースティック・アレンジを施したうえで披露している。2017年には毎年恒例の富良野公演に加え、幕張メッセ 国際展示場4-6ホールにおいて「HYDE Christmas Concert 2017 -黒ミサ TOKYO-」を開催。2018年には上海、北京、香港、クアラルンプール、台北の日本国外5都市にてコンサートツアー「HYDE ACOUSTIC CONCERT TOUR 2018 -黑ミサ ASIA-」が開催されている。

### 2018年 - 2019年：『ANTI』
VAMPSとしての活動を約10年間ほど続けた2017年12月1日、VAMPSを一時活動休止することが発表された。そして2018年3月に、同年6月からソロ名義のライヴツアー「HYDE LIVE 2018」を開催することを発表。再びライヴ活動を中心とした＜動＞のアプローチでソロ活動を展開し始める。なお、このツアーのサポートメンバーには、新たにPay money To my PainのPABLO（ギター）、MONORALのAli（ベース）、山縣亮（ドラムス）、かどしゅんたろう（ドラムス）、堀向彦輝（キーボード）らが流動的に参加しており、5人体制のバンドスタイルで日本7都市をまわっている。
2018年3月には、中島美嘉へ2度目の楽曲提供を行っている。中島とHYDEのタッグは2005年に発表された楽曲「GLAMOROUS SKY」以来約13年ぶりのことであり、提供曲「KISS OF DEATH」は、テレビアニメ『ダーリン・イン・ザ・フランキス』のオープニングテーマに使用されることとなった。
2018年6月27日には、ソロ単独名義として約12年ぶりとなるシングル「WHO'S GONNA SAVE US」をリリース。さらに上記ツアーと並行して、「AFTER LIGHT」と「FAKE DIVINE」のシングル2作を発表する。なお、この3作のシングルは、フィジカルの発売に先駆けてダウンロード・ストリーミング配信が行われている。ちなみに2018年以降に発表される新譜は、リスナーのリスニング環境を鑑みてか、翌年に発売するアルバムを含め、基本的に配信リリースを先行させている。そして同年8月には、前記のライヴツアーの東京公演にサポートアクトとして参加していたアメリカのロックバンド、スターセットとコラボレーションした楽曲「Monster feat. HYDE」を発表。同年10月にはYOSHIKI（X JAPAN）からのオファーを受け、テレビアニメ『進撃の巨人 Season3』のオープニングテーマに使用された楽曲「Red Swan」にボーカルとして参加する。この曲は、2018年12月31日に放送された『第69回NHK紅白歌合戦』において、"YOSHIKI feat. HYDE"として披露されている。
なお、2018年から再開した活動では、VAMPSの頃から引き続き、ユニバーサルミュージック内のレーベル、Virgin Musicと契約している他、アメリカの大手マネジメントである10th Street Entertainment、そして世界最大のイベントプロモーターのひとつである「ライヴ・ネイション」と提携している。こういった背景もあり、2018年以降は海外のプロデューサーを招いた楽曲制作や、「ウェルカム・トゥ・ロックビル」などの海外フェスへの出演、海外ツアーの開催が頻繁に行われるようになっている。また、2018年には「ROCK IN JAPAN FESTIVAL 2018」「音楽と髭達2018」「氣志團万博2018」「ポルノ超特急2018」といった国内で開催されたロック・フェスティバルにも多数出演している。なお、2019年以降も日本国内のフェスに頻繁に出ており、これまでに「SUMMER SONIC」や「VIVA LA ROCK」「MONSTER baSH」「METROPOLITAN ROCK FESTIVAL」「ARABAKI ROCK FEST.」「男鹿ナマハゲロックフェスティバル」などに出演している。
2019年1月には、毎年冬季に北海道・富良野で行っていたディナーショー形式のコンサート「黒ミサ」を幕張メッセ イベントホールで開催。また、自身の誕生日となる同年1月29日には、地元の和歌山県にある和歌山ビッグホエールにてアコースティックコンサート「HYDE ACOUSTIC CONCERT 2019 黒ミサ BIRTHDAY WAKAYAMA」を開催する。
HYDEは2019年に入ってからも前年と同様に、アルバム発表に向け、立て続けに作品を発表している。同年2月にはYOSHIKI（X JAPAN）がピアノで参加した楽曲「ZIPANG」、同年3月にはゲーム『デビルメイクライ5』のイメージソングに使用された「MAD QUALIA」をそれぞれ先行シングルとして発表。そして同年5月3日には、アメリカ13都市で行われるライヴツアー「HYDE LIVE 2019 US」に先立ち、ソロ単独名義として約13年ぶりとなる4thアルバム『anti』の全曲先行配信を開始し、同年5月13日付のオリコン週間デジタルアルバムチャートならびにBillboard JAPAN Download Albumsにおいてソロ名義で初の週間首位を獲得。配信開始から約1ヶ月後の同年6月19日には、アルバム『ANTI』のフィジカルを発売する。
アルバム『ANTI』のレコーディングでは、日本国外でツアーやイベント出演を控えていることを踏まえ、アメリカのフィルターを一度通す試みで、ドリュー・フルクやニコラス・ファーロンといった海外のプロデューサーや、マット・ブランディベリー（フロム・アッシュズ・トゥ・ニュー）をゲストに迎え、楽曲制作が行われている。また、ライヴサポートを務めるPABLO（Pay money To my Pain）や堀向彦輝の他、Sho（MY FIRST STORY）も制作に参加しており、オルタナティヴ・メタルやメタルコア寄りの楽曲がアルバムに集められることになった。このアルバムでコライトを増やしたのは、HYDE曰く、VAMPSとして2016年にリヒャルト・Z・クルスペ（ラムシュタイン）と楽曲「RISE OR DIE」を共作したときに、自分と異なる制作手法に触れ、今まで抱いていた固定観念が崩れたことが一つのきっかけだったという。
フィジカル発売直後となる同年6月22日より、ライヴツアー「HYDE LIVE 2019」を全国7都市で全26公演を開催。このツアーでは、漫画『AKIRA』と映画『ブレードランナー』の世界観を混合したサイバーパンクな架空都市「NEO TOKYO」をステージセットとして組んでいる。ちなみに両作品とも1980年代の作品だが、物語の舞台が2019年であることから、HYDEがこのツアーのステージ演出に採り入れたという背景がある。アメリカツアーおよび日本国内ツアー、さらにスターセットのライヴへのサポートアクト出演、ブリング・ミー・ザ・ホライズンの来日公演へのゲストアクト出演を経て、2019年12月に幕張メッセ 国際展示場4-6ホールでライヴ「HYDE LIVE 2019 ANTI FINAL」を開催。このライヴは、フロアでダイブやサークルモッシュが起こる盛り上がりとなり、『ANTI』プロジェクトのひとつの集大成に位置付けられる公演となった。

### 2020年 - 2021年：「BELIEVING IN MYSELF」、＜動＞から＜静＞への原点回帰
2020年1月には、新曲「BELIEVING IN MYSELF」の完成を発表。この曲は、東京都区部で開催されるマラソン大会「東京マラソン」のレースディレクターとの対談をきっかけに制作されたもので、同年の大会イメージソングに使用されることとなり、同年3月18日発売のシングル「BELIEVING IN MYSELF/INTERPLAY」に収められた。そして、HYDEは2020年1月から同年3月にかけて、L'Arc〜en〜Cielとしてライヴツアー「ARENA TOUR MMXX」を開催。このツアーの後に、ソロ活動でライヴハウスをまわるツアーなどが計画されていたが、同年1月末に日本国内で初感染が確認された新型コロナウイルスの蔓延の煽りを受け、バンド及びソロ名義で計画されていたツアーが中止の憂き目を見ることとなり、大幅な活動予定の変更を余儀なくされる。表立った音楽活動が止まる中で、HYDEは同年5月にチャリティーグッズを販売することを発表。グッズ収益を緊急支援募金として寄付することも合わせて告知する。
前述のコロナ蔓延により世界各地で行動規制が敷かれる中、激しいライヴが思ったようにできない状況を逆手に取り、2020年9月に着席型のアコースティックライヴ「HYDE LIVE 2020 Jekyll & Hyde」を敢行。この公演では動画配信サービス、SHOWROOMを活用した自身初のライヴ有料配信を実施する。2020年12月からは、再びアルバムタイトル『ANTI』を冠したアコースティックライヴツアー「HYDE LIVE 2020-2021 ANTI WIRE」を開催。このツアーでは、アコースティックと銘打ちながら、重低音感を失わないようなロックサウンドと両立させた音作りが為されている。HYDEは、このツアーの位置付けについて「「HYDE LIVE 2019 ANTI FINAL」の延長線」「ステージのコンセプトも映画で言う"Episode.0"という設定にして、ここから"Episode.1"である『ANTI』の世界観につながる始まりの物語にした」と語っている。なお、前記の理由からライヴの計画が見直されることになったが、新譜はコンスタントにリリースされており、2020年11月にシングル「LET IT OUT」、2020年12月にデジタルシングル「DEFEAT」が発表されている。そして翌2021年4月には、ケビン・スラッシャー・ガルフト（エスケイプ・ザ・フェイト）が制作に参加した楽曲「ON MY OWN」をデジタルシングルとして配信する。
2021年3月6日・7日に行われた上記アコースティックライヴツアーの大阪城ホール最終公演において、HYDEは「『ROENTGEN』の第二弾を作る」と突如発表する。この発表の経緯について、HYDEは公演後に受けたインタビューで、当時の日本のコロナ対応の状況を踏まえ「2年後にやりたいと思っていたことを今やろうと気持ちを切り替えた」と告白している。こうしてハードなギターリフを主としたロックサウンドの追究から一転し、弦楽器や生楽器を中心としたサウンド作りに原点回帰する。

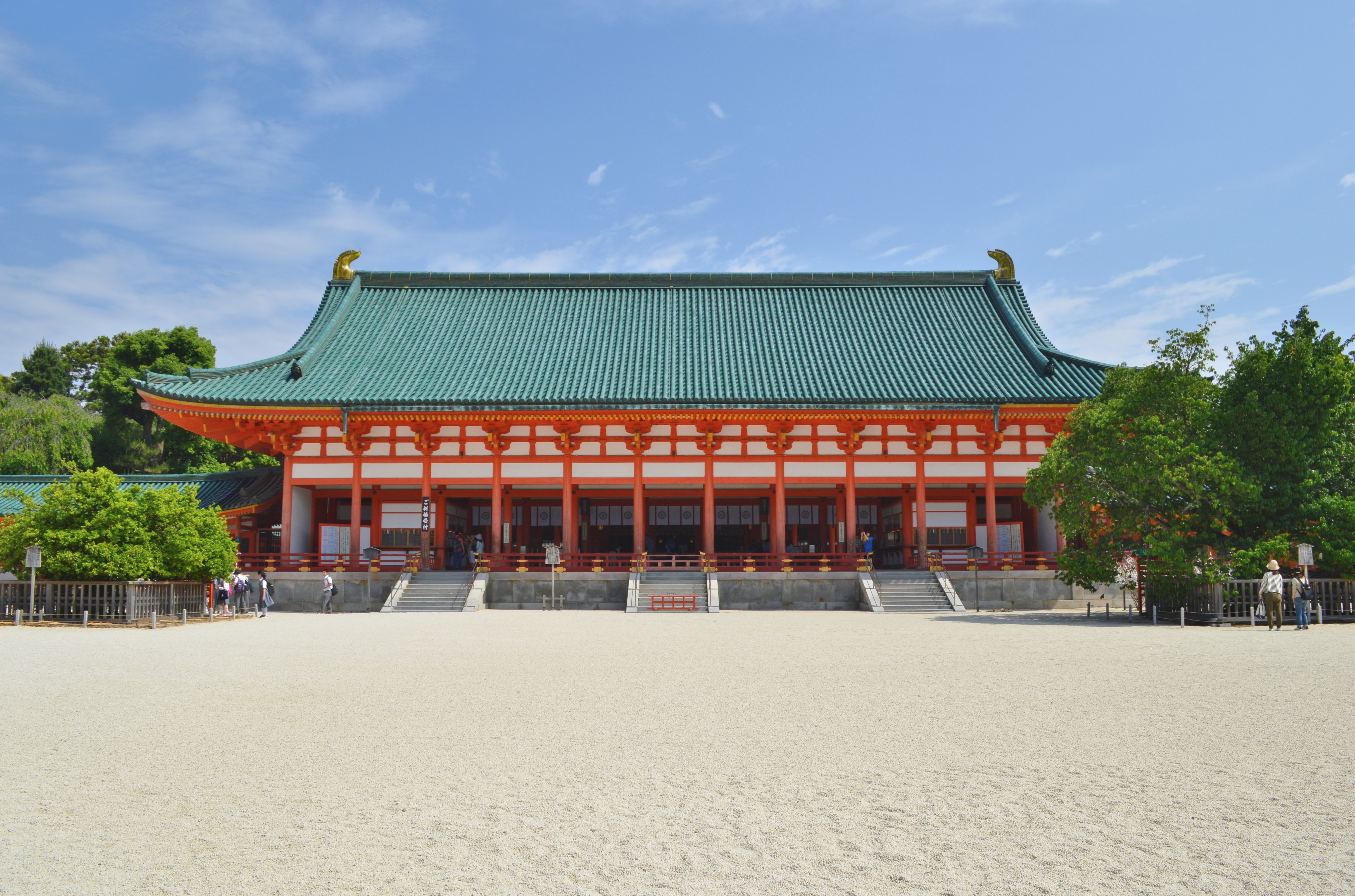
オーケストラコンサート「20th Orchestra Concert 2021 HYDE HEIANJINGU」のために組まれたステージセットのバックに聳える平安神宮・大極殿（外拝殿）

2002年発表のアルバム『ROENTGEN』以来約19年ぶりに＜静＞をテーマとした楽曲制作に立ち返ることにしたHYDEは、バンド結成30周年を迎えたL'Arc〜en〜Cielの活動と並行しながら、シングル「NOSTALGIC」とシングル「FINAL PIECE」を発表。そして2021年6月から、オーケストラコンサートツアー「20th Orchestra Tour HYDE ROENTGEN 2021」を開催し、前記の新曲2曲の他に「SMILING」「THE ABYSS」といった未発表の新曲を披露して各地をまわる。また、2021年7月31日・8月1日には京都・平安神宮の特設ステージで、オーケストラコンサート「20th Orchestra Concert 2021 HYDE HEIANJINGU」を開催。この公演では雅楽のテイストでリアレンジした楽曲が披露されている。さらにこの公演には、天理大学雅楽部の総監督である佐藤浩司と同部員の他、石笛奏者の横澤和也や能楽師の茂山逸平がゲストとして出演している。さらにステージは、日本の重要文化財に指定されている大極殿をバックに設けられ、左右に聳える白虎楼と蒼龍楼も演出に合わせてライトアップされている。そしてこの公演では、プロジェクションマッピングも一つの見どころとなっており、「SMILING」を披露した際は屋根に雪が舞っては次第に積もっていく様を、「THE ABYSS」を披露した際は満月に暗い影が差していく様を、大極殿に映し出している。このコンサートの模様は、動画配信サービス、GLOBE CODINGにて同時配信された他、日本全国41ヶ所の映画館でライヴビューイングされている。

### 2022年 - 2025年：『HYDE［INSIDE］』：＜静＞から＜動＞への再転換
京都・平安神宮での公演を終えた後も、地元・和歌山と東京でオーケストラコンサートを開催し、＜静＞をテーマとした音源制作・コンサート活動を進めていた。そうした中で、HYDEは2022年4月に対バン形式のライヴツアー「HYDE LIVE 2022 RUMBLE FISH」を開催することを突如として発表する。このツアーは、久々にスタンディング形式で行われる＜動＞をテーマにしたライヴとなった。HYDE曰く、この対バンツアーは、コロナ蔓延の影響により水面下で延期されていた企画だったという。
上記ライヴツアーは、GASTUNK、Dragon Ash、ROTTENGRAFFTY、TOTALFAT、coldrain、Crossfaith、THE ORAL CIGARETTES、CVLTE、NOISEMAKERの計9バンドそれぞれとのツーマン形式で開催されており、各公演では飛び入りでツインボーカルによる演奏も行われた。また、このツアーのセットリストは、SHOW-HATE（SiM）が制作に参加し、ゲーム『スターオーシャン6 THE DIVINE FORCE』のテーマソングとして発表された楽曲「PANDORA」を含め、全曲がハードなロックナンバーで構成されている。そして、HYDEは対バンツアーの終了後にソロ単独名義のライヴツアー「HYDE LIVE 2022」を開催し、再び＜動＞のスタイルの活動を本格的に展開していく。なお、このツアーの6月18日に組まれたZepp Haneda公演は"BEAUTY & THE BEAST"と銘打ち開催されており、動画配信サービス、Stagecrowdにてその模様が配信されている。
2023年1月には、前年に結成したロックバンド、THE LAST ROCKSTARSとして日本国内およびアメリカにて、全7公演から成るファーストツアーを開催。このツアーでは、コロナ禍で敷かれた規制を全て撤廃したうえでライヴが開催されることとなった。そして同年6月からは、ソロ名義でライヴツアー「HYDE LIVE 2023」を実施。Julian（MAKE MY DAY）が制作に参加した楽曲「TAKING THEM DOWN」と、EDMビートに妖しいメロディラインとメタリックなギターリフをのせた楽曲「6or9」の新曲2曲を披露しながら、日本6都市をまわり全18公演を開催する。なお、このツアーからツインギター構成に体制が変更されており、PABLOに加え、Julianもしくはザ・レゾナンス・プロジェクトのYas Nomuraがギタリストとして参加し、MONORALのAli（ベース）、かどしゅんたろう（ドラムス）、堀向彦輝（キーボード）を含めた6人体制となっている。その後HYDEは、様々な国内フェスに参加しながら、ライヴを意識したアルバムのレコーディングを進めていく。
翌2024年には、正式タイトルを伏せたまま、6月から日本全国でライヴツアーを行うことを告知。また、親交のあるHiroが在籍するロックバンド、MY FIRST STORYとのコラボレーション楽曲「夢幻」（作詞・作曲：MY FIRST STORY&CHIMERAZ）、「永久 -トコシエ-」（作詞・作曲：梶浦由記）をリリースすることを発表する。この2曲はそれぞれ、アニメ『鬼滅の刃 柱稽古編』のオープニングテーマ、エンディングテーマに使用されている。なお、「夢幻」は配信開始から約7ヶ月後に、Billboard JAPANチャートにおけるストリーミングの累計再生回数が1億回を突破した。
そして、2024年4月25日にHYDE専用アカウントで生放送されたニコニコチャンネル『HYDE CHANNEL』において、今夏に約5年ぶりとなる5thアルバム『HYDE［INSIDE］』をリリースすることを発表。これにあわせて前述のツアータイトルを「HYDE [INSIDE] LIVE 2024」にすることも明かしている。HYDEはこのアルバムでは＜動＞の面を意識し、自身過去最大級に激しいロックアルバムにすることを宣言している。また、前記の生放送では今後の構想にも触れており、『JEKYLL』というアルバムタイトルで「『ROENTGEN』の第二弾」をリリースすることが示唆されている。
同年6月から開催されたライヴツアー「HYDE [INSIDE] LIVE 2024」では摩訶不思議なサーカス、見世物小屋をイメージしたステージセットを組み、前記のアルバムに収録される曲の他に、リンキン・パークの楽曲「ギヴィン・アップ」や安室奈美恵の楽曲「Hide & Seek」のカバーを披露している。同年7月からは立て続けに、日本国内で開催されるロック・フェスティバルに出演。HYDEは2024年だけで15以上もの日本国内外のライヴイベントに参加している。HYDEは2024年にイベント出演を増やした経緯について「今僕がソロでやってることって決して世の中の流行とリンクした音楽性でもないし…僕の音楽は百聞は一見に如かずというか、音だけでは百聞にも届かないと思ってるんです。だからライブを観て、そのエンタテイメント性や音楽性を体感してもらうのが早いかなと。それで今年はいろんなフェスに参加しています」と述べている。
上記ツアーを完遂し、2024年9月13日にアルバム『HYDE［INSIDE］』の全世界配信を開始。配信開始から約1ヶ月後の同年10月16日には、同アルバムのフィジカルを発売する。このアルバムを引っ提げ、同年10月から日本以外のアジア都市と米国を巡る海外ツアー「HYDE [INSIDE] LIVE 2024 WORLD TOUR」と、日本国内ツアー「HYDE [INSIDE] LIVE 2024 -EXTRA-」を開催。翌2025年には前年から引き続き日本を含むアジアの都市、そして欧州、南米をまわるライヴツアー「HYDE [INSIDE] LIVE 2025 WORLD TOUR」を開催する予定。

## 参加ミュージシャン

### サポートメンバー
（※）太字はレコーディング作業にも参加したメンバー、星印は現在もライヴサポートを担当するメンバーを示す
| ＜静＞としての活動 - 2001年 - 2002年 - Violoncello - 徳澤青弦（anonymass） - Piano - 富樫春生（梵鉾!/Bom'Boco） - 2011年以降 - Guitar - YUKI（Rayflower、DUSTAR-3） - 伊平友樹（ex.TRAMP） 他 - Bass, Double Bass - 砂山淳一（ex.unsuspected monogram） 他 - Drums - Arimatsu（特撮、VAMPSサポート） - 淳士（SIAM SHADE、BULL ZEICHEN 88） - 齋藤たかし（ポルノグラフィティ元サポート） - 城戸紘志（JUDE、unkie） 他 - Percussion - 野崎めぐみ 他 - Flute - 赤木香菜子 他 - Clarinet - 大橋裕子、西﨑智子 他 - Violin - 納富彩歌、石橋尚子、亀田夏絵、川口静華、東山加奈子、小寺里奈、松井利世子、中島知恵 他 - Viola - 二木美里、金孝珍、山田那央、菊池幹代 他 - Cello - 友納真緒、今井香織、原口梓 他 - Trumpet - 川上鉄平、山崎千裕、松井秀太郎 他 - Horn - 阿部華苗、齋藤麻衣 他 - Trombone - 榎本裕介、川原聖仁 他 - Saxophone - 村瀬和広 他 - Piano - 堀向彦輝 a.k.a. hico（赤い公園, VAMPSサポート） - Gagaku - 天理大学雅楽部 - Iwabue - 横澤和也 - Manipulator - 宇佐美秀文 他 - Chorus - Lynne Hobday、稲泉りん、竹本健一、吉岡悠歩、asami 他 - Arrangement - Ippei Inoue、大西省吾、篠田大介、Tak Miyazawa、前嶋康明 - Kyogen Performer - 茂山逸平 - Special Guest - ken（L'Arc〜en〜Ciel、ex.SONS OF ALL PUSSYS） - 玉置成美 | ＜動＞としての活動 - 2003年 - 2006年 - Guitar - K.A.Z（Oblivion Dust、VAMPS） - Bass - HIROKI（ex.media youth、KILLERS） - Drums - FURUTON（ex.SPACE COWBOY、ex.BUG） - Keyboard - 斉藤仁（L'Arc〜en〜Ciel, VAMPSマニピュレーター） - Special Guest - Sakura（ZIGZO、Rayflower、ex.L'Arc〜en〜Ciel、ex.SONS OF ALL PUSSYS） - 2018年以降 - Guitar - PABLO（Pay money To my Pain） - Julian（ex.MAKE MY DAY）★ - junchi.（chasedown、ex.HighSpeedBoyz） - Yas Nomura（The Resonance Project）★ - Bass - Ali（MONORAL、IMOCD!） - Gabriel Hideki（ex.GREEN3YED）★ - Drums - 山縣亮（MIYAVI, INORANサポート） - Natsu（NOCTURNAL BLOODLUST） - かどしゅんたろう（TAKUYA and the Cloud Collectors）★ - Keyboard - 堀向彦輝 a.k.a. hico（赤い公園, VAMPSサポート）★ |

### ゲストミュージシャン
（※）上記ライヴサポートミュージシャンを除く、レコーディングに参加したアーティストを記載
| ＜静＞としての活動 - 『ROENTGEN』 (2001 - 2002) - Arrangement - Ian Curnow - Dave Ford - Guitar - Phil Palmer - Peter Glenister - Double Bass - Chris Laurence - Drums, Percussion - Ian Thomas - Luis Jardin - Piano, Organ - Dave Arch - Accordion - Eddie Hession - Trumpet - Derek Watkins - Violin - Sonia Slany 他 - Cello - Tony Pleeth 他 - Tenor Saxophone - Phill Todd - Harp - Skaila Kanga - Mandolin - John Parricelli - Orchestral Arrangement - Pip Williams - Orchestral Conducter - James Shearman - 「NOSTALGIC」「FINAL PIECE」 (2021) - Drums - 坂田学（the Herz、ex.Polaris） - Violin - 真部裕、執行恒宏、沖増菜摘、亀井友莉、城元絢花、藤堂昌彦、林周雅、藤縄陽子、森本安弘 - Viola - 生野正樹 - Cello - 遠藤益民、村中俊之、奥泉貴圭 - Contrabass - 玉木寿美 | ＜動＞としての活動 - 『666』,『FAITH』,『HYDE』 (2003 - 2009) - Bass - Craig Adams（ex.ザ・ミッション、ex.ザ・カルト） - Danny Lohner（ナイン・インチ・ネイルズサポート） - Ju-ken（QUINTILLION QUIZ、VAMPSサポート） - KenKen（RIZE、獄門島一家） - Drums - Scott Garrett（ex.ザ・ミッション、ex.ザ・カルト） - Piano - 三柴理（特撮、ex.筋肉少女帯） - Saxophone - 武田真治 - English Direction - Anis（MONORAL） - Stephan McKnight - 『ANTI』,『HYDE [INSIDE]』 (2018 - 2024) - Producer - Nicholas Furlong - Drew Fulk a.k.a. WZRD BLD - Co-composer, Arrangement - Sho（MY FIRST STORY） - Kuboty（ex.TOTALFAT） - SHOW-HATE（SiM） - YD（CRYSTAL LAKE） - Kevin "Thrasher" Gruft（ex.エスケイプ・ザ・フェイト） - Aaron Edwards - Colin Brittain - Josh Wilbur - APAZZI - Carlos K. - 宮田“レフティ”リョウ - Nhato - nishi-ken - Guest Vocal - Matt B（フロム・アッシュズ・トゥ・ニュー） - Guitar - Sugi（coldrain） - Jeff Dunne - Francesco Artusato - Bass - 安達貴史 - Drum Arrangement - Hibiki（摩天楼オペラ） - Piano - YOSHIKI（X JAPAN、THE LAST ROCKSTARS） - English Direction - Nana Hatori - Pre-Production - MAIKO |

## ディスコグラフィー
（※） L'Arc〜en〜Cielの作品は、「L'Arc〜en〜Cielのディスコグラフィ」を参照
（※） VAMPSの作品は、「VAMPSのディスコグラフィ」を参照
（※） HALLOWEEN JUNKY ORCHESTRAの作品は、「HALLOWEEN JUNKY ORCHESTRAのディスコグラフィ」を参照
（※） THE LAST ROCKSTARSの作品は、「THE LAST ROCKSTARSのディスコグラフィ」を参照

### アルバム

#### スタジオ・アルバム
|     | 発売日                                | タイトル                 | 規格                              | 規格品番               | 最高順位 |
| --- | ------------------------------------- | ------------------------ | --------------------------------- | ---------------------- | -------- |
| 1st | 2002年3月27日                         | ROENTGEN                 | CD                                | KSCL-444               | 5位      |
| 1st | 2002年3月27日                         | ROENTGEN                 | CD                                | KSCL-445               | 5位      |
| 1st | 2002年7月8日 （日本を除くアジア限定） | ROENTGEN english version | CD                                | 5077862                | 5位      |
| 1st | 2004年10月14日                        | ROENTGEN.english         | CCCD+DVD                          | KSCL-740/1             | 5位      |
| 1st | 2004年10月14日                        | ROENTGEN.english         | CCCD                              | KSCL-742               | 5位      |
| 1st | 2005年7月27日                         | ROENTGEN.english         | CD-DA                             | KSCL-868               | 5位      |
| 2nd | 2003年12月3日                         | 666                      | CD+DVD                            | KSCL-666/7             | 2位      |
| 2nd | 2003年12月3日                         | 666                      | CD                                | KSCL-668               | 2位      |
| 3rd | 2006年4月26日                         | FAITH                    | CD+DVD                            | KSCL-999/1000          | 2位      |
| 3rd | 2006年4月26日                         | FAITH                    | CD                                | KSCL-1004              | 2位      |
| 4th | 2019年5月3日                          | ANTI                     | デジタル・ダウンロード            | デジタル・ダウンロード | 1位      |
| 4th | 2019年6月19日                         | ANTI                     | CD+Blu-ray+2DVD+CONCEPTBOOK+GOODS | PDCV-1043              | 3位      |
| 4th | 2019年6月19日                         | ANTI                     | CD+Blu-ray                        | UICV-9310              | 3位      |
| 4th | 2019年6月19日                         | ANTI                     | CD+2DVD                           | UICV-9311              | 3位      |
| 4th | 2019年6月19日                         | ANTI                     | CD+CONCEPTBOOK                    | UICV-9312              | 3位      |
| 4th | 2019年6月19日                         | ANTI                     | CD                                | UICV-1108              | 3位      |
| 5th | 2024年9月13日                         | HYDE［INSIDE］           | デジタル・ダウンロード            | デジタル・ダウンロード | 4位      |
| 5th | 2024年10月16日                        | HYDE［INSIDE］           | CD+Blu-ray+BOOKLET+GOODS          | PDCV-1269              | 4位      |
| 5th | 2024年10月16日                        | HYDE［INSIDE］           | CD+Blu-ray                        | UICV-9369              | 4位      |
| 5th | 2024年10月16日                        | HYDE［INSIDE］           | CD                                | UICV-1169              | 4位      |
| 5th | 2025年8月20日                         | HYDE［INSIDE］           | LP                                | PDJV-1014              | 4位      |

#### ベスト・アルバム
| 発売日        | タイトル | 規格   | 規格品番    | 最高順位 |
| ------------- | -------- | ------ | ----------- | -------- |
| 2009年3月18日 | HYDE     | CD+DVD | KSCL-1444/5 | 4位      |
| 2009年3月18日 | HYDE     | CD     | KSCL-1446   | 4位      |

#### BOX
| 発売日        | タイトル                    | 規格                   | 規格品番       | 最高順位 |
| ------------- | --------------------------- | ---------------------- | -------------- | -------- |
| 2022年1月29日 | HYDE COMPLETE BOX 2001-2003 | 2Blu-spec CD2+2Blu-ray | KSCL-3360/3364 | 7位      |

### シングル

#### フィジカルシングル
|      | 発売日         | タイトル                      | 規格                   | 規格品番               | 最高順位 | 収録アルバム   |
| ---- | -------------- | ----------------------------- | ---------------------- | ---------------------- | -------- | -------------- |
| 1st  | 2001年10月17日 | evergreen                     | 8 cmCD                 | KSDL-1223              | 1位      | ROENTGEN       |
| 1st  | 2001年10月17日 | evergreen                     | 12cmCD                 | KSCL-411               | 1位      | ROENTGEN       |
| 2nd  | 2001年12月12日 | Angel's tale                  | 8cmCD                  | KSDL-1224              | 2位      | ROENTGEN       |
| 2nd  | 2001年12月12日 | Angel's tale                  | 12cmCD                 | KSCL-424               | 2位      | ROENTGEN       |
| 3rd  | 2002年2月27日  | SHALLOW SLEEP                 | 8cmCD                  | KSDL-1225              | 2位      | ROENTGEN       |
| 3rd  | 2002年2月27日  | SHALLOW SLEEP                 | 12cmCD                 | KSCL-441               | 2位      | ROENTGEN       |
| 4th  | 2003年6月4日   | HELLO                         | 12cmCD (CCCD)          | KSCL-545               | 1位      | 666            |
| 4th  | 2005年10月26日 | HELLO                         | 12cmCD (CD-DA)         | KSCL-957               | 1位      | 666            |
| 5th  | 2003年11月6日  | HORIZON                       | 12cmCD (CCCD)          | KSCL-626               | 6位      | 666            |
| 5th  | 2005年10月26日 | HORIZON                       | 12cmCD (CD-DA)         | KSCL-961               | 6位      | 666            |
| 6th  | 2005年10月5日  | COUNTDOWN                     | 12cmCD                 | KSCL-888               | 1位      | FAITH          |
| 7th  | 2006年2月22日  | SEASON'S CALL                 | 12cmCD+DVD             | KSCL-942〜943          | 1位      | FAITH          |
| 7th  | 2006年2月22日  | SEASON'S CALL                 | 12cmCD                 | KSCL-944               | 1位      | FAITH          |
| 8th  | 2018年6月20日  | WHO'S GONNA SAVE US           | デジタル・ダウンロード | デジタル・ダウンロード | 6位      | ANTI           |
| 8th  | 2018年6月27日  | WHO'S GONNA SAVE US           | 12cmCD+CONCEPTBOOK     | UICV-9286              | 6位      | ANTI           |
| 8th  | 2018年6月27日  | WHO'S GONNA SAVE US           | 12cmCD                 | UICV-5073              | 6位      | ANTI           |
| 9th  | 2018年6月29日  | AFTER LIGHT                   | デジタル・ダウンロード | デジタル・ダウンロード | 11位     | ANTI           |
| 9th  | 2018年8月1日   | AFTER LIGHT                   | 12cmCD+CONCEPTBOOK     | UICV-9288              | 11位     | ANTI           |
| 9th  | 2018年8月1日   | AFTER LIGHT                   | 12cmCD                 | UICV-5074              | 11位     | ANTI           |
| 10th | 2018年10月2日  | FAKE DIVINE                   | デジタル・ダウンロード | デジタル・ダウンロード | 7位      | ANTI           |
| 10th | 2018年10月24日 | FAKE DIVINE                   | 12cmCD+CONCEPTBOOK     | UICV-9294              | 7位      | ANTI           |
| 10th | 2018年10月24日 | FAKE DIVINE                   | 12cmCD+DVD             | UICV-9295              | 7位      | ANTI           |
| 10th | 2018年10月24日 | FAKE DIVINE                   | 12cmCD                 | UICV-5077              | 7位      | ANTI           |
| 11th | 2019年2月6日   | ZIPANG                        | デジタル・ダウンロード | デジタル・ダウンロード | 7位      | ANTI           |
| 11th | 2019年2月6日   | ZIPANG                        | 12cmCD+CONCEPTBOOK     | UICV-9298              | 7位      | ANTI           |
| 11th | 2019年2月6日   | ZIPANG                        | 12cmCD+DVD             | UICV-9299              | 7位      | ANTI           |
| 11th | 2019年2月6日   | ZIPANG                        | 12cmCD                 | UICV-5078              | 7位      | ANTI           |
| 12th | 2019年3月6日   | MAD QUALIA                    | デジタル・ダウンロード | デジタル・ダウンロード | 8位      | ANTI           |
| 12th | 2019年3月20日  | MAD QUALIA                    | 12cmCD+CONCEPTBOOK     | UICV-9304              | 8位      | ANTI           |
| 12th | 2019年3月20日  | MAD QUALIA                    | 12cmCD+DVD             | UICV-9305              | 8位      | ANTI           |
| 12th | 2019年3月20日  | MAD QUALIA                    | 12cmCD+DVD             | UICV-9306              | 8位      | ANTI           |
| 12th | 2019年3月20日  | MAD QUALIA                    | 12cmCD                 | UICV-5079              | 8位      | ANTI           |
| 13th | 2020年2月26日  | BELIEVING IN MYSELF/INTERPLAY | デジタル・ダウンロード | デジタル・ダウンロード | 6位      | HYDE［INSIDE］ |
| 13th | 2020年3月18日  | BELIEVING IN MYSELF/INTERPLAY | 12cmCD+DVD             | UICV-9321              | 6位      | HYDE［INSIDE］ |
| 13th | 2020年3月18日  | BELIEVING IN MYSELF/INTERPLAY | 12cmCD                 | UICV-5083              | 6位      | HYDE［INSIDE］ |
| 14th | 2020年11月6日  | LET IT OUT                    | デジタル・ダウンロード | デジタル・ダウンロード | 8位      | HYDE［INSIDE］ |
| 14th | 2020年11月25日 | LET IT OUT                    | 12cmCD+DVD             | UICV-9329              | 8位      | HYDE［INSIDE］ |
| 14th | 2020年11月25日 | LET IT OUT                    | 12cmCD                 | UICV-5085              | 8位      | HYDE［INSIDE］ |
| 15th | 2021年6月25日  | NOSTALGIC                     | デジタル・ダウンロード | デジタル・ダウンロード | 5位      | -              |
| 15th | 2021年10月6日  | NOSTALGIC                     | 12cmCD+DVD             | UICV-9339              | 5位      | -              |
| 15th | 2021年10月6日  | NOSTALGIC                     | 12cmCD                 | UICV-5086              | 5位      | -              |
| 16th | 2021年11月24日 | FINAL PIECE                   | デジタル・ダウンロード | デジタル・ダウンロード | 8位      | -              |
| 16th | 2021年11月24日 | FINAL PIECE                   | 12cmCD+DVD             | UICV-9341              | 8位      | -              |
| 16th | 2021年11月24日 | FINAL PIECE                   | 12cmCD                 | UICV-5088              | 8位      | -              |

#### デジタルシングル
|     | 発売日         | タイトル                     | 規格                   | 収録アルバム   |
| --- | -------------- | ---------------------------- | ---------------------- | -------------- |
| 1st | 2020年10月16日 | HALLOWEEN PARTY -プペルVer.- | デジタル・ダウンロード | -              |
| 2nd | 2020年12月25日 | DEFEAT                       | デジタル・ダウンロード | HYDE［INSIDE］ |
| 3rd | 2021年4月9日   | ON MY OWN                    | デジタル・ダウンロード | HYDE［INSIDE］ |
| 4th | 2022年10月21日 | PANDORA                      | デジタル・ダウンロード | HYDE［INSIDE］ |
| 5th | 2023年6月16日  | TAKING THEM DOWN             | デジタル・ダウンロード | HYDE［INSIDE］ |
| 6th | 2023年9月6日   | 6or9                         | デジタル・ダウンロード | HYDE［INSIDE］ |

#### コラボレーションシングル
| 名義                                    | 発売日        | タイトル             | 規格                         | 規格品番                     | 最高順位 |
| --------------------------------------- | ------------- | -------------------- | ---------------------------- | ---------------------------- | -------- |
| MY FIRST STORY×HYDE HYDE×MY FIRST STORY | 2024年5月13日 | 夢幻/永久 -トコシエ- | デジタル・ダウンロード（#1） | デジタル・ダウンロード（#1） | 1位      |
| MY FIRST STORY×HYDE HYDE×MY FIRST STORY | 2024年5月20日 | 夢幻/永久 -トコシエ- | デジタル・ダウンロード（#2） | デジタル・ダウンロード（#2） | 5位      |
| MY FIRST STORY×HYDE HYDE×MY FIRST STORY | 2024年6月5日  | 夢幻/永久 -トコシエ- | 12cmCD+DVD                   | BVCL-1410〜1411              | 6位      |
| MY FIRST STORY×HYDE HYDE×MY FIRST STORY | 2024年6月5日  | 夢幻/永久 -トコシエ- | 12cmCD                       | BVCL-1412                    | 6位      |
| MY FIRST STORY×HYDE HYDE×MY FIRST STORY | 2024年7月10日 | 夢幻/永久 -トコシエ- | LP                           | BVJL-108                     | 6位      |

#### 映像作品

##### ミュージック・ビデオ集
| 発売日        | タイトル         | 規格 | 販売生産番号 |
| ------------- | ---------------- | ---- | ------------ |
| 2004年11月3日 | ROENTGEN STORIES | DVD  | KSBL-5787    |

##### ライヴビデオ
|     | 発売日         | タイトル                                                 | 規格                                         | 販売生産番号                        |
| --- | -------------- | -------------------------------------------------------- | -------------------------------------------- | ----------------------------------- |
| 1st | 2006年11月8日  | FAITH LIVE                                               | 2DVD                                         | KSBL-5824/5                         |
| 1st | 2007年6月20日  | FAITH LIVE                                               | Blu-ray                                      | KSXL-1                              |
| 2nd | 2020年1月29日  | HYDE ACOUSTIC CONCERT 2019 黑ミサ BIRTHDAY -WAKAYAMA-    | DVD                                          | UIBV-10129                          |
| 2nd | 2020年1月29日  | HYDE ACOUSTIC CONCERT 2019 黑ミサ BIRTHDAY -WAKAYAMA-    | 2Blu-ray+2CD+BOOKLET                         | UIXV-90129                          |
| 2nd | 2020年1月29日  | HYDE ACOUSTIC CONCERT 2019 黑ミサ BIRTHDAY -WAKAYAMA-    | Blu-ray                                      | UIXV-10129                          |
| 3rd | 2020年7月29日  | HYDE LIVE 2019 ANTI FINAL                                | DVD                                          | UIBV-10057                          |
| 3rd | 2020年7月29日  | HYDE LIVE 2019 ANTI FINAL                                | 2Blu-ray                                     | UIXV-90024/5                        |
| 3rd | 2020年7月29日  | HYDE LIVE 2019 ANTI FINAL                                | Blu-ray                                      | UIXV-10020                          |
| 4th | 2021年5月26日  | HYDE LIVE 2020-2021 ANTI WIRE                            | DVD                                          | UIBV-10058                          |
| 4th | 2021年5月26日  | HYDE LIVE 2020-2021 ANTI WIRE                            | 2Blu-ray                                     | UIXV-90026/7                        |
| 4th | 2021年5月26日  | HYDE LIVE 2020-2021 ANTI WIRE                            | Blu-ray                                      | UIXV-10021                          |
| 5th | 2022年7月27日  | HYDE 20th Anniversary ROENTGEN Concert 2021 Complete Box | 2Blu-ray＋2CD                                | UIXV-9002                           |
| 5th | 2022年7月27日  | HYDE 20th Anniversary ROENTGEN Concert 2021              | 2DVD                                         | UIBV-10059/60                       |
| 5th | 2022年7月27日  | HYDE 20th Anniversary ROENTGEN Concert 2021              | 2Blu-ray                                     | UIXV-10022/3                        |
| 5th | 2024年12月23日 | HYDE 20th Anniversary ROENTGEN Concert 2021              | ストリーミング / Amazon Prime Video          | ストリーミング / Amazon Prime Video |
| 6th | 2024年6月12日  | HYDE LIVE 2023                                           | DVD                                          | UIBV-10061                          |
| 6th | 2024年6月12日  | HYDE LIVE 2023                                           | Blu-ray＋VR goggles(HOMID PRIME)＋視聴カード | D2XE-1073                           |
| 6th | 2024年6月12日  | HYDE LIVE 2023                                           | Blu-ray＋VR glasses(HOMID MINI)＋視聴カード  | D2XE-1074                           |
| 6th | 2024年6月12日  | HYDE LIVE 2023                                           | Blu-ray                                      | UIXV-10024                          |
| 6th | 2024年12月23日 | HYDE LIVE 2023                                           | ストリーミング / Amazon Prime Video          | ストリーミング / Amazon Prime Video |
| 7th | 2025年7月2日   | HYDE［INSIDE］LIVE 2024 -EXTRA-                          | DVD                                          | UIBV-10062                          |
| 7th | 2025年7月2日   | HYDE［INSIDE］LIVE 2024 -EXTRA-                          | 2Blu-ray                                     | UIXV-90029/30                       |
| 7th | 2025年7月2日   | HYDE［INSIDE］LIVE 2024 -EXTRA-                          | Blu-ray                                      | UIXV-10025                          |

#### ゲーム
| 発売日        | タイトル | 対応機種    | 開発会社 / 運営会社             |
| ------------- | -------- | ----------- | ------------------------------- |
| 2021年7月15日 | HYDE RUN | iOS/Android | Grounding Inc. / Phoenixx, Inc. |

#### 参加・プロデュース作品
|          | 発売日                        | タイトル | アーティスト                 | 内容 | 規格                             | 規格品番                              |
| -------- | ----------------------------- | --- | ---------------------------- | --- | -------------------------------- | ------------------------------------- |
| アルバム | 1992年2月21日                 | 殺意 | Gilles de Rais               | 収録曲「SUICIDE」「殺意」の2曲に当時のL'Arc〜en〜Cielのメンバーtetsuya、hiro、peroと共にコーラス参加                                                                                         | CD                               | EXC-007                               |
| アルバム | 2003年12月3日                 | Crescent | Gackt                        | 収録曲「オレンジの太陽」の作詞・作曲を共作し、デュエット。映画『MOON CHILD』挿入曲 | CD                               | CRCP-40046                            |
| アルバム | 2004年4月23日                 | OUR LAST DAY CASSHERN OFFICIAL ALBUM                                                                                   | Various Artists              | 自身の楽曲「MASQUERADE」を収録。映画『CASSHERN』挿入曲 | CD                               | TOCT-25301〜2                         |
| シングル | 2005年8月31日                 | GLAMOROUS SKY | NANA starring MIKA NAKASHIMA | 表題曲「GLAMOROUS SKY」の作曲・編曲を担当。映画『NANA』主題歌 | CD                               | AICL-1650                             |
| シングル | 2012年10月17日 2013年10月16日 | HALLOWEEN PARTY | HALLOWEEN JUNKY ORCHESTRA    | HYDEを中心に結成されたバンドによるハロウィンソング | CD+DVD                           | XNVP-00032/B XNVP-00033/B             |
| アルバム | 2013年9月4日                  | DEAD END Tribute -SONG OF LUNATICS-                                                                                    | Various Artists              | DEAD ENDの楽曲「Embryo Burning」をカバー | CD                               | AVCD-38651                            |
| アルバム | 2015年12月16日                | #globe20th -SPECIAL COVER BEST-                                                                                        | Various Artists              | globeの楽曲「DEPARTURES」をカバー | CD                               | AVCG-70111/2 AVCG-70113               |
| アルバム | 2016年2月24日                 | MIKA NAKASHIMA TRIBUTE                                                                                                 | Various Artists              | 中島美嘉に提供した楽曲「GLAMOROUS SKY」を英語でカバー（楽曲タイトルは「GLAMOROUS SKY [ENGLISH VER.]」）                                                                                      | CD                               | AICL-3064/5 AICL-3066                 |
| アルバム | 2017年9月13日                 | D'ERLANGER TRIBUTE ALBUM〜Stairway to Heaven〜                                                                         | Various Artists              | D'ERLANGERの楽曲「LA VIE EN ROSE」をカバー | CD                               | WPCL-12767                            |
| アルバム | 2017年11月8日                 | SAMURAI SESSIONS vol.2                                                                                                 | MIYAVI                       | 収録曲「All My Life」にボーカルで参加 | CD+DVD CD                        | TYCT-69120 TYCT-60108                 |
| シングル | 2018年3月7日                  | KISS OF DEATH (Produced by HYDE)                                                                                       | 中島美嘉                     | 表題曲「KISS OF DEATH」の作詞・作曲・プロデュース及び、収録曲「GLAMOROUS SKY (Re:Present 2018)」の作曲・プロデュースを担当。テレビアニメ『ダーリン・イン・ザ・フランキス』オープニングテーマ | CD+DVD CD                        | AICL-3494/5 AICL-3492〜3 AICL-3496    |
| アルバム | 2018年8月10日                 | Vessels (Japan Version)                                                                                                | スターセット                 | 表題曲「Monster feat. HYDE」にボーカルで参加 | デジタル・ダウンロード           | -                                     |
| シングル | 2018年10月3日                 | Red Swan | YOSHIKI feat. HYDE           | 表題曲「Red Swan」にボーカルで参加。テレビアニメ『進撃の巨人 Season3 Part.1』オープニングテーマ                                                                                              | CD                               | PCCA-70532 PCCA-70533                 |
| アルバム | 2018年10月3日                 | 音量を上げて聴けタコ!! 〜音量を上げろタコ！なに歌ってんのか全然わかんねぇんだよ!! オリジナルコンピレーションアルバム〜 | Various Artists              | 収録曲「人類滅亡の歓び」の作曲を担当。映画『音量を上げろタコ!なに歌ってんのか全然わかんねぇんだよ!!』主題歌                                                                                  | CD+DVD CD                        | KSCL-3110/1 KSCL-3112                 |
| シングル | 2020年10月8日 2021年3月31日   | BREAKING DAWN (Japanese Ver.) Produced by HYDE                                                                         | ジェジュン                   | 表題曲「BREAKING DAWN (Japanese Ver.)」の作詞・作曲・プロデュースを担当。テレビアニメ『NOBLESSE -ノブレス-』オープニングテーマ                                                               | デジタル・ダウンロード CD+DVD CD | JJKD-56/57 JJKD-58/59 JJKD-60 JJKD-61 |
| シングル | 2025年4月5日 2025年6月11日    | MAISIE | Cö shu Nie feat. HYDE        | 表題曲「MAISIE」の作詞・作曲・コーラスを担当。編曲は中村未来（Cö shu Nie）、歌唱・演奏はCö shu Nieが担当。テレビアニメ『黒執事 -緑の魔女編-』オープニングテーマ                              | デジタル・ダウンロード CD        | AICL-4763                             |

#### 書籍
| 種別         | 発売日        | タイトル                                | ISBN                   | 発行               |
| ------------ | ------------- | --------------------------------------- | ---------------------- | ------------------ |
| ライヴ写真集 | 2003年11月    | HYDE 666 ROCK ROCK ROCK                 | ISBN 978-4-78-972120-2 | ソニー・マガジンズ |
| バンドスコア | 2004年3月12日 | OFFICIAL BAND SCORE「666」              | ISBN 978-4-78-972206-3 | ソニー・マガジンズ |
| ライヴ写真集 | 2006年11月8日 | HYDE FAITH 3rd SOLO PROJECT PHOTOGRAPHS | ISBN 978-4-83-561641-4 | ぴあ               |
| バンドスコア | 2007年3月31日 | OFFICIAL BAND SCORE「FAITH」            | ISBN 978-4-83-561660-5 | ソニー・マガジンズ |
| 写真集       | 2008年6月27日 | HYDE IS DEAD 2002-2008                  | ISBN 978-4-78-973310-6 | ソニー・マガジンズ |
| 自叙伝       | 2012年1月29日 | THE HYDE 「寶井秀人」名義               | ISBN 978-4-78-973518-6 | ソニー・マガジンズ |
| 写真集       | 2025年6月13日 | Jekyll and HYDE in Wien                 | ISBN 978-4-83-565016-6 | ぴあ               |

## ライヴ・コンサートツアー
（※） L'Arc〜en〜Cielとして開催したライヴの詳細は「L'Arc〜en〜Ciel#ライブ・コンサートツアー」を参照
（※） VAMPSとして開催したライヴの詳細は「VAMPS#ライヴ・コンサートツアー」を参照
（※） THE LAST ROCKSTARSとして開催したライヴの詳細は「THE LAST ROCKSTARS#コンサート」を参照

## 出演ライヴイベント

### 主宰ハロウィンイベント
2005年のハロウィンにライヴイベント「HALLOWEEN OF THE LIVING DEAD」を開催して以降、頻繁にHYDE指揮のもとハロウィンイベントが開催されている。なお、2008年から2017年までは、HYDEが在籍するVAMPSの主宰でライヴイベントが毎年開催されていた。そして2018年は、前年にVAMPSが活動休止したため、約13年ぶりにHYDE主宰でハロウィンライヴイベントを開催するが、この年で一旦の区切りを迎えている。ちなみにライヴタイトルは2010年以降、「HALLOWEEN PARTY」に統一されている。
ハロウィンライヴと銘打っていることから、出演者・来場者ともに仮装をした上での参加が推奨されている。ハロウィンライヴの公式サイト内に記載された注意事項にも＜仮装していただけないと…亡霊たちの機嫌が悪くなってしまいますのでご注意ください！＞と書かれている。主宰者であるHYDEも当然仮装をして出演している。また、2012年には、このイベントに参加したことのあるアーティストを招集し結成されたバンド、HALLOWEEN JUNKY ORCHESTRAとして、ハロウィンソング「HALLOWEEN PARTY」をリリースしている。
（※） VAMPSとして開催したハロウィンライヴの詳細は「VAMPS#ハロウィンイベント」を参照

### 出演フェス・イベント
（※） L'Arc〜en〜Cielとして出演したフェス・イベントの詳細は「L'Arc〜en〜Ciel#出演ライブイベント」を参照
（※） VAMPSとして出演したフェス・イベントの詳細は「VAMPS#出演ライヴイベント」を参照

## タイアップ
| 年     | 曲名                         | タイアップ |
| ------ | ---------------------------- | --- |
| 2001年 | evergreen                    | 「ユニクロ」CMソング（本人出演）                                                                                         |
| 2002年 | SHALLOW SLEEP                | 日本テレビ系番組『スーパーテレビ情報最前線』エンディングテーマ                                                           |
| 2002年 | A DROP OF COLOUR             | 松竹配給映画『化粧師 KEWAISHI』イメージソング                                                                            |
| 2003年 | HELLO                        | ドワンゴ「いろメロミックス」CMソング（本人出演）                                                                         |
| 2003年 | HORIZON                      | 東映配給映画『スカイハイ 劇場版』主題歌                                                                                  |
| 2003年 | SWEET VANILLA                | ドワンゴ「いろメロミックス」CMソング（本人出演）                                                                         |
| 2003年 | MASQUERADE                   | 松竹配給映画『CASSHERN』挿入曲                                                                                           |
| 2003年 | SHINING OVER YOU             | ニンテンドー ゲームキューブ用ゲーム『バテン・カイトス 終わらない翼と失われた海』CMソング                                 |
| 2004年 | THE CAPE OF STORMS           | 松竹配給映画『下弦の月〜ラスト・クォーター』主題歌                                                                       |
| 2005年 | COUNTDOWN                    | ソニー・ピクチャーズ・エンタテインメント配給映画『ステルス』日本語版テーマソング                                         |
| 2006年 | SEASON'S CALL                | MBS・TBS系アニメ『BLOOD+』第2期オープニングテーマ                                                                        |
| 2019年 | MAD QUALIA                   | PlayStation 4, Xbox One, PC用ゲーム『デビルメイクライ5』イメージソング                                                   |
| 2019年 | ANOTHER MOMENT               | 東海テレビ制作・フジテレビ系ドラマ『仮面同窓会』主題歌                                                                   |
| 2020年 | BELIEVING IN MYSELF          | 東京マラソン2020大会イメージソング                                                                                       |
| 2020年 | INTERPLAY                    | 「P真・北斗無双」テーマソング                                                                                            |
| 2020年 | HALLOWEEN PARTY -プペルVer.- | 東宝・吉本興業配給映画『えんとつ町のプペル』オープニング主題歌                                                           |
| 2020年 | DEFEAT                       | PlayStation 5版ゲーム『デビルメイクライ5 スペシャルエディション』コラボレーションソング                                  |
| 2021年 | ON MY OWN                    | 読売テレビ系アニメ『MARS RED』エンディングテーマ                                                                         |
| 2021年 | NOSTALGIC                    | フジテレビ系番組『Love music』2021年10月度エンディングテーマ                                                             |
| 2021年 | NOSTALGIC                    | TVQ九州放送系番組『BARKUP TV』2021年10月度オープニングテーマ                                                             |
| 2021年 | FINAL PIECE                  | TVQ九州放送系番組『BARKUP TV』2021年11月度オープニングテーマ                                                             |
| 2022年 | FINAL PIECE                  | 朝日放送テレビドラマ+『ハレ婚。』主題歌                                                                                  |
| 2022年 | PANDORA                      | PlayStation 4, PlayStation 5, Xbox One, Xbox Series X/S, Steam用ゲーム『スターオーシャン6 THE DIVINE FORCE』テーマソング |
| 2023年 | TAKING THEM DOWN             | 「P真・北斗無双第4章」タイアップソング                                                                                   |
| 2024年 | 夢幻                         | フジテレビ系アニメ『鬼滅の刃 柱稽古編』オープニングテーマ （※）MY FIRST STORY×HYDE名義                                   |
| 2024年 | 永久 -トコシエ-              | フジテレビ系アニメ『鬼滅の刃 柱稽古編』エンディングテーマ （※）HYDE×MY FIRST STORY名義                                   |
| 2024年 | BLEEDING                     | 東海テレビ制作・フジテレビ系ドラマ『嗤う淑女』オープニング曲                                                             |

## ミュージック・ビデオ
| 監督             | 曲名 |
| 荒船泰廣         | 「WHO'S GONNA SAVE US」                                                                                             |
| 石橋義正         | 「ZIPANG（Japanese Ver.）」                                                                                         |
| ISSEI            | 「LET IT OUT」 |
| 遠藤研介         | 「BELIEVING IN MYSELF」                                                                                             |
| Christian Swegal | 「SEASON'S CALL」                                                                                                   |
| 河野良武         | 「HELLO」 |
| 小島淳二         | 「HELLO」「COUNTDOWN」                                                                                              |
| スズキダイシン   | 「MAD QUALIA (Japanese Version)」「MAD QUALIA (English Version)」                                                   |
| ZUMI             | 「INTERPLAY」 |
| 竹内スグル       | 「evergreen」「Angel's tale」                                                                                       |
| 辻川幸一郎       | 「HORIZON」 |
| ツネハシタケシ   | 「SOCIAL VIRUS」 |
| 二階健           | 「SHALLOW SLEEP」「THE CAPE OF STORMS」「SECRET LETTERS」「AFTER LIGHT」「FAKE DIVINE」「NOSTALGIC」「FINAL PIECE」 |
| 山口実果         | 「PANDORA」「TAKING THEM DOWN」「6or9」「夢幻 (MY FIRST STORY×HYDE)」「LAST SONG」                                  |

## 使用機材

### マイク
- SHURE BETA 58A hyde Custom

シュア製マイクのカスタムモデル。hydeの「マイクを一つの武器としてカッコ良くしたい」という思いから、グリップ部分に自身のアーティスト名とエングレイヴが彫られている。また、グリップ上部には、拳銃のトリガーガードのような輪が取り付けられており、ライヴではそこに指を通し、マイクを手元で回しながらパフォーマンスをすることが多い。

### ギター
- Dyna DML-hyde[183]
hydeと親交の深い画家・金子國義の代表作『気分を出して』が描かれたギター[183]。このギターは、STUDIO KANEKOからhydeにプレゼントされた特注モデルである[183]。なお、レプリカモデルも製造されている[183]。
- Fender Mustang Dakota Red 1965
- Fender Mustang 1969 hyde custom[184]
- Gibson Style-O
- Gibson SG Malody Maker
- Gibson Melody Maker SG rebuild by Zodiacworks[182][184]
- Gibson Les Paul Junior[185]
- Gibson Les Paul Junior hyde custom[186]
1956年製レスポール・ジュニアのhydeカスタムモデルギター[186]
- GRETCH SCH DUO JET 6128T-62[187]
- P-Project AI-H[187]
- STEINBERGER GM4[188]
- Zodiacworks Custom Made Guitar for hyde[184][186][189]
Zodiacworks社と共に開発したhydeカスタムモデルギター[186]

### サックス
- Alto sax Selmer SERIEⅡ[185][188]

フランス・セルマー製のアルト・サックス。1998年に発表されたL'Arc〜en〜Cielのアルバム『HEART』の収録曲「LORELEY」のレコーディングの際に、hydeが使用していたモデル。なお、同曲をライヴで演奏する際にもこのモデルが使われていた。また、2005年にL'Arc〜en〜Cielとして開催したライヴツアー「AWAKE TOUR 2005」で「Ophelia」を披露した際には、音源の三宅純によるフリューゲルホルン・パートを、このモデルで代用してhydeが演奏している。

## 音楽活動以外の活動

### デザイナー
- L'Arc〜en〜Cielの活動初期は、ライヴ告知のチラシやバンドロゴの制作を行っていた。また、hydeはライヴ会場で販売されるTシャツなどのデザインを担当していたこともある。さらに、音楽雑誌『R&R NewsMaker』の1997年4月号から2001年12月号には、「hyde self portrait」と題した、hydeが手掛けた詩や、企画・デザインした自画像などが不定期掲載されていた。
  - 2001年から開始したソロ名義での活動では、自作曲のミュージック・ビデオを制作する際に、自らの手で絵コンテを描いていたこともある。
    - 2015年にオリジナルキャラクター「CHUPACABRA」（読み：チュパカブラ）をデザイン&プロデュースする[190]。このキャラクターのぬいぐるみはオフィシャルグッズサイトの他、全国のアミューズメント施設用景品としてリリースされた[190]。また、2015年・2017年には、サンリオのキャラクター、ハローキティとコラボレーションしたオリジナルグッズがリリースされている[191]。
    - さらに、オリジナルキャラクター「Edyh」（読み：エディ）のデザイン&プロデュースも行っている。このキャラクターは猫をモチーフとしており、名前は"HYDE"というアーティスト名を逆から表記したものとなっている。また、デザインは自叙伝『THE HYDE』の表紙のHYDEの顔を逆さにしたときの輪郭の一部をモチーフにしている。このキャラクターは、HYDEがソロ名義の活動で発表したグッズに頻繁に登場しており、2022年には紅茶専門店、Salon de Simaとコラボレーションした紅茶缶が販売されている[192]。
    - 他には、自身が開催するイベント名から名前をつけたキャラクター「SNOW MONSTER」や「BEASTくん」「ひつじ」といったキャラをデザインしている。2021年には、HYDEが手掛けたキャラクターたちを集めてデザインしたミニトートバッグを販売している[193]。

  - 2022年には、L'Arc〜en〜Cielの公式キャラクター「ルシエルちゃん」のデザインを担当している[194]。キャラクターデザインはhydeが主導しているが[194]、画家の田中ラオウも制作に参加している[195]。このキャラクターは、L'Arc〜en〜Cielのメンバーそれぞれの個性を反映させた姿となっており[194]、バンドの公式キャラクターとして長年グッズなどに使われていた「シエルちゃん」が進化した第二形態に位置付けられている[194]。2023年7月7日には、「ルシエルちゃん」のLINEスタンプがリリースされている[196]。
- 2017年11月22日発売のロックバンド・MUCCのアルバム『TRIBUTE OF MUCC -縁 [en]-』のジャケットデザインを担当[197]。なお、これは同バンドのボーカル、逹瑯からのオファーで実現している[197]。
- 2017年12月12日に元Roen、BLACK HONEY CHILI COOKIEのデザイナーである高原啓とともに、アパレルブランド「SWITCHBLADE」（読み：スイッチブレード）を設立[9]。このブランドは「時代の変化の中、内に秘めたナイフのように自分なりのナイフを出せる人達に向けたブランド」というコンセプトを掲げており[9]、アンダーグラウンド感を演出したユニセックスなストリートファッションが特徴となっている[9]。このブランドを設立して以降は、ソロ名義ならびに自身が在籍するバンドにおいて、コラボレーションライヴグッズをリリースしている。
  - 2023年にセカンドラインとして「WaRLOCK」（読み：ワーロック）というブランドを、100年以上の歴史を持つ京都の老舗呉服メーカー「小田章」と共同で立ち上げる[10][198]。このブランドは「和」というコンセプトを掲げて設立されている[10]。なお、「小田章」は過去に、HYDEと親交の深い画家・金子國義とコラボした浴衣や着物を発表していたことがある[198]。

### 俳優・声優
- これまでに映画4作品、ドラマ1作品、アニメ2作品にゲスト俳優・声優として出演している。
  - 2011年にはNHK教育で放送されてたテレビアニメ『バクマン。』に、作中キャラクターの音楽プロデューサー役で登場している[199]。このアニメには架空のキャラクターではなくHYDE名義で出演しており[199]、VAMPSとして作中キャラクター（CV：森久保祥太郎[199]）へ書き下ろした楽曲を提供している[199]。

### イベントサポーターなど

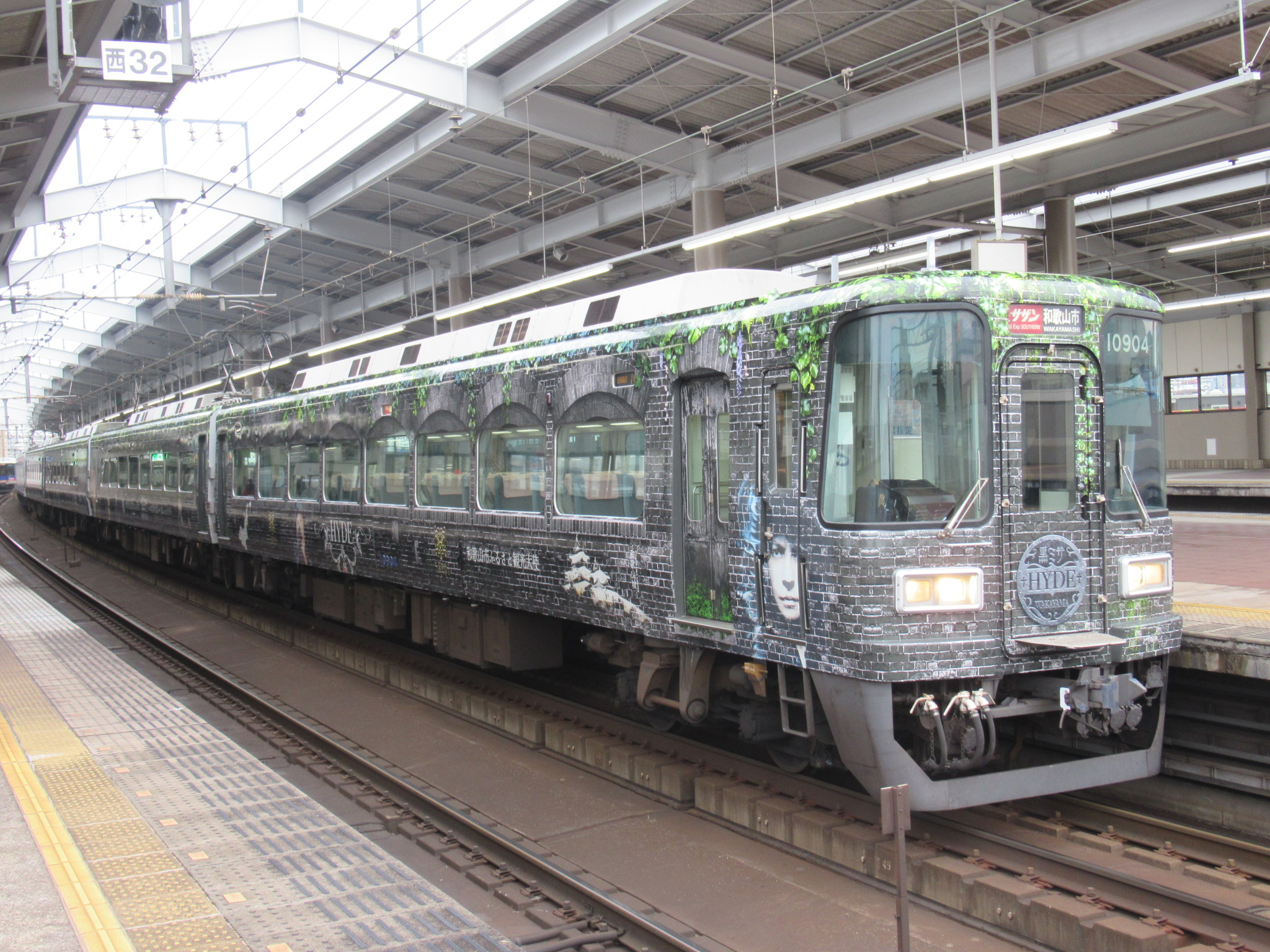
南海10904　HYDEサザン

- 2015年に日本・大阪にあるテーマパーク、ユニバーサル・スタジオ・ジャパンにて開催された新イベント「ユニバーサル・クールジャパン」のオフィシャル・サポーターに就任する[200]。同年1月22日に行われたオープニングセレモニーには、『エヴァンゲリオン』『進撃の巨人』『バイオハザード』『モンスターハンター』のプロデューサー陣とともにHYDEが出席している[200]。
- 2019年1月30日から2021年1月29日までの2年間、自身の出身地である日本・和歌山で「和歌山市ふるさと観光大使」を務めている[201]。また、2019年12月23日から2022年5月31日にかけて、地元の和歌山を通る南海電気鉄道の特急サザンに、HYDEのラッピングを施した「HYDE サザン」が運航された[202][203]。なお、HYDEは2021年1月30日に、和歌山市文化賞を授与されている[204]。
  - 観光大使を降りた後も和歌山との関わりは深く、2021年9月18日から2022年5月31日にかけて南海電気鉄道とのコラボレーション企画として、HYDEのシルエットやロゴマークをあしらった「めでたいでんしゃ かしら」（7100系2両編成）が運行されている[205][206]。
- 2021年6月30日にメンズスキンケアシリーズ「MATIN」のイメージモデルに就任する[207]。
- 2023年11月13日には、オーストリア政府観光局からのオファーを受け、「オーストリア観光大使」に就任することが発表されている[208]。オーストリア政府観光局は、HYDEに観光大使を依頼した経緯について「音楽業界への卓越した貢献は芸術を愛するオーストリアの精神と軌を一にするものであり、オーストリアの魅力を深く理解し発信する観光大使として理想的[208]」と述べており、就任期間は2024年1月1日から2025年12月31日の2年間で予定されている[208]。
  - 2024年に発売されたアルバム『HYDE［INSIDE］』収録曲の「LAST SONG」のミュージック・ビデオは、全編オーストリアで撮影されている[209]。この映像はウィーン美術史博物館やプラーター遊園地などで撮影が行われているが[209]、美術史博物館でMV撮影を行ったのは、オーストリアのアーティスト以外でHYDEが初となった[209]。
  - さらに2024年には、オーストリアを代表するクリスタルブランド、スワロフスキーが創業100周年を記念してオープンしたミュージアム「スワロフスキー・クリスタルワールド」がHYDEに向け、クリスタルを装飾したハットを2点製作し贈呈している[209]。なお、HYDEは同年開催のライヴツアー「HYDE [INSIDE] LIVE 2024 WORLD TOUR」でこのハットを着用している[209]。また、このハットは2025年開催の大阪・関西万博のオーストリアパビリオンにて展示された[209]。
- 2024年3月7日にKIRINが展開するワインブランド、カッシェロ・デル・ディアブロのアンバサダーに就任する[210]。

### 企画・監修・コラボレーション
- 1999年7月22日に発売されたPlayStation用レーシングゲーム『激突トマラルク TOMARUNNER VS L'Arc〜en〜Ciel』において、hydeがエクストラディレクターを担当。このゲームを制作するにあたり、hydeはバグフィックスやロケテストにも協力・参加している。
- 2013年8月9日から同年8月31日にかけて、日本・東京にあるラフォーレミュージアム原宿にて、ゲームシリーズ『ファイナルファンタジーシリーズ』のキャラクターデザインを長年務めている、画家・天野喜孝とのコラボ展覧会「天野喜孝×HYDE展 天命と背徳〜NIPPON EVOLUTION〜」を開催[211]。同年8月8日には、同会場で内覧会および記者発表会が実施されている[211]。なお、会場ではHYDEと天野喜孝のコラボレーションアイテムが販売されている。
- 2014年に造形作家の大塚勝俊が手掛ける、ぬいぐるみシリーズ「Toy'sField」とコラボレーションした特別仕様のフルアクションぬいぐるみ「HANE USA」が製作されている。なお、2014年10月31日から2015年1月26日にかけて、全国のロフト10店舗においてグッズの販売・展示イベント「HYDE×Toy'sField USAGI 〜HANE USA〜」が開催されている[212]。
- 2020年12月22日に中国の人気ブランド「HIPANDA」とコラボレーションしたオリジナルアイテムをリリースすることを発表[213]。オリジナルアイテムのデザインは、HYDEが監修している[213]。
- 2021年5月31日にL'Arc〜en〜Cielの楽曲「ミライ」のリリースプロモーションの一環で、読売新聞に新聞広告を出稿。この広告の制作にあたり、hydeはコピーライターを担当している[214]。この新聞広告は、翌2022年7月に発表された「第38回読売広告大賞」において「Entertainment部門賞」を獲得している[215]。
- 2021年7月15日に、HYDE全面監修のもと開発されたiOS/Android向けランアクションゲーム『HYDE RUN』をリリース[216]。（ゲームの詳細は『HYDE RUNの頁』を参照）
- 2021年10月14日から、iOS/Android向け恋愛シミュレーションゲーム『恋愛戦国ロマネスク〜影武者姫は運命をあやなす〜』とのコラボレーション企画が実施された[217]。この企画では、HYDEを中心としたスペシャルストーリーが制作されている[217]。
- 2022年8月26日にHYDEが企画・プロデュースを務めた、 画家・井上文太の初となる画集『閃き 〜iNSPiRATiONS〜 画狂人 井上文太』が発売されている[218]。丸善・丸の内本店4階ギャラリーでは、画集の出版を記念し、井上の個展「画狂人 井上文太展 "iNSPiRATiONS - 魔法の林檎"」が開催されている。井上は、HYDEと親交のあった画家・金子國義に師事していた過去があり、こういった背景からHYDEとかねてより交流があった。ちなみに井上は、2022年9月10日にHYDE名義で開催されたライヴ「HYDE LIVE 2022」のZepp Haneda公演において、ステージ舞台の一部の制作を担当している。
- 2023年4月、HYDEと親交のあるラジオパーソナリティの黒岩唯一が「TOYOTA GAZOO RACING GR86/BRZワンメイクレース クラブマンシリーズ」に参加するにあたり、HYDEのロゴやイラストが施された車体が公開された。参加車は「K-one 黒 feat HYDE GR86」とネーミングされており、HYDEが大会に参加する同氏に向けて応援メッセージを寄せている。
- 2023年8月1日から同年8月31日にかけて、HYDEのオフィシャルグッズサイト、VAMPROSE STOREにおいて漫画家・和久井健の作品『東京卍リベンジャーズ』に登場するキャラクター、マイキーとコラボレーションしたオリジナルグッズが販売された[219]。なお、和久井が音楽アーティストとのコラボレーショングッズを発表するのは、これが初となった[219]。ちなみに同年8月1日には、HYDEと和久井の特別対談がニュースサイト、ナタリーに掲載されている[220]。
- 2024年10月5日からUNIVERSAL MUSIC STORE HARAJUKUで開催されたポップアップイベント「HYDE [INSIDE] Release Special POP-UP STORE in HARAJUKU」において、イラストレーターの森チャックが手掛けたキャラクター、いたずらぐまのグル〜ミ〜とのコラボグッズがリリースされた。
- 2024年12月24日に画業40周年を迎えた漫画家・上條淳士とHYDEのコラボレーションTシャツをアパレルブランド、GAINのオンラインショップで販売開始した[221]。

- 2025年5月29日から、プレシードジャパンが手掛けるオーディオブランド「AVIOT」とのコラボレーションアイテム「WA-J1-666」「TE-J2-666」の予約が開始された[222]。なお、この2種はHYDEがプロダクトデザインを担当している[222]。

#### HYDEPARK
- 2019年以降、Zeppで定期的にHYDE企画のオリジナルテーマパークが開催されている。会場では、ライヴで着用した衣装やライヴのVR映像、ドキュメンタリー映像が公開されている他、HYDEが監修するアパレルブランド「SWITCHBLADE」「WaRLOCK」のアイテムや、HYDEがデザインしたキャラクターのグッズ、HYDE監修のゲーム『HYDE RUN』関連の商品が販売されている。
  - さらにオリジナル梅焼酎「ANTIN」[223]や、オリジナルウォッカ「PSYCHO LOVE」[224]、オリジナルブレンドコーヒー「81° Coffee」[225]が販売されている。そしてHYDEの地元・和歌山県の物産展も出店している。
  - 他にも様々なコラボ商品が販売されている。現在までにミッキーマウス（ディズニー）[193][226]、リロ・アンド・スティッチ（ディズニー）[193][227]、グリンちゃん（玉林園）[193]、チャーミーちゃん（玉林園）[193]や、漫画家・荒木光とのコラボアイテムなどが販売されている[193]。なお、コラボグッズのいくつかはヴィレッジヴァンガードでも期間限定で販売されている。

## 人物

### プロフィール
- アマチュア時代から本名、生年月日、出身地などのプロフィールを隠して活動してきたが、音楽雑誌『ROCKIN' ON JAPAN』の2002年4月号で、初めて生年月日（1969年1月29日）と、出身地（和歌山県和歌山市）を公表している。これに伴い、L'Arc〜en〜Cielの公式サイト内のプロフィール欄でも誕生日が公開されるようになった。
- 本名についても、2012年1月に発表した自叙伝『THE HYDE』で「寶井 秀人」（読み：たからい ひでと）であることを公表している[2]。
  - hydeが長らくプロフィールを明かさないようにしていたのは、バンドを始めた当時にミスフィッツやGASTUNKといった「正体不明で身元不明な、謎めいたバンドマン」に憧れていたことが背景にあったという[2]。しかし、1990年代後半にL'Arc〜en〜Cielがメジャーな存在になったことから[228]、世間にプロフィールを詮索されることが増えていくこととなった。そして、出身地などの情報が特定されるようになり、「（出身地の）和歌山が田舎であるのが恥ずかしいんだろう[2]」と言われてしまうことがあった。hydeはこの当時を振り返り「（出身地が恥ずかしいから隠すような）その考え自体がカッコ悪いって思ってたのに、自分もそう見られてたなんて…。それは、すごく悔しかったな[228]」と述懐している。
  - こういった状況を受けて、hydeは2012年に本名名義で自叙伝『THE HYDE』を発表し、本名に加え、改めて誕生日と出身地を公開することにしている。なお、hydeは個人情報を公開した理由について「俺が憧れを抱いていた頃って、まだそんなにネット社会じゃなかったし、こんな世の中、想像もしてなかったから。今となっては何を隠しても、インターネットがどんどんバラしてしまう。だから、そこはすでに当時と同じようにはなれないよね。今まで黙ってたことを証す事によって、ファンの中には、ちょっとガッカリする人もいるかもしれないけど、もうバレバレだし、黙ってる事に魅力を感じなくなってしまったんだよね。だから、何かのタイミングで証そうかと思っていたんだ、夢のない世界だからね[228]」と語っている。
  - ちなみにhyde曰く、本名に関してだけはメジャーデビューのタイミングで公表しようと考えていたという[140]。hydeはメジャーデビューの段階で本名を公開しようとした背景について「沢田研二＝ジュリーみたいになろうと思って（笑）。でも、ふと気がついたらデビューしてて（笑）。その頃は、メジャーデビューっていう大げさな感じを避けてたし、忙しくて気がついたら通り過ぎてたんだ[140]」と述べている。
  - hydeは上記の本で、身長についても明かしている。hydeは、自叙伝で身長の情報を公開した経緯について「過去にインターネット上で"hydeの身長は156cmである"という根も葉もない噂が流布されていたことが背景にあった」と示唆しており、身長が161cmであることを明かしている[229]。hydeは自叙伝の中で「どこでどうなってそういう話になっているのか、全然わからないけど、随分前から妙に盛り上がってるよね、その話（笑）[229][230]」と綴っている。
- 2000年12月25日には、TBS系音楽番組『うたばん』での共演をきっかけにタレント・キャスターの大石恵と入籍している[231]。なお、大石との間には2003年に第1子が誕生している。

### 趣味・嗜好
- 幼い頃から絵を描くことが好きで、一人で絵を描く遊びをしていたという。ただ、hydeは先天性の色弱で中間色の判別が難しいことから[22]、彩色に不安があったという。そういった悩みがあった中で、小学6年生の頃の担任教師に「気にしないで、思うように着色しなさい[23]」と言われ、自信を持てたと述べている[23]。
  - その後、hydeはデザインの専門学校に進学するが、仕事に就くことを考えていく中で、彩色に対する不安がどんどん募っていったという。hydeは1996年に受けたインタビューの中で、当時の心境を振り返り「当然いきなり画家になれるわけでもないから、何かの職業につかなければならないじゃないですか？だから"これで就職出来るのかな"って[22]」と述懐している。こういった心境の変化に加え、ヘヴィ・メタルからの影響でギターを始めたことをきっかけに[22][24]、音楽の道に転身することにしている。
  - hydeは2001年に受けた音楽雑誌『SWITCH』のインタビューの中で、音楽に惹かれた理由について「俺の目、色弱なんですけど、そうじゃなかったら、ここまで音楽にときめかなかったと思う。色弱って言っても、自分の中では色は見えてるんです。ただ、それが人と違うだけで。だから見えているものを活かせるのは、僕の場合、音楽であって[232]」「音楽の世界では、緑の色が微妙に違うというのは聴き手の判断に委ねられることでしょ？緑は緑。その人たちが見てきた緑を想像すればいいわけで。そういう意味では自由度が高くて、理想的ですよ[232]」と述べている。
- プライベートの情報を明かすことを好んでおらず、hydeは2012年1月に発表した自叙伝『THE HYDE』の中で「"なんで、私生活の本当かどうかを世間に言わないといけないんだ？"と、思ってる[233]」「もし、ここから先は芸能人で、ここから手前が芸能人じゃないっていう線があったら、芸能人じゃない所に行きたかったね。一般人との間のその線がどこに引かれているのか、俺はいまだにわからないけど[230]」と綴っている。また、hydeは「俺も憧れた人の私生活を覗き見たいと思う反面、知ってしまって後悔する事もあったから、必ずしもオープンにする事が良いとは限らないと思ってる[234]」「俺は今後も、仕事と家族は線を引いていきたいなと思ってる[234]」と述べている。
  - L'Arc〜en〜Cielとして大ヒットを飛ばしていた1990年代後半頃、hydeはパパラッチなどに付け回されることに対するストレスをリリックとして綴っていたことがある。例えば、L'Arc〜en〜Cielが1998年に発表した楽曲「Peeping Tom」には「のぞき魔」を意味したタイトルが付けられており[235]、1999年に発表した楽曲「HEAVEN'S DRIVE」には「国が定める法律やメディアに対する怒り[236]」が綴られている。作詞を担当したhydeは、1999年に受けた音楽誌のインタビューの中で「同世代でデビューした人が撮られていったから、いつかは（自分に）まわってくるのかなって気はしてましたけどね。そういうの見てても"何でそんなことまですんの？"って。俺、人のを見ても思うんですよ。"放っといたれよ、そんなの"って[236][237]」と語っている。また、hydeは2000年に受けたインタビューで「私生活とかがないのがダメなんですよ、僕。なんか近所迷惑とか、考えちゃうし。面白いことをやりたいっていうのはあるんですけど、有名になりたくないっていう、不思議なねぇ…[238]」と語っている。
  - なお、hydeは自叙伝の中で「芸能人にはなれない[239]」と告白しており、自身について「バラエティに出てるミュージシャンは嫌いじゃないんだけど、そこまでするキャラでもないなっていうか（笑）。今までくらいが俺には丁度いい[239]」と語っている。実際hydeは、音源のプロモーションのために音楽番組に出演する以外でテレビに出ることが極めて少ない。ちなみにhydeは、2024年11月に日本テレビで放送された、1人のゲストを迎える形式のトーク番組『おしゃれクリップ』に出ているが、これは約20年ぶりのトークバラエティ番組への出演となった[240]。
- 元々日本でヒットを飛ばすバンドを愛聴していなかったこともあり、メジャーデビューしたばかりの頃はさほどメジャー志向ではなかったという。hydeは2002年に受けた音楽雑誌『ROCKIN'ON JAPAN』のインタビューの中で「そんな売れるわけでもなく、売れないわけでもなく、息の長い感じ[133]」を目指していたと述べている。また、2011年に受けたインタビューでは「正直言うと、そんなに売れっ子アーティストになりたかったわけでもなく。まさかテレビで歌うとかそこまで思ってなかったんですね。でも、いざこの世界に入ってきて、自分の芸術を表現したい時って、売れてないと出来ないことが多くて。そこでやっぱどんどん拍車がかかったんだと思う[241]」と、バンドがメジャーシーンに向かっていった過程について述懐している。
  - hydeは、2000年に出演した報道番組『ニュースステーション』でのインタビューの中で「データで見てみても、動員だとかCDの売上だとか。もう無敵ですよね？それでも自信にはならないですか？」とインタビュアーから聞かれた際に[238]、hydeは「ならないですよ。当時憧れてたアーティストとかって全然売れてなくても俺からすればカリスマだったけど…俺は実際その人を超えられたか？っていうと、全然超えられてないと思ってるから、必然的に自分は当てはまらない[238]」と答えていたことがある。また、hydeは「確かにロックバンドとしてのセールスや、認知度では記録に残る活動だったかもしれない。でも俺が少年だったら、そんな事にトキメキなんて無い[242]」「いつか四畳半に戻っても大丈夫。やりたい事をやって、結果的に失敗したならしょうがない。そこは賭けだと思うんですよ、人生[238]」と語っていたことがある。
- 雪に対して憧れがあるという。これはhyde曰く、雪があまり降らない和歌山県和歌山市で育ったことが影響しているという。hydeは過去のインタビューの中で、冬や雪について「雪国の人はあんまり雪が好きじゃないらしいですけど、僕は雪のない所で育ってるから、凄くワクワクする[243]」「人間って、寒いときは温まろうとするじゃないですか。寒いからこそ、ストーブでちょっと温めようとか、お鍋しようとか。そういうのがいいなと思うんですよね。だから、僕のなかでは、冬ってあったかいイメージなんです[244]」「冬って寒いけど、冬だからこそみんな集まって、なんか、あたたかいことをしようとする意志がすごくあったかいっていうか。なんかそういう、普段気づかないような。普段気づかない人はそこで寒い寒いと思っちゃうけど、実はそれが人の生活をあたたかくしてる[245]」と述べている。このhydeの嗜好は歌詞に色濃く反映されており、L'Arc〜en〜Cielとして発表した「winter fall」「雪の足跡」や、ソロ名義で発表した「Angel's tale」「WHITE SONG」といった楽曲に、冬や雪景色を舞台としたリリックがのせられている。なお、L'Arc〜en〜Cielの代表曲のひとつでもある「winter fall」は、「winter（冬）」と「curtain fall（閉幕）」を組み合わせた「冬の終わり」を意図したタイトルが付けられており[243]、ひとつの恋が冬とともに終わりを迎え、新しい季節を前に、主人公の心だけが冬に取り残されてしまうストーリーが綴られている。
  - hyde曰く、雪に対する憧れを強く抱くようになったのは、子どもの頃に観たフジテレビ系テレビドラマ『北の国から』からの影響が大きいという。こういった背景もあってか、hydeは北海道について「特に好きな地域」と述べており、2014年以降に北海道・富良野市にて「黒ミサ」と題したウィンターイベントを毎年恒例で開催している。なお、hydeはドラマ『北の国から』を手掛けた倉本聰が脚本を書いたドラマ『優しい時間』『風のガーデン』も好んで観ていたという。
  - 2000年代中盤頃からスノーボードを趣味としている[246]。hydeは2010年代から、ファンクラブ会員を対象としたファンミーティングイベント「SNOW MONSTER HOTEL」を新潟・苗場で毎年冬に開催しているが、夜に行われるイベント前には隣接するゲレンデでスノーボードを行っている。
- 坂道が好きで、hyde曰く「郷愁とか好奇心を刺激される[247]」「すごく入り組んでいたりする坂だと、あそこを曲がるとどうなっているんだろうなって思う[247]」という。hydeは坂道に惹かれる理由について「大林宣彦監督が撮った尾藤の映画とかに影響されていて、それがどこかしらに刷り込まれているような気もするんですけど、自分自身では、理由はよくわからない[247]」と述べている。
- ヘヴィ・メタルを聴くようになった学生時代から、ホラー映画を好んで鑑賞するようになったといい[248]、hydeは「上京してからは、近所のレンタルビデオ屋さんで、A級、B級、C級と片っ端からホラー映画を借りてた[248]」と述懐している。ちなみにhydeは、ホラーの魅力について「"怖い"と思う気持ちが快楽なんだと思う。感動と同じような感じかな？人の感情を揺さぶる、そこがいいところだと思う。（中略）L'Arc〜en〜Cielの「DRINK IT DOWN」の"闇とは深く味わうもの"っていう歌詞は、まさにそういう発想[249]」「五感を恐怖に曝け出しながら、それでも"自分はフラットです"みたいな感じで次の部屋へ入って行く感じが楽しい[250]」「恐怖というものを味わう…ある種、そこにはエロスを感じる[250]」と述べている。ただ、hyde曰く「昔はスプラッター映画も好きだったけど、最近は観れなくなった」という[251]。
  - hydeのホラー好きは、前記のL'Arc〜en〜Cielの楽曲「DRINK IT DOWN」のリリックの他、様々な作品で垣間見ることができる。例えば、hydeがかつて組んでいたJelsarem's Rodというバンドの名前は、当時hydeが愛読していたスティーヴン・キングの綴った小説『呪われた町』を由来としている[29]。また、hydeがソロ名義で発表した楽曲「WHO'S GONNA SAVE US」のミュージック・ビデオは、映画『シャイニング』をオマージュした映像に仕上げられている[252]。ちなみにL'Arc〜en〜Cielは2016年に、ホラーアクション映画『バイオハザード: ザ・ファイナル』の日本語吹替版主題歌として楽曲「Don't be Afraid」を提供している。同年には、映画の原作となったゲーム『バイオハザードシリーズ』とコラボレーションしたPlayStation VR向けVRミュージックビデオ「Don't be Afraid –Biohazard® × L'Arc-en-Ciel on PlayStation®VR-」がリリースされている[253]。
  - hydeが綴る歌詞には「死」をテーマにしたものが多いが[254]、hydeは「根がホラー好きだからではないか」と自己分析している[254]。hydeは自分の書く"死"に関する歌詞について「"自分が死んだら、どうなるんだろう"とか、"あの人はああやって死んでいったけど、実はこうだったんじゃないかな"とか。そこには、何か遺書を書くような気持ちがあってね。元気なうちに自分の遺書を書くのはいい事だって聞いた事があるんだけど、それとほとんど一緒な感じがする[254]」と述べている。
- ホラーの他にオカルトにも関心を持っているが、hyde曰く「この手の話を全く信じていない」という[255]。hydeは「基本的には何もかも信じない（笑）。けど、大好きなんだよ[255]」と述べている。ちなみに、L'Arc〜en〜Cielが1999年に発表したアルバム『ark』『ray』には、『ノストラダムス大予言』がコンセプトの一つとして取り入れられている。1990年代の終わり頃の日本では、オカルトブームの影響により『ノストラダムス大予言』に関連する書物が流行していた背景があり、これを踏まえてL'Arc〜en〜Cielは「世紀末思想」を反映させたアルバムリリースプロモーションを行っていた。ただ、hydeは「全くこの予言を信じていない」と語っている[256]。また、L'Arc〜en〜Cielのメンバーであるkenとtetsuyaも全く予言を信じていなかったようで、kenは予言について「夢としては面白いけど、何か起こってから解明するじゃないですか。それも、なんか読み様によっては何とでも読める様な詩ばっかりで。それにめちゃめちゃ大量にあるじゃないですか。だからちょっと信用できない部分が大きい[256]」と当時語っている。さらにtetsuyaは、予言をリリースプロモーションに取り入れた経緯について「意識してるんじゃなくて、利用してるんです。世紀末思想っていうのを。俺たちはそれをマジメに信じてるわけでもなんでもなくて、ただ利用してるだけ[257]」とアルバム発売当時に述べている。
  - また、hydeは神の存在にも懐疑的であるが、L'Arc〜en〜Cielの楽曲「いばらの涙」の作詞作業では、あえて自身の考えと真逆な思想で歌詞を綴っている。hydeはこの曲の歌詞に触れたうえで、神や宗教について「1つの神を信じるっていう、すごく盲目な感じはあんまり好きじゃなくて（中略）他のことを知らずに、最初に見た宗教がすべて。で、それが真理。それで（個人が）死んじゃうことだって出来るって、すごく不思議。バカげたことだとずっと思ってたんですけど、でもなんか…バカげたことだと思いつつも、それを信じて死ねるっていうのも、ある意味美しいのかな…って思いながら…だからちょっと今までの価値観と違う視点で書いたんです、「いばらの涙」は[258]」「（神や宗教を）信じている人はいるじゃないですか？合ってようが間違ってようが、純粋な気持ちだと思うんですよ。そういう意味では美しい[259]」と発表当時に述べている。hydeは2006年にソロ名義でアルバム『FAITH』を発表しているが、この作品に収録された楽曲の歌詞には、自身の宗教観が多く綴られている[260]。
- SF映画『ブレードランナー』を好んでおり、多くの作品にその要素を取り入れている。L'Arc〜en〜Cielが1995年に発表したイメージビデオ『Siesta 〜Film of Dreams〜』に収められた、hydeが企画と主演を務めた短編映像「窓 -Fenêtre-」では、ルトガー・ハウアー演じるレプリカント、ロイ・バッティが肩に鳩を乗せていたシーンを意識し、文鳥を自身の肩に乗せたカットを入れている[261]。また、L'Arc〜en〜Cielの楽曲「metropolis」は、タイトルを映画『メトロポリス』から拝借しているが[243]、『ブレードランナー』の世界観をイメージした歌詞が綴られている[243]。
  - L'Arc〜en〜Cielの楽曲「NEXUS 4」のリリックにも、映画『ブレードランナー』の世界観が一部取り入れられており[262]、歌詞の中には映画の原作であるフィリップ・K・ディックのSF小説『アンドロイドは電気羊の夢を見るか?（Do Androids Dream of Electric Sheep?）』を元ネタとした＜迷える僕等は 夢見てるエレクトリックシープ＞というフレーズが登場している。なお、「NEXUS 4」というタイトルも、この映画に登場する"労働のために製造されたレプリカント"の名称「ネクサス6型」から取られている[263]。そして、2014年にVAMPSとして発表した楽曲「GET AWAY」の映像撮影では、この映画の雰囲気を意識したうえで制作が行われている[99]。また、2019年に開催したソロライヴツアーでは、映画『ブレードランナー』と漫画『AKIRA』の世界観を混合した架空都市「NEO TOKYO」をテーマとしたステージセットを組んでいる[157]。
  - hydeは『ブレードランナー』以外にも、様々な作品からインスパイアを受けて音源を制作している。例えば、L'Arc〜en〜Cielとして発表した楽曲「Singin' in the Rain」ではミュージカル映画『雨に唄えば（Singin' in the Rain）』からタイトルが拝借されており、ソロ名義で発表した楽曲「Angel's tale」では映画『シザーハンズ』をイメージした歌詞[119][128]が綴られている。ソロ名義で発表した楽曲「INTERPLAY」では、映画『時計じかけのオレンジ』に登場するキャラクターを意識した白いコスチュームを着用している[264]。また、前記のVAMPSの楽曲「GET AWAY」の作詞作業では、映画『卒業』をモチーフにしたという[99]。他にhydeは、L'Arc〜en〜Cielの楽曲「forbidden lover」の歌詞について、「映画『ドラキュラ』の影響があるかもしれない」と発表当時述べていたことがある[265]。また、hydeは一時期、映画『エンゼル・ハート』に登場するロバート・デ・ニーロ演じる悪魔が着用していた、琥珀の中に星型がデザインされたリングを頻繁につけていた[266]。
  - さらにhydeは、現実で起きた事件や史実を題材に歌詞を綴ることも多い。ソロ名義で発表した楽曲「SECRET LETTERS」はアンネ・フランクが記した『アンネの日記』の一部がモチーフになっており、同じくソロ名義で発表した楽曲「DOLLY」ではクローン羊のドリーをテーマとしたリリックが綴られている。L'Arc〜en〜Cielの楽曲では、1996年に発表した「賽は投げられた」で環境破壊と世の中の振る舞いに対する思いを[267]、2005年に発表した「星空」でイラク戦争に巻き込まれた戦地の子どもたちへの想いを[268]、2012年に発表した「wild flower」で東日本大震災を受けての思いを歌詞として綴っている[269]。なお、hydeは"戦争"を舞台・テーマにしたリリックを時折手掛けており、これまでに前述の「星空」の他に、L'Arc〜en〜Cielとして発表した「fate」[270]「forbidden lover」[271]「DAYBREAK'S BELL」[272][273]などの楽曲に、自身の考えや思いをのせている。また、L'Arc〜en〜Cielとして2005年に発表した『AWAKE』に収録された多くの楽曲には、hydeの反戦・平和といった思想を表現したリリックがのせられており、同年に開催したライヴツアーでは反戦への思いをコンセプトに、それに合う衣装や演出を取り入れている。
- hydeは特に好きな映画として『新世紀エヴァンゲリオン』をあげたことがある。映画『ヱヴァンゲリヲン新劇場版』の『序』と『破』に関しては、映画館を貸し切りにしたうえで、L'Arc〜en〜Cielのメンバー4人全員で鑑賞している。hydeはその後に公開された『Q』と『シン』も鑑賞したことを明かしている。
  - hydeは2012年に日本のアニメーションについて「もっとやれそうだと思うけどな。あそこまで世界で引火してるんだから、もっとドンドン行ってもいい[274]」「いっぱいイベントとかを組みまくって、みんなで最強のアニメを作ったら、ハリウッドを変えるようなムーブメントになれそう[274]」と述べていたことがある。
- 漫画では、『ドラえもん』や『デビルマン』『うる星やつら』『TO-Y』『KISSxxxx』『ねこぢるうどん』『多重人格探偵サイコ』『DEATH NOTE』などを好んで読んでいる。なお、hyde曰く、中学生の頃はたがみよしひさの作品が好きで愛読していたという[14]。
  - hydeはねこぢるの作品『ねこ神さま』の2巻の帯にコメントを寄せたことがあり、2008年発売の『ねこぢる大全 上巻』の巻末にはhydeへのインタビューが載せられている。2006年にリリースされたL'Arc〜en〜Cielのシングル「the Fourth Avenue Café」の裏ジャケットには、ねこぢるが生前に手掛けていたイラストが使われている。他には、2012年にドラえもん誕生100年前を記念し発行された雑誌『ドラえもん100』において、hydeのコメントが掲載されている[275]。
  - 音楽雑誌『R&R NewsMaker』にて2001年まで不定期掲載されていたポートレート制作企画「hyde self portrait」において、hydeは漫画『多重人格探偵サイコ』に登場するルーシー・モノストーンというキャラクターをイメージしたうえで作成した画を発表したことがある[276]。また、VAMPSとして2013年に発表した楽曲「AHEAD」は漫画『TO-Y』に登場するキャラクター、TO-Y（藤井冬威）のデビュー曲「A-HEAD」からタイトルが拝借されている[277]。「AHEAD」が収録されたシングルのジャケットには、"A"を丸で囲った表記で曲名が描かれているが、これもTO-Yの楽曲名の表記に合わせたものとなっている。また、hydeは同漫画に登場するキャラクター、カイエ（中原公彦）を真似して耳にピアスをつけたこともあったという[278]。なお、2024年にはこの漫画の作者である上條淳士がhydeを描いたTシャツが販売されている[221]。
  - 2010年代後半頃からはNONが描いた漫画を愛読しており、同氏の作品では『ハレ婚。』[279]や『adabana-従花-』を読んだことを明かしている。なお、hydeは『ハレ婚。』の単行本13巻の帯にコメントを寄せており、同漫画のドラマ版主題歌として自身の楽曲「FINAL PIECE」を提供している。
  - 他には、和久井健が描いた『東京卍リベンジャーズ』や[220]、荒木光が描いた『レイジング・ヘル』[280]も愛読していたという。2023年にはニュースサイト、ナタリーにて、hydeと和久井の特別対談が行われている[220]。
  - L'Arc〜en〜Cielは漫画雑誌『週刊少年マガジン』の2000年2月2日号において、表紙のグラビアに起用されたことがある[281]。この号ではL'Arc〜en〜Cielの写真の他に、メンバーと漫画家・冨樫義博の対談が掲載されている[281]。当時冨樫は、集英社から出版されている『週刊少年ジャンプ』において漫画『HUNTER×HUNTER』を連載していたため、講談社の漫画雑誌に登場するのは異例のことであった。なお、対談のページには、冨樫が描いたL'Arc〜en〜Cielをデフォルメしたイラストが掲載されている[281]。
- 好きな食べ物のひとつとして、大阪王将の「ふわとろ天津飯」をあげたことがある[282]。hyde全面監修のもと制作されたゲーム『HYDE RUN』には、アイテムとして"天津飯"が登場している。
- もともと喫煙者だったが、2009年頃に禁煙している。hyde曰く、K.A.Z（Oblivion Dust、VAMPS）が骨折したことを機に回復を遅らせないようにするためタバコを止めたことを受け[283]、「自分も禁煙しよう」と思ったことがきっかけだったという[283]。

### エピソード
- 小学生の頃は、比較的に内向的な性格で[11]、いじめられて泣きながら家に帰るような子供だったという[14]。hydeはこの当時を振り返り「おとなしい、女の子みたいな感じだったんで。やられやすかったんじゃないですか[284]」「いじめられて家とか帰って来たりして、どっかケガしてたりすると、母親が気になって、連絡つけようとするじゃないですか、向こうの親とかに。そうすると、その子がかわいそうだからとか、言ってたらしいね俺は[284]」と述べている。
  - ただ、小学6年生の頃にできた友人と[14]、そのときの担任教師との出会いによって救われたという[14][15]。なお、hydeはL'Arc〜en〜Cielとして活動を始めてからも恩師と連絡を時折取っていたといい[15]、制作した作品を送っていた。後年hydeは、L'Arc〜en〜Cielとして制作した楽曲「metropolis」の歌詞に卑猥な単語を入れたため、この曲が入ったシングルを恩師に送ることを躊躇したと述懐している。
  - また、hyde曰く、子どもの頃は誰もいない夜明けの街をうろつくことが好きだったという。hydeは当時を振り返り「少年時代、明け方ウロつくのが好きだったんですよ。その時間帯っていちばん自由を感じる瞬間で、街中が自分たちだけの世界のような気持ちで走りまわってた[285]」「映画『DAWN OF THE DEAD』（邦題:『ゾンビ』）っていうのがあって、世界中がゾンビだらけだけど、デパートからゾンビを追い出して生活用品を全部、自分たちのものにする。誰もいない世界で……夜明けって、それに近いんです[119]」と述べている。
- 小学生の頃は実家で「タマ」という名前の猫を飼っていたといい[286]、hydeは「多分、親が共働きで、俺が寂しいだろうからっていうのもあったと思うんだけど、なんかちょっと友達代わりでね。すごく可愛がったというか、可愛がり方を習ったというか（笑）[286]」と述懐している。hyde曰く「タマ」の他に「キティ」「チー」という猫を実家で飼っていたことがあるという[287]。ただ、hydeは高校生あたりの頃に猫アレルギーを発症したため[287]、猫好きでありながら猫と遊べなくなってしまったという。
- 中学生の頃はサッカー部だったが、球拾いが面倒で3日間で辞め帰宅部になっている[288]。辞めた後は、友達と音楽を探す遊びをしたり、一人で絵を描いていたという。
- かつてはラーメン屋、ドーナツ屋（ミスタードーナツ）、ビリヤード場、焼き芋屋など、いろいろなアルバイトをやっていたという。
- ミステリアスなアーティストに憧れていたhydeは、そういった存在になりたいという想いから、長らく自身のプロフィールを一切公開していなかった。こういった背景もあり、世間で「hydeの本名は"hyde（ハイド）"を並べ替えた"どい はちろう"（"土井 八郎"もしくは"土居 八郎"）である」という説が流れていたことがあった。そもそもこの名前は、hydeを含めたL'Arc〜en〜Cielのメンバーが、雑誌などのメディアで冗談話として言いまわっていたものであり、ジョークグッズとして「どい はちろう」の名前を冠したもの[注釈 19]を販売していたこともあった。その後2012年に前述の自叙伝にて、本名の「寶井 秀人（たからい ひでと）」を正式に公表したが[1]、hydeは「どい はちろう」が本名だとファンに本気で思われていたことに驚いたと述べている。hydeは「"今時、ハチロウって付けないだろう"って思ったけど（笑）[1]」とコメントしている。
  - アーティストネームの「hyde」は、L'Arc〜en〜Cielを始めてから長らく変わっていないが、結成当初の頃は本名から取って「hide」としていた。アーティスト名義を変更したのは、hide（X JAPAN、zilch）の存在が大きく、hydeは「XのHIDEさんがいるし、それならhideって英語読みすると"ハイド"だから、そう読ませるように"i"を"y"にした[1]」と語っている。
- hydeが在籍するL'Arc〜en〜Cielでは、リーダーの役割をtetsuyaが担っている。なお、tetsuyaをリーダーに推薦したのはhydeであった。hydeは、tetsuyaをリーダーに推薦した経緯について「先導が誰かを決める必要があったんだと思う。本人が"リーダーになる"って言えないだろうから"tetsuyaがリーダーに相応しいと思う"って言ったんだよ。tetsuyaは当時からしっかり者だったからね[289]」と語っている。
  - 一方でtetsuyaは2007年に受けたインタビューの中で、hydeの人物像について「僕にとっては昔から先生とかお兄ちゃんみたいな人[290]」「俺にとっては（バンドの中で）一番のお兄ちゃんです。一番頼るし、冷静だし、優しいし、凄い努力家[290]」と語っている。また、K.A.Z（Oblivion Dust、VAMPS）は、hydeの印象について「普段は基本的に静かな人。レコーディングなんかで入り込むとすっごいストイックですよね。やっぱり集中力がすごい。あとは絵を描いてますね。基本的にスタジオに入ってるときは曲を作るか、アートにかかわることをやってるから、根っからのアーティストだなって感じがしますね[291]」と述べている。L'Arc〜en〜Cielの共同プロデューサーを務める岡野ハジメは、hydeについて「天然というか。あまり動じない。彼がねぇ、スタジオにいてくれると和むんですよね。あれは天性のものでしょうね。すごいこう、おおらかっていうんでしょうか…不思議なオーラを持ってる人ですね。他のメンバーもそのへんは凄いリスペクトしているのがわかりますね[292]」と述べている。
  - また、逹瑯（MUCC）はhydeについて「猫被ってるとか、カッコつけてるとか、そういうのがまったく感じられないくらいナチュラルで。本当に素でいい人なんだろうなと思った。だから自然と周りに人が集まってくるんでしょうね。いろんな先輩、それこそロックスターとかレジェンドをたくさん近くで見てきましたが、HYDEさんってカッコ悪いところも隠さないところがすごく魅力的で。ロックスターでありながらもどこか人間らしいというか。そういうところに親しみやすさを感じる[98]」と述べている。ピエール中野（凛として時雨）は、hydeのエピソードについて「ソニーのスタッフがhydeさんに新人スタッフを紹介したんです。普通なら"あ、よろしくね。これから頑張ってね"で終わりじゃないですか。ところが"未来は俺たちにかかっているから、一緒に頑張っていこうね"と熱い言葉を送るだけじゃなくて、音楽業界の深い話もしたうえで、相手の目を見てガッツリ握手をしていました。その姿を目撃した瞬間、本当に感激しちゃったんですよ[293]」と述懐している。
  - hydeは自身の人間関係の築き方について「人のことはなるべく好きになりたいと思うし、適度に信用もするけれど、過度な期待はしない[294]」「年齢とかキャリアを盾にして威張るタイプの人は苦手ですね[294]」「そんなに僕は人を見る目はないと思います。ただ、なるべく自分の意思で人のことは好きでありたい。たまに友達から、"あいつには気をつけた方がいいよ"みたいなことを言われたりすることもあるけど、そういうときは、ちょっと観察して、"いや、俺は好き"って思うこともあれば"確かにダメだね"となる時もある。周りの評判も一応参考にしつつ、付き合うか付き合わないかは自分で判断して決めます[294]」と語っている。
- 容姿端麗で中性的な雰囲気を持っていることもあってか、1990年代から2000年代にかけて様々な媒体で行われた「恋人にしたいアーティスト」というアンケートにおいて、上位にランクインしていたことがある。なお、hydeはインタビュアーに「自分の顔は好きですか？」と聞かれた際に[238]、「あぁ…好き嫌いで分けると好きですかね。両親が好きだから。両親にもらった身体だから好きなのは大きいと思う[238]」と答えている。ちなみにhydeは、漫画などの作品に登場するキャラクターのモデルになったことがある。例えば、清水玲子の漫画作品『秘密 -トップ・シークレット-』に登場するキャラクター、薪剛はhydeがモデルとなっている[295]。
  - ただし、hydeはバンド名義、ソロ名義に関わらず、自身の作品のジャケットに自分の顔写真を使うことが極端に少ない[296]。hydeは自分の顔をジャケットにあまり使わない理由について「ジャケットとかグッズとかは、基本的に自分が部屋に置きたいかどうかを価値基準にする事が多い。飾りたいと思うようなジャケットかどうかって考えると判断が楽なんだよね。だから、あまり自分の写真を使う事はないよね。俺、こう見えて、あまりナルシストじゃないんだよ（笑）[296]」「レコード会社との関係もあって"そういうふうなのがいいんじゃない？"って言われたから、"そうかあ〜"ってやってた時もあったけど、基本的には写真はあんまり使いたいとは思わないな[296]」と述べている。
  - hydeは音楽性のみならず髪型やファッションにおいても、その時代によって同一人物とは思えないほどの振り幅がある[297]。hydeは2024年に、自身のビジュアル面の変遷を振り返り「イメージを壊したい衝動というかね、美しく見られたりするから逆手を取ってイメージを壊していたかったんでしょうね[297]」と述べている。
  - なお、hydeは2000年頃に初めてタトゥーを入れている。初めて入れたタトゥーはサモトラケのニケをモチーフにした羽根で[298]、背中から肩にかけて彫られている。hydeはこのタトゥーのデザインについて「1年くらいかけて自分で描いたんだよね、羽根の絵を。一番好きな羽根の外柄を、自分で想像して描いたんだ。そのモチーフになったのが、サモトラケのニケ。ルーブル美術館に飾ってある勝利の女神の像なんだけど。（中略）でも、そのニケも、羽根の外側がないんだよ。内側には綺麗な羽根が彫られてるんだけど、外側はただのハリボテで。だから、その外側があると想像して、自分で描いた。ニケ像の石工を買ってきて、羽根の型を描き取って、自分なりに"こんな風じゃないかな"って、色んな天使の本を見ながら描いていった[298]」と述べている。また、hydeはタトゥーを両親に見せた時のエピソードについて「父親が"もっとええのなかったんかい"って（笑）。"BLANKEY JET CITYみたいなの、なかったんかい"って。"そっちかよ！やっぱり父親から見ると、羽根ってちょっとファンシーだったのかな"って思った[299]」と語っている。なお、hydeはタトゥーを入れたひとつの理由として「ミュージシャンとして食っていく覚悟[300]」と語っている。ちなみにhydeは、自分を真似てタトゥーを入れているファンに対し「よく俺のマネをして羽根のタトゥーを入れてる人が居るけど、後悔しても知らないよ？よく考えてほしいな[300]」と述べている。
- 2001年にソロ活動を始めた経緯として、「自分が予想したところに向かう創作っていうのを一度やってみたい[43]」という想いの他に、「もうバンドがうんざり[107]」という気持ちがあったという。こういった考えに至ったのは、2000年頃からL'Arc〜en〜Cielを取り巻く環境に閉塞感が生まれはじめ、打ち合わせでも沈黙の時間が延々流れてしまう状態にあったことが影響している。また、hydeは「ソロでいろんな世界観があって”面白いな”と思ってるのに、バンドに帰るとあまり良くない雰囲気だったりして、"こんなの意味あるかな？"と思って一時期は"もう辞めようぜ"ってなった[107]」と語っており、実際にhydeは2002年に「バンドから脱退したい」という旨をメンバー3人に打ち明けている[301]。その後、hydeとtetsuyaが話し合い、バンド内の雰囲気や事務所との関係を改善していくことを確認し合ってL'Arc〜en〜Cielを継続する運びとなった[302]。
  - hydeは2021年に、J-WAVE系番組『WOW MUSIC』に出演した際、L'Arc〜en〜Cielのメンバーについて「10年経って20年経つと、逆の意味でリスペクトが始まる、メンバーに対して[107]」「"リーダーって大変なんだな"ってそういう意味でやっぱりtetsuyaさんへのリスペクトだったり、作曲で考えるとkenさん凄いなとか思ったり、yukihiroさんのストイックな部分だったりとか、改めて。自分に余裕が出てきたからかもしれないけど、"やっぱ凄いなこの人達"って思えるようになりましたね、30年経って。あの時もし解散してたら、この感覚は得られなかったんだろうなと思いますね[107]」と語っている。また、hydeは「音楽に対してのこだわりは凄いですね、それぞれ。追求している感じはあります。人間関係をもうちょっと、うまくできるようになればいいとは思うんですけど…。でも、アーティストだからいいんじゃないですか。そんなアーティストが4人集まるからこそ、上手く行くわけないんですよ、何もかもが[303]」と語っている。さらにhydeは、2023年に行われた逹瑯（MUCC）との対談の中で「やっぱりラルクのメンバーは尊敬しますよ。プレイヤーとしてもそれぞれすごいし、作曲のセンスも素晴らしい[98]」と述べている。
  - hydeはバンドを長く続けてこれた背景について「昔、L'Arc〜en〜Cielを始めたばかりの頃に、先輩のバンドの人に"バンドを長く続けるには、いつでも辞めてやるって気持ちでやるのが丁度いい"って言われて、それって案外真理だなと思って今まで来たんだよね[304]」「続けるコツは、いつでも辞めてやるよっていう気持ちかなって、実はいまだに思ってるんだよ。前向きにね[304]」と語っている。
- hydeは2008年に「高校時代に作りたかったバンドをやってみたい」という思いから[305]、新たにロックユニット、VAMPSを結成している。hyde曰く、この当時は悔いの残らない音楽人生にしたいという思いがあったといい[306]、結成当時に「ひとつのバンドをやってて、<俺、高校のときこういうバンドやりたかったんだよなあ…>って思いながら死んでいくのもどうかなって（笑）。（中略）もっと思ったことを好きにやってたらどうだったんだろう…って思いながら死んでいくのもどうかな…って。10年後に失敗して、何もかも失くなったとしても、でも、ずっとクエスチョン・マークを頭につけたまま生きてくよりも、可能性を出来るだけ試して、やっぱダメだったなって思えたほうが気持ちいいっていうか[306]」と語っている。また、hydeは2010年に受けた音楽雑誌『音楽と人』のインタビューにおいて、「ある意味、俺の人生ってちょっと終わってると思うしね。（中略）終わってるというか…完結してるところがあるんだよね。もう数年前くらいから俺、あんまり望むものがないというか。その思いをさらに強くしたかな。だから、もし俺、明日死んだとしても、そんなに後悔ないと思う。もちろんやりたいことはいっぱいあるし、VAMPSでやりたいこともあるんだけど、ちょっとなんか…もちろんまだ手に入れたいものはあるんだけどさ…それは夢のままでもいいかな、ってところに来てるというか[307]」と述べている。
  - 2016年には、VAMPSとしてアメリカの大手マネジメント、10th Street Entertainmentと契約を結んでいる[6]。この提携を結ぶ前後あたりから、hydeはアメリカ・ロサンゼルスにも拠点を構え、音楽活動を行うようになっている[308]。そしてこの頃に、活動時期や音楽性の違いもあり、長らく接点・交流のなかったYOSHIKI（X JAPAN）などのミュージシャンと接点を持つようになっている。
    - ちなみにYOSHIKIとは最初、共通の知人を通じて会食したといい、これをきっかけに交流が始まったという。そしてお互いの主催公演にゲストとして出るようになり、2018年に"YOSHIKI feat. HYDE"として楽曲「Red Swan」、2019年に"HYDE feat. YOSHIKI"として楽曲「ZIPANG」を発表している。また、HYDEとYOSHIKIは、2022年にMIYAVIとSUGIZO（LUNA SEA）を含めた4人で、新たなプロジェクトとしてTHE LAST ROCKSTARSというバンドを始めている。なお、HYDE曰く、最初に会食した際にYOSHIKIからこのバンドの構想の話をされており[309]、メンバーのプランもYOSHIKIから聞いていたという[309]。

  - hydeは2020年頃に受けたインタビューの中で、近年の音楽活動の方針について「純粋に自分のアーティストとしての可能性を日本だけではなく追求してるって事ですかね[308]」「死ぬ前に何をやるべきか。僕はもう、終活してるようなものだから[310]」と述べている。ちなみにhydeは現在までに、ソロ名義の活動およびバンドとしての活動で、北京[152]、上海[152][311][312][313]、成都[314]、香港[152][312][313]、台北[152][312][313]、ソウル[311][312][313]、シンガポール[313]、ジャカルタ[313]、バンコク[313]、クアラルンプール[152]といった日本以外のアジアの都市の他、アメリカ[315][316][317]、カナダ[317]、イギリス[313][316]、フランス[312][313][316]、ドイツ[316]、スペイン[316]、オランダ[318]、スウェーデン[318]、メキシコ[317][319]、ブラジル[319]、チリ[319]、アルゼンチン[319]といった国で単独ライヴ・コンサートを行っている。

### 交流関係
- 『清春』（黒夢、SADS）

L'Arc〜en〜Cielはアマチュアとして活動していた頃、清春が在籍するバンド、黒夢とよく対バンを行っていた。L'Arc〜en〜Cielは当時のアマチュアバンドとしては、対バンライヴをあまり行わない珍しいバンドであったため、黒夢が数少ない対バン相手だった。ちなみにhydeは1992年12月26日に、名古屋MUSIC FARMで開催された黒夢のライヴにゲスト出演したことがある。そして黒夢とL'Arc〜en〜Cielは、同じ1994年にメジャーデビューすることになる。
なお、hydeを含めたL'Arc〜en〜Cielのほとんどのメンバーは、メジャーデビューしてからも黒夢のボーカリストである清春と交流がある。清春は2000年代後半以降、hydeがVAMPSとして企画したハロウィンライヴイベントに招かれており、その後も様々なライヴイベントで共演している。さらに2021年には、hydeと清春がそれぞれで開設したニコニコチャンネルにおいて、連動番組が放送されている。また、Instagramにおいて2人で配信を行ったり、2人が敬愛するハードコアバンド、GASTUNKのライヴへ共に赴いている。
hydeは2024年に、テレビ朝日系列で放送された音楽番組『関ジャム 完全燃SHOW』のインタビューを受けた際、「ライバルは誰か？」という質問に対し、清春の名前をあげたうえで「未だにカッコいいなあと思うし。負けたくないなって…全然違うんですけどやってることが。でもなんか、良きライバルというか。そういう気持ちはありますね」と語っている。一方で清春は、音楽雑誌『Rolling Stone Japan』の中でhydeについて「同じフィールド、同じ世代を見ても、彼以外には何の感情も湧かないんですよね。憧れであるMORRIEさんは大先輩だから別として。彼は僕が唯一認める存在であり、脅威を感じられるひとです。それは昔から、今でもずっと彼ただひとりしかいません。出口は違ったけど僕らの匂いは今も同じなんだと勝手に思ってます」と語っている。ちなみに、清春は1968年10月生まれであり、1969年1月生まれのhydeと同学年にあたる。余談だが、hydeが在籍するL'Arc〜en〜Cielでリーダー兼ベーシストを務めるtetsuyaは2022年に、黒夢について「我々の一番のライバル」と語っている。
なお、hyde及びL'Arc〜en〜Cielは当初、黒夢以外の同時期にメジャーデビューしたバンドと接点があまりなかった。実際L'Arc〜en〜Cielは、黒夢と同じ年にメジャーデビューしたバンド、GLAYとは活動拠点や出身レーベルの文化の違いもあり、同じライヴイベントに居合わせたことがあったものの、特段親交がなかった。ただ、L'Arc〜en〜Cielがブレイクしたタイミングで、GLAYも大ヒットを記録するようになったため、影響を受けてきた音楽や作る楽曲の方向性に違いがありながら、この2バンドは世間でよく比較されていた。hydeは1990年代後半の頃のGLAYとの関係性について「そういう風（ライバル）に見られてますけど、特に喋ったこともなくて」と述べている。ただ、2000年に入ったあたりから、hydeはGLAYに在籍するTERUやTAKUROとプライベートで交流を持つようになっている。なお、2007年には、L'Arc〜en〜Cielの所属事務所が企画するライヴイベント「JACK IN THE BOX 2007」にTERUが「出たい」とhydeに逆オファーしたことをきっかけとして、TERUとTAKURO、hydeがGLAYの代表曲「誘惑」とL'Arc〜en〜Cielの代表曲「HONEY」をサプライズでセッションしている。2025年にはGLAY主催のライヴにhydeが招かれ、前記2曲をGLAYとサプライズ演奏している。なお、TERUはL'Arc〜en〜Cielについて「僕らから見ると憧れの存在」と述べている。
- 『金子國義』（画家）

hydeがL'Arc〜en〜Cielとしてメジャーデビューした後、しばらくして交流が始まり、プライベートでよく食事に出かけていた。2001年4月7日には、NHK総合テレビで放送された特別番組『ミッドナイトチャンネル - HYDEアンプラグド』において、2人が対談している。また、2006年にhydeからの依頼で、金子がhydeのソロアルバム『FAITH』のジャケットデザインを手掛けている。さらに、hydeが好きなコウモリをモチーフにした浴衣のデザインも金子が手掛けている。ちなみに、hydeが2008年に結成したVAMPSというユニットの名前は、金子の写真集『Vamp』から拝借されている。そして、2015年3月に金子が亡くなるまで2人の親交は続いていた。
金子の三回忌には、STUDIO KANEKOから同氏の代表作である『気分を出して』が描かれた特注ギター「Dyna DML-hyde」が送られており、hydeは金子の誕生日に行われたソロライヴの中でこのギターを携えて演奏を行っている。
hydeは金子から多大な影響を受けており、2016年に受けたインタビューの中でその影響について「アートという部分で考えると、まさに僕の理想的な部分を持ってるのが、金子國義先生でしたね。高齢になっても、絵がいよいよおしゃれで洗練されていて。そこは僕にない部分ですね。たとえ僕に同じようなことはできても、何かが足りない。おしゃれであるためには、ある程度、時代を把握してないといけないと思うんです。それは、必ずしも最先端がいいというわけではなくて、"今の時代は、過去のこれがいちばんおしゃれなんだ"とか、すべての時代を把握したうえじゃないとダメで」「過激でも、どこか美しいものが作りたい。そういうのは、いまだに先生を見習いたいなと思ってますね」と述べている。
なお、HYDEは金子に師事を受けた画家・井上文太とも交流がある。2022年に発表された井上の初となる画集『閃き 〜iNSPiRATiONS〜 画狂人 井上文太』では、HYDEが企画・プロデュースを担当している。また、HYDEは雑誌『SFマガジン』やSF小説などのカバー絵を手掛けているイラストレーター・漫画家のひろき真冬とも交流があり、HYDEを描いた絵画が発表されている。さらにHYDEは、2013年にゲームシリーズ『ファイナルファンタジーシリーズ』のキャラクターデザインを長年務めている画家・天野喜孝とコラボ展覧会「天野喜孝×HYDE展 天命と背徳〜NIPPON EVOLUTION〜」を開催している。
- 『yasu』 (Acid Black Cherry、ex.Janne Da Arc）

yasuはインディーズの頃から、hyde及びL'Arc〜en〜Cielのファンであることを公言しており、時折Janne Da ArcのライヴでL'Arc〜en〜Cielの楽曲をカバーしていた。そしてyasuは2004年に、L'Arc〜en〜Cielのライヴツアー「SMILE TOUR 2004」の東京公演を鑑賞した後、楽屋へ挨拶のため訪れた際にhydeと連絡先を交換しており、ここから親交が始まったという。その後、yasuとDAIGO（BREAKERZ）は、VAMPSもしくはHYDEが主催するハロウィンライヴイベントに、ほぼ毎年参加するようになっている。
なお、yasuが訪れた公演にはDAIGO（BREAKERZ）も同行していたという。DAIGOは、yasuがhydeに連絡先を聞いた場に居合わせており、このタイミングでDAIGOも連絡先を交換したという。ちなみにhydeは、音楽番組以外のテレビ番組にほとんど出演しないが、2020年にDAIGOがコーナーを担当していた日本テレビ系バラエティ番組『火曜サプライズ』に出演している。DAIGOは、hydeとtetsuyaとのエピソードについて「2005年にDAIGO☆STARDUST名義で2ndアルバム『HELLO CRAZY GENTLEMAN』をリリースしたんですけど、正直オリコン100位にも入らないような売れゆきだったんです。だけどhydeさんは、"すごくいいアルバムだったよ。これが売れないなんて信じられないね"と言ってくださって。実は、tetsuyaさんにもアルバムを聴いてもらっていたんですよ。そしたら"俺もこんな曲が書きたかった"と言ってくださいました。ソロの時代は結果が出なくて、事務所をクビになったりしたんですけど、お二人のおかげで"俺はまだまだイケる。だってhydeさんとtetsuyaさんが褒めてくれたんだから"と腐らずに踏んばれたんです」と述懐している。
- 『ジェジュン』（ex.東方神起）

東方神起に在籍していた頃から、インタビューや音楽番組の中で、HYDE及びL'Arc〜en〜Cielのファンであることを公言していた。2020年10月には、HYDEが楽曲の作詞・作曲・プロデュースを担当した楽曲「BREAKING DAWN（Japanese Ver.）」がジェジュン名義で発表されている。そして2022年には、ジェジュンのライヴツアーにゲスト出演したHYDE、中島美嘉、SUGIZO（LUNA SEA）とともに、「GLAMOROUS SKY」を披露している。
プライベートでも付き合いがあり、HYDEとジェジュンは2人で韓国にも出掛けている。ジェジュンはHYDEの印象について「普段はすごく少年っぽくて親しみやすい方なのにステージ上ではザ・カリスマ。圧倒的な迫力でその場を支配するんです。（中略）今ある自分に満足しないで、常に新しいことに挑戦している感じも素晴らしいと思います。あのくらいの経歴を持つと、もっとラクして生きていけるはずなのに、音楽に関しては、いつも自分を追い込んでいる感じがします」と述べている。
なお、HYDEは他に、手越祐也（ex.NEWS）や韓国発のボーイズグループ、NCTに在籍する中本悠太と交流がある。また、HYDEは赤西仁（ex.KAT-TUN）や京本大我（SixTONES）、白岩瑠姫（JO1）、俳優の本郷奏多や生田斗真、韓国の7人組ボーイズグループであるClick-Bに在籍するキム・サンヒョク、韓国の歌手・俳優であるノ・ミヌとも接点がある。
- 『Hiro』（MY FIRST STORY）

2015年に開催されたVAMPS主宰のハロウィンライヴイベントにMY FIRST STORYとして参加したあたりから、HYDEとHiroの親交が始まっている。その後HYDEは、2017年にVAMPSとしてMY FIRST STORYが開催するライヴツアーにゲスト出演している。また、2021年に雑誌『別冊カドカワScene07』でHYDEの特集記事が掲載された際に、Hiroがコメントを寄せている。その後も音楽活動およびプライベートで交流を深めている。そして2024年にはMY FIRST STORY×HYDE名義で楽曲「夢幻」、HYDE×MY FIRST STORY名義で楽曲「永久 -トコシエ-」をリリースしている。Hiroは雑誌『別冊カドカワScene07』の中で、HYDEの印象について「あそこまでの人なのに、今でも貪欲に音楽に対してひたむきにぶつかっていきながら挑戦し続けてるのはすごいと思います。心から音楽が好きなんだな、と。本当に尊敬します」と述べている。
なお、HYDEはHiroの兄にあたる、ONE OK ROCKのボーカリストを務めるTakaとも交流がある。2016年には、TakaのInstagramにおいてHYDEとのツーショットが公開されている。ちなみに、HYDEは2024年に受けたインタビューの中で、ONE OK ROCKについて「あそこまで世界と戦っているバンドはこれまでなかったと思います」と述べている。
- 『山中拓也』（THE ORAL CIGARETTES）

L'Arc〜en〜Cielのファンであることを公言している。山中が在籍するTHE ORAL CIGARETTESは、2016年に行われたライヴイベント「J-Rock Live to the World2016 〜J-MELO 500 Anniversary〜」でVAMPSと初共演している。そして、2018年に開催されたHYDE主宰のハロウィンライヴイベントにTHE ORAL CIGARETTESとして招待されてから、山中との親交が始まったという。2021年にはJ-WAVE系番組『WOW MUSIC』にてHYDEと山中の初対談が行われ、2022年にはHYDEが企画した対バンツアー「HYDE LIVE 2022 RUMBLE FISH」で共演。2025年にはTHE ORAL CIGARETTES主催のライヴにHYDEがサプライズゲストとして出演している。
なお、HYDEは2018年以降、日本国内のロック・フェスティバルに出演したり、対バンライヴを企画しており、様々なミュージシャンと交流を持つようになっている。また、HYDEはこの頃から、様々な国内のロック・アーティストと共同で音源制作を行っている。これまでにPABLO（Pay money To my Pain）やSHOW-HATE（SiM）、Sho（MY FIRST STORY）、Julian（ex.MAKE MY DAY）、YD（CRYSTAL LAKE）らがHYDEのソロワークスの楽曲制作に参加している。他にはロックバンド、PaleduskのギタリストであるDAIDAIやUVERworld、ASH DA HERO、ラッパーの(sic)boy、Novel Coreとも交流・接点がある。
- 『BAKI』（ex.GASTUNK）

hydeがリスペクトするバンド、GASTUNKのボーカル。hydeはアマチュア時代に主にギターを扱っていたが、GASTUNKのコピーをするにあたりボーカリストに転身している。hydeはかつて観に行ったGASTUNKのライヴの印象について「その時の衝撃は永遠ですね。この世のものじゃないと思ったし、そこにいる観客が全員ヴァンパイアのように見えた」と語っている。なお、HYDEとGASTUNKは、2022年にHYDEが企画した対バンツアー「HYDE LIVE 2022 RUMBLE FISH」にて初共演している。ちなみにBAKIは、2022年に開催されたL'Arc〜en〜Cielの結成30周年記念ライヴ「30th L'Anniversary LIVE」へ鑑賞のため訪れている。
さらにHYDEとBAKIは2024年に、DEAD ENDのボーカリストであるMORRIEの還暦を記念し行われたライヴ「MORRIE還暦記念祭 MORRIE 60th Birthday Celebration 〜FLESH FATE FESTIVAL〜」へゲスト出演している。hydeはDEAD ENDも学生の頃から愛聴しており、自身にとって"影響を受けたバンドのひとつ"となっている。なお、hydeはこの2バンドについて「GASTUNKは産みの親で、DEAD ENDは育ての親みたいな感じ」と語っている。

## 出演

### 映画
- MOON CHILD（2003年4月19日公開、松竹） - ケイ 役
- 下弦の月〜ラスト・クォーター（2004年10月9日公開、松竹） - アダム・ラング 役
- ファンタスマゴリー ザ・ゴーストショー（2022年10月1日公開、Nikaism Film Factory） - ロベルトソン 役[351]
- YOSHIKI: UNDER THE SKY（2023年9月5日公開、東宝/Abramorama） - 本人出演

### ドラマ
- ハレ婚。 第6話（2022年2月20日、ABCテレビ） - 本人 役

### アニメ
- GO! GO! ピンカの大冒険（1998年、フジテレビ） - トドッキー 役
- バクマン。（2011年、Eテレ） - 本人 役[199]

### 番組
※パーソナリティ出演のみ記載
- HYDE CHANNEL（2019年6月18日 - 、ニコニコチャンネル）

### CM・広告
- AXIA「Z」（1994年 - 1995年）
- ユニクロ「UNISEX フリースフルジップ」（2001年）
- ドワンゴ「いろメロミックス」（2003年、2004年）
- ジェムケリー「GEREZZA」（2008年、2009年）
- ソニーモバイルコミュニケーションズ「au（KDDI/沖縄セルラー電話）Xperia UL SOL22」（2013年）
- KIRIN・メルシャン「カッシェロ・デル・ディアブロ」（2024年 - 2025年） - アンバサダー
- プレシードジャパン「AVIOT」（2025年）